# Азербайджан
Азербайджа́н (азерб. Azərbaycan [ɑːzæɾbɑjˈd͡ʒɑn]), официальное название — Азербайджа́нская Респу́блика (азерб. Azərbaycan Respublikası [ɑːzæɾbɑjˈd͡ʒɑn ɾespublikɑˈsɯ]) — государство в восточной части Закавказья (Южного Кавказа) на побережье Каспийского моря, относится к Передней Азии, а также, по мнению некоторых источников, частично к Восточной Европе. Население, по оценочным данным на 2024 год, составляет более 10,18 млн человек, территория — 86 600 км², по обоим этим показателям является крупнейшей страной Закавказья. Занимает 88-е место в мире по численности населения и 112-е по территории.
Столица — Баку. Является светским государством. Государственный язык — азербайджанский.
Многонациональная и многоконфессиональная страна. Большинство населения республики исповедует ислам (преимущественно шиитского толка), меньшинство — христианство и иудаизм.
Унитарное государство, президентская республика. С 1993 года власть в стране удерживает политическая династия Алиевых и подконтрольная им партия «Новый Азербайджан», правление которых характеризуется исследователями как авторитарный режим. В 2003 году после смерти отца, Гейдара Алиева, пост президента занял Ильхам Алиев.
Подразделяется на 67 районов, 11 городов республиканского подчинения и 1 автономную республику — Нахичеванскую Автономную Республику. Часть территории Азербайджана — эксклавы Кярки, Бархударлы-Софулу, Юхары-Аскипара — контролируется Арменией. Азербайджан контролирует часть территории Армении (анклав Арцвашен).
Омывается водами Каспийского моря. Имеет сухопутную границу с Россией, Грузией, Арменией и Ираном. Нахичеванская Автономная Республика — эксклав Азербайджана — граничит с Арменией на северо-востоке, Ираном на юго-западе, Турцией на северо-западе.
Аграрно-индустриальная страна с развивающейся экономикой. Объём ВВП по паритету покупательной способности в 2023 году составил 215,896 млрд $ (21 300 $ на душу населения). Денежная единица — азербайджанский манат.
Независимость страны провозглашена 28 мая 1918 года. Азербайджанскую Демократическую Республику, провозглашённую в 1918 году, называют первой демократической светской республикой в мусульманском мире. Повторное провозглашение независимости состоялось 30 августа 1991 года.

## Этимология
Топоним «Азербайджан» происходит от парфянского и среднеперсидского Атурпатакан (Āturpātakān) — названия древнего государства Атропатена, или Мидия Атропатена. «Мидией Атропатеной» (перс. Мад-и-Атурпаткан‎), или просто «Атропатеной», после персидского похода Александра Македонского стали называть северную часть Мидии, где создал себе царство последний ахеменидский сатрап Мидии Атропат (Атурпатак). Другое её название у античных авторов — Малая Мидия. От названия «Атурпаткан» через среднеперсидское «Адербадган» (перс. Âzarâbâdagân‎) происходит современное название «Азербайджан».
До 1918 года под «Азербайджаном» понималась, прежде всего, территория вокруг озера Урмия, некогда занимаемая Атропатеной, к югу от реки Аракс, хотя в отдельные периоды истории название «Азербайджан» распространялось на некоторые территории к северу от Аракса.
Термин «Азербайджан» в качестве официального названия государства был впервые использован 28 мая 1918 года при провозглашении Азербайджанской Демократической Республики. И. М. Дьяконов и В. Ф. Минорский отмечали, что до XX века этот термин употреблялся только в отношении тюркоговорящего региона северо-западного Ирана. Причиной такого выбора названия государства В. В. Бартольд, И. М. Дьяконов и В. А. Шнирельман полагают претензии основателей нового государства на Иранский Азербайджан.

## Символы государства
Из Конституции Азербайджана:

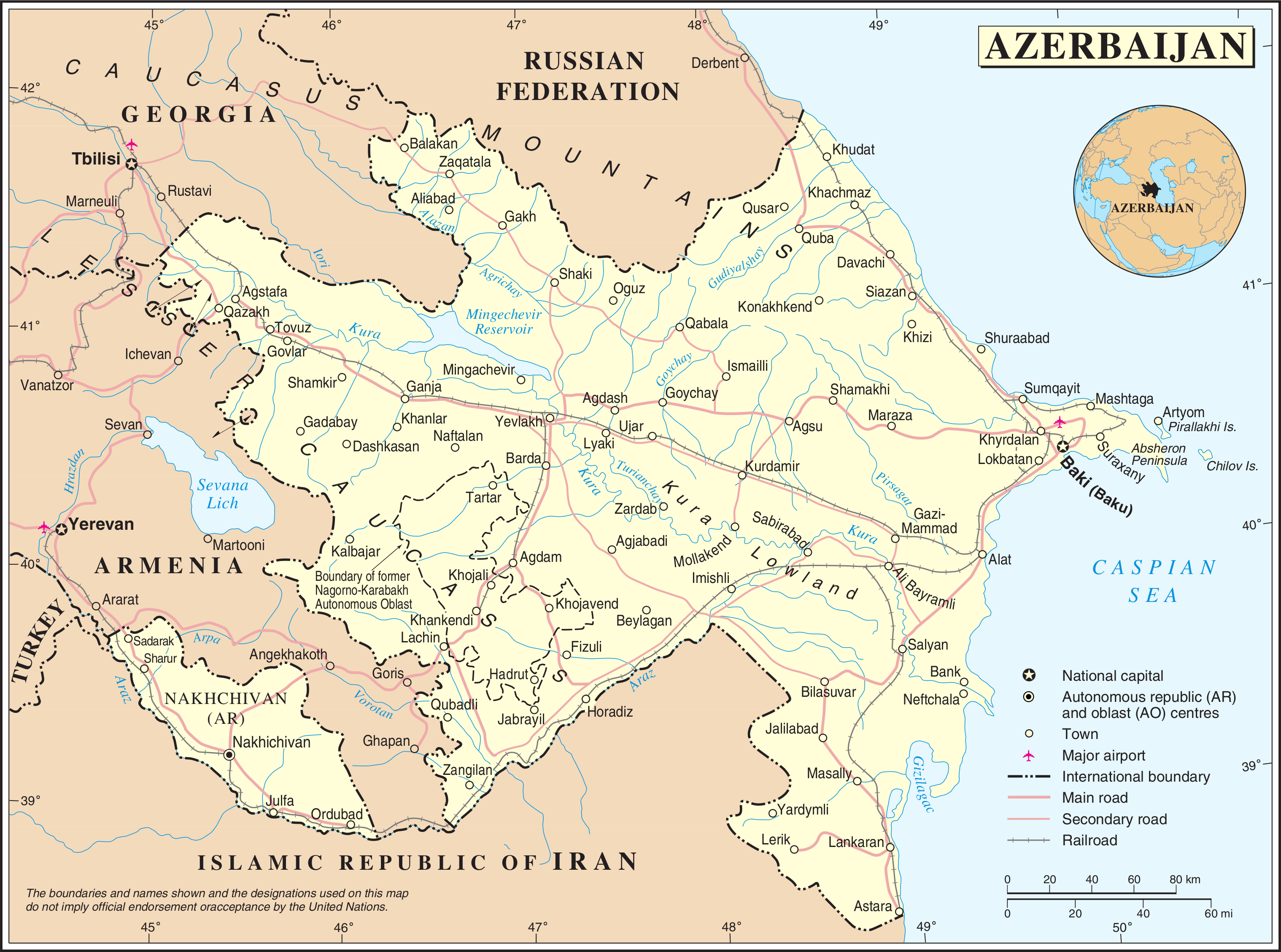
Карта Азербайджанской Республики с её официальной государственной границей

- I. Государственными символами Азербайджанской Республики являются Государственный флаг Азербайджанской Республики, Государственный герб Азербайджанской Республики и Государственный гимн Азербайджанской Республики.
- II. Государственный флаг Азербайджанской Республики состоит из трёх равных по ширине горизонтальных полос. Верхняя полоса голубого, средняя полоса — красного, нижняя полоса — зелёного цветов, в середине красной полосы на каждой стороне флага изображены белого цвета полумесяц с восьмиконечной звездой. Ширина флага соотносится с его длиной как 1:2.
- III. Изображение Государственного флага Азербайджанской Республики и Государственного герба Азербайджанской Республики, музыка и текст Государственного гимна Азербайджанской Республики определяются Конституционным законом Азербайджанской Республики.

### Государственный флаг

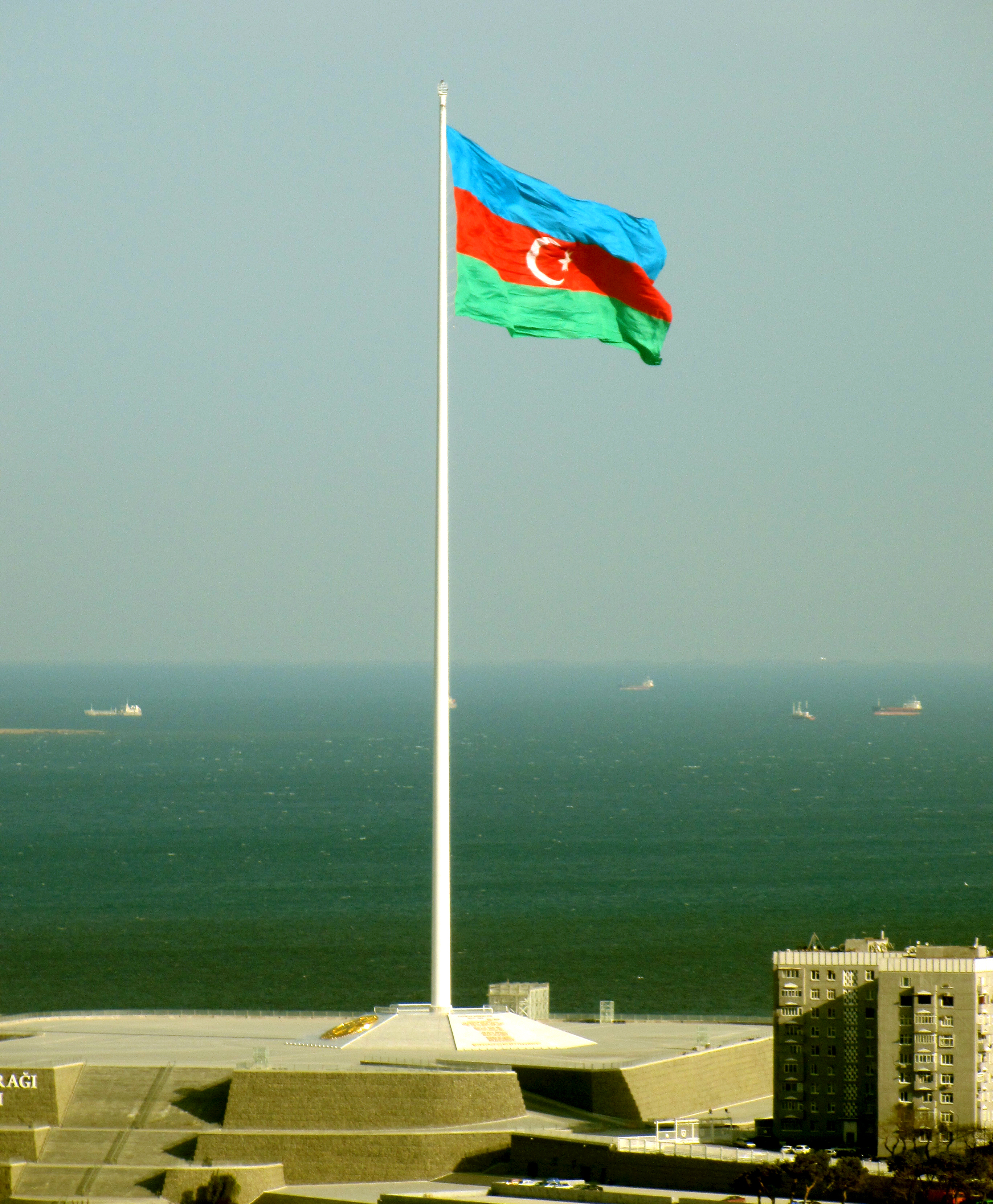
Площадь государственного флага (Баку). Флагшток на фото был занесён в Книгу рекордов Гиннесса как самый высокий в мире (демонтирован в 2017 году)

9 ноября 1918 года правительством Азербайджанской Демократической Республики впервые было принято постановление о трёхцветном государственном флаге. После падения 28 апреля 1920 года АДР и установления советской власти в Азербайджане этот флаг был отвергнут.
17 ноября 1990 года трёхцветный флаг был вторично восстановлен в правах решением Верховного Меджлиса Нахчеванской Автономной Республики и принят в качестве государственного флага автономной республики. На той же сессии Верховный Меджлис Нахчеванской АР ходатайствовал перед Верховным Советом Азербайджанской ССР о признании трёхцветного флага в качестве государственного символа Азербайджана.
5 февраля 1991 года Верховный Совет Азербайджанской Республики рассмотрел ходатайство Верховного Меджлиса Нахчеванской АР и принял постановление о признании трёхцветного флага государственным флагом Азербайджана. Соотношение сторон — 1:2. Флаг представляет собой трёхцветное полотнище (триколор). Полосы (голубого, зелёного и красного цвета) расположены горизонтально. В центре флага на красной полосе размещены восьмиконечная звезда и полумесяц. Оба изображения белого цвета. Голубой цвет на флаге является традиционным цветом тюркских народов и символизирует тюркство, красный — прогресса, зелёный — ислама. Полумесяц обозначает принадлежность к религии ислама, восьмиконечная звезда означает 8 ветвей тюркских народов.

### Государственный гимн
Гимн Азербайджана называется «Марш Азербайджана» (азерб. «Azərbaycan Marşı»). Мелодия гимна написана азербайджанским композитором Узеиром Гаджибековым, слова — поэтом Ахмедом Джавадом в 1918 году. Он являлся официальным гимном ещё досоветского Азербайджана. Гимн был официально принят (повторно после утверждения в 1918 и отмены в 1920) в 1991 году после восстановления независимости Азербайджана.

### Государственный герб
В центре герба изображён огонь, который символизирует «Страну Огней». Цвета, использованные на гербе, являются цветами национального флага Азербайджана. Восьмиконечная звезда символизирует 8 ветвей тюркского народа. Снизу расположен венок из колосьев пшеницы и ветвей дуба. Венок из колосьев символизирует богатство, плодородие. Ветви дуба символизируют древность страны.

## Физико-географическая характеристика

### Географическое положение
|                                                                         |  |
| Снимок Азербайджана со спутника (слева) и физическая карта Азербайджана |  |

Согласно большинству советских, российских и западноевропейских авторитетных источников территория Азербайджана, как и всего Кавказа, принадлежит Передней Азии. Некоторые американские источники относят Азербайджан к региону Ближнего Востока: они полагают, что граница между Европой и Азией проходит по Большому Кавказскому хребту и несколько районов Азербайджана относятся к Восточной Европе.
Около половины территории Азербайджана занято горами. На севере — хребет Кавказа, в средней части — Кура-Аракская низменность, на юго-востоке — Талышские горы и Ленкоранская низменность, на западе — Армянское нагорье.
Азербайджан по площади — самая крупная из республик Закавказья (площадь в пределах официальных границ — около 86,6 тыс. км²). Протяжённость территории Азербайджана с севера на юг — около 400 км, а с запада на восток — около 500 км.
Крайние точки: северная — гора Гутон (3648 м) (41°54' с. ш), южная — река Астара (38°25' с. ш), восточная — Нефтяные Камни (50°49' в. д.), западная — озеро Джандаргёль (44°46' в. д.).
Климатические зоны Азербайджана разнообразны — от тёплых и влажных субтропиков Ленкоранской низменности и Талыша до снежных высокогорий Кавказа. Многочисленные реки обладают значительными энергетическими ресурсами, что создаёт благоприятные условия для строительства гидростанций с водохранилищами и системами искусственного орошения.
Главная река — Кура. Оросительные каналы: Верхнекарабахский, Верхнеширванский и другие, важным является Мингечевирское водохранилище.
Почвы преимущественно серозёмные, в горах бурые и коричневые горнолесные и горно-луговые; на Ленкоранской низменности — желтозёмы. Растительность сухих степей, полупустынь, высокогорных лугов; в горах широколиственные леса.
Среди природных богатств особое место принадлежит прекрасным климатическим и водолечебным курортам Азербайджана.

### Климат

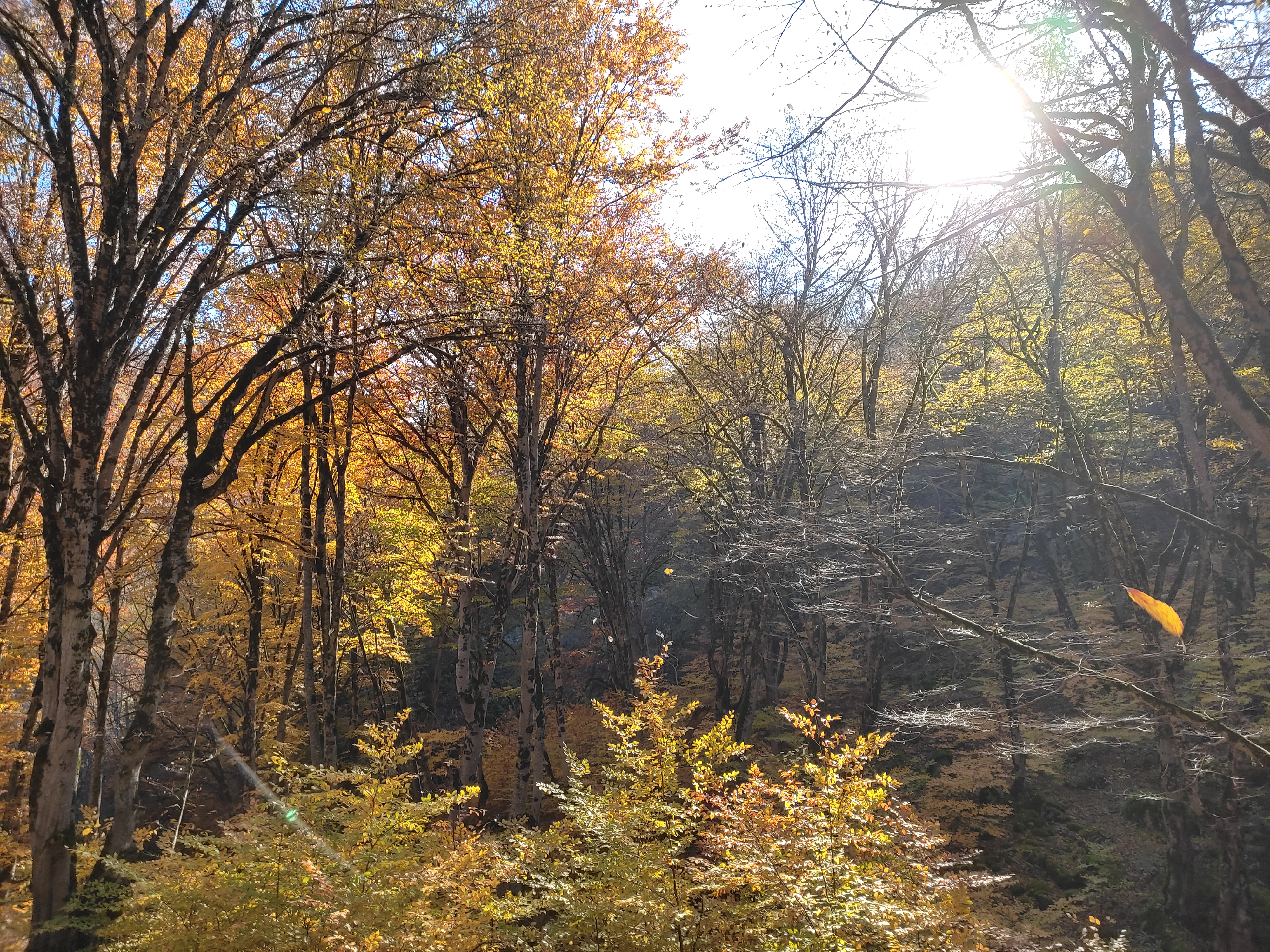
Лиственный лес в Азербайджане осенью

Согласно классификации климатов Кёппена, в Азербайджане наблюдаются 9 из 11 типов климата. Средние температуры июля — от +5 °C в высокогорных районах до +25…+27 °C в низменных районах (максимум — +32…+35 °C, но иногда доходит и до +40 °C). Средние температуры января — −10 °C в высокогорных районах и +4 °C в низменных районах. Атмосферные осадки — от 200 мм/год в предгорьях Кавказа до 1200—1700 мм/год на Ленкоранской низменности.

### Полезные ископаемые

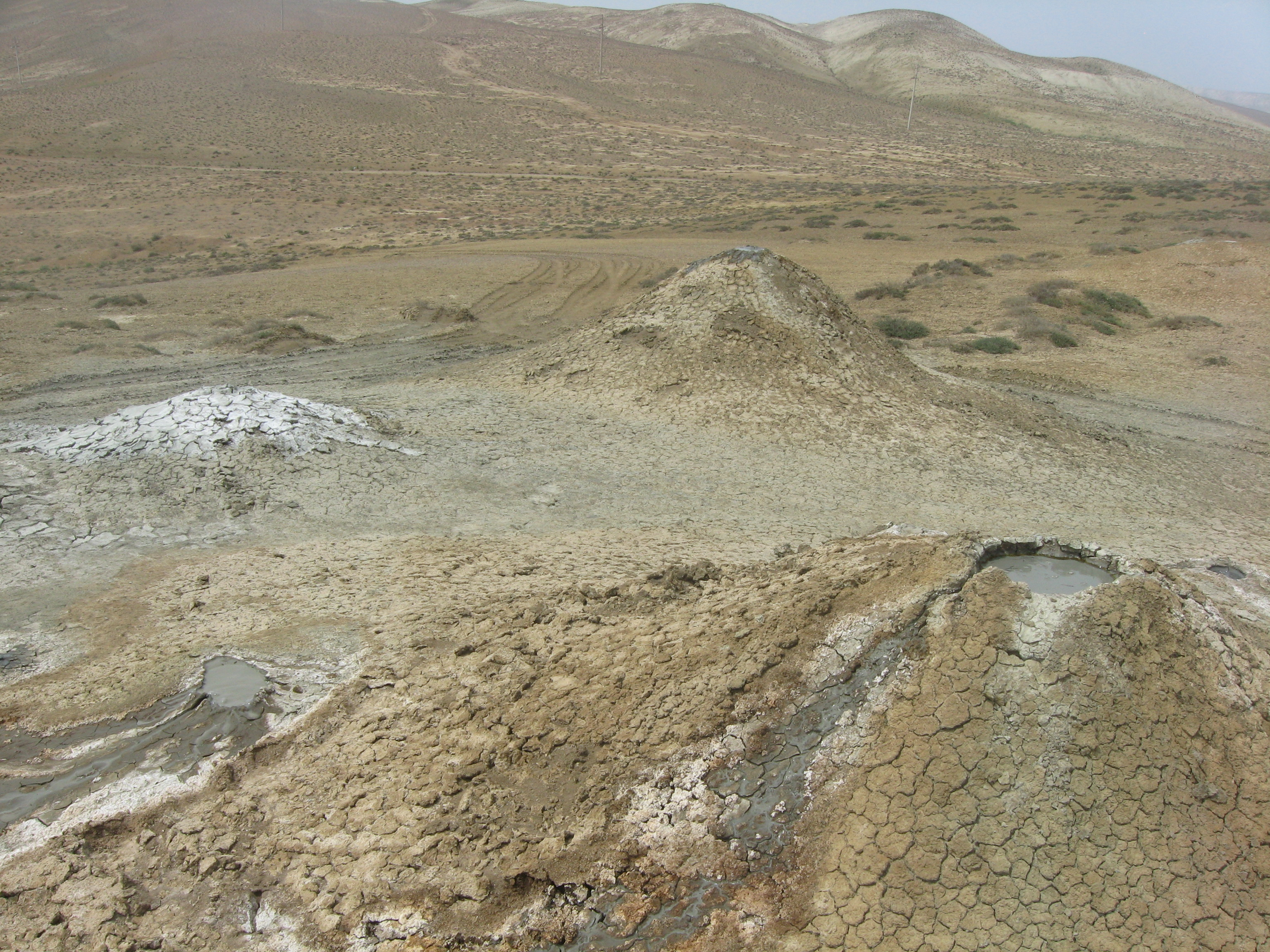
Грязевые вулканы Азербайджана

Недра Азербайджана содержат ценные полезные ископаемые: нефть и природный газ, алуниты, медную руду, золото, молибден и другие. В республике также имеется разнообразное сырьё для отделочной промышленности: мрамор, каолин, туф, доломит.
С природными ресурсами Каспия тесно связаны такие отрасли народного хозяйства, как нефтедобывающая и рыбная промышленность, морской транспорт и судоремонт.

### Флора
Территория республики обладает богатой и редкой флорой. На сравнительно небольшой территории встречаются многие распространённые в мире типы растений. Например: железное дерево (дамир агач), иберийский дуб, каштанолистный дуб, хурма, самшит и граб, клён, сосна, ива, орешник, миндаль, дикие груши и яблони, кусты ежевики и малины. В крупных городах можно встретить софору японскую, белый и розовый олеандры, кусты жасмина, а в Ленкоране выращивают альбицию — декоративное растение семейства бобовых. Приблизительно 450 видов растущих в Азербайджане высших растений относятся к 125 порядкам. Встречающиеся на территории Азербайджана виды растений составляют большую часть общего количества растущих на Кавказе видов растений. Наряду с широко распространёнными на Кавказе и в других регионах видами растений, в азербайджанской флоре имеются в достаточном количестве растущие только в Азербайджане и характерные его районам около 240 эндемических видов.

### Фауна

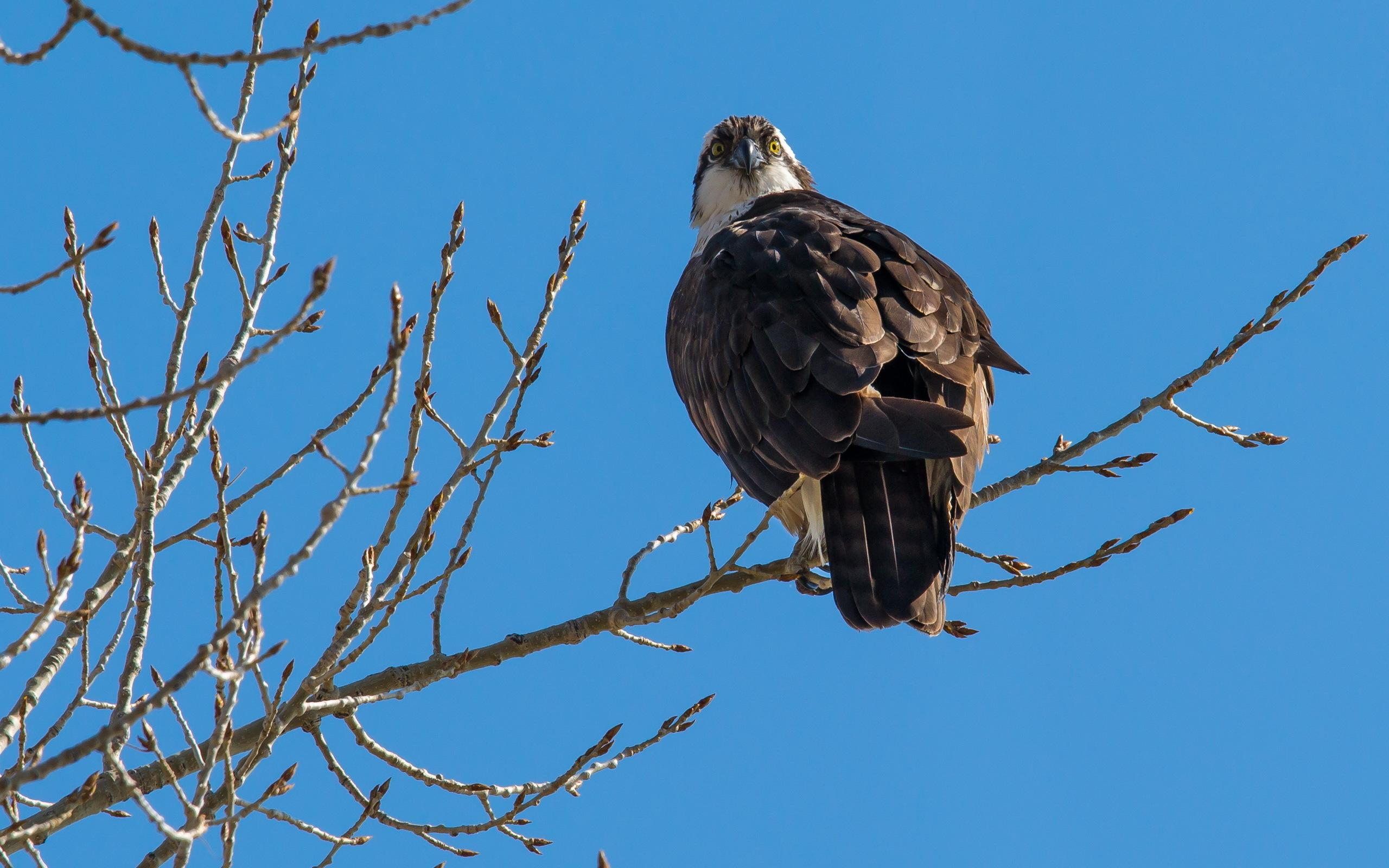
Скопа в Азербайджане

Азербайджан находится на стыке нескольких зоогеографических полюсов. На территории страны обитают некоторые виды животных из соседних территорий Ирана, Средней Азии, стран Средиземного моря. Из-за разнообразия природных условий, на территории Азербайджанской Республики животный мир состоит из примерно 12 тыс. видов, в том числе 623 вида позвоночных (более 90 млекопитающих, около 350 видов птиц, более 40 видов пресмыкающихся, более 80 видов рыб, остальные — круглоротые и земноводные). На равнинах распространены пресмыкающиеся, зайцы, волки, лисицы, джейран. В долинах Куры и Аракса водятся дикие кабаны, косули, барсуки, шакалы. В горах обитают благородный олень, дагестанский тур, серна, безоаровый козёл, косуля, медведь, рысь, лесной кот, встречаются дикобраз, муфлон и леопард. Интродуцированы такие животные, как пятнистый олень, сайгак, енотовидная собака, енот-полоскун, нутрия, скунс. Весьма разнообразен мир птиц: (фазаны, куропатки, тетерева и другие). Многие из водоплавающих птиц прилетают на зимовку (утки, гуси, лебеди, цапли, пеликаны, фламинго, бакланы и другие).
В Красную книгу Азербайджана занесено 108 видов животных, в том числе 14 видов млекопитающих, 36 видов птиц, 13 видов земноводных и пресмыкающихся, 5 видов рыб и 40 видов насекомых.

### Экологическое состояние

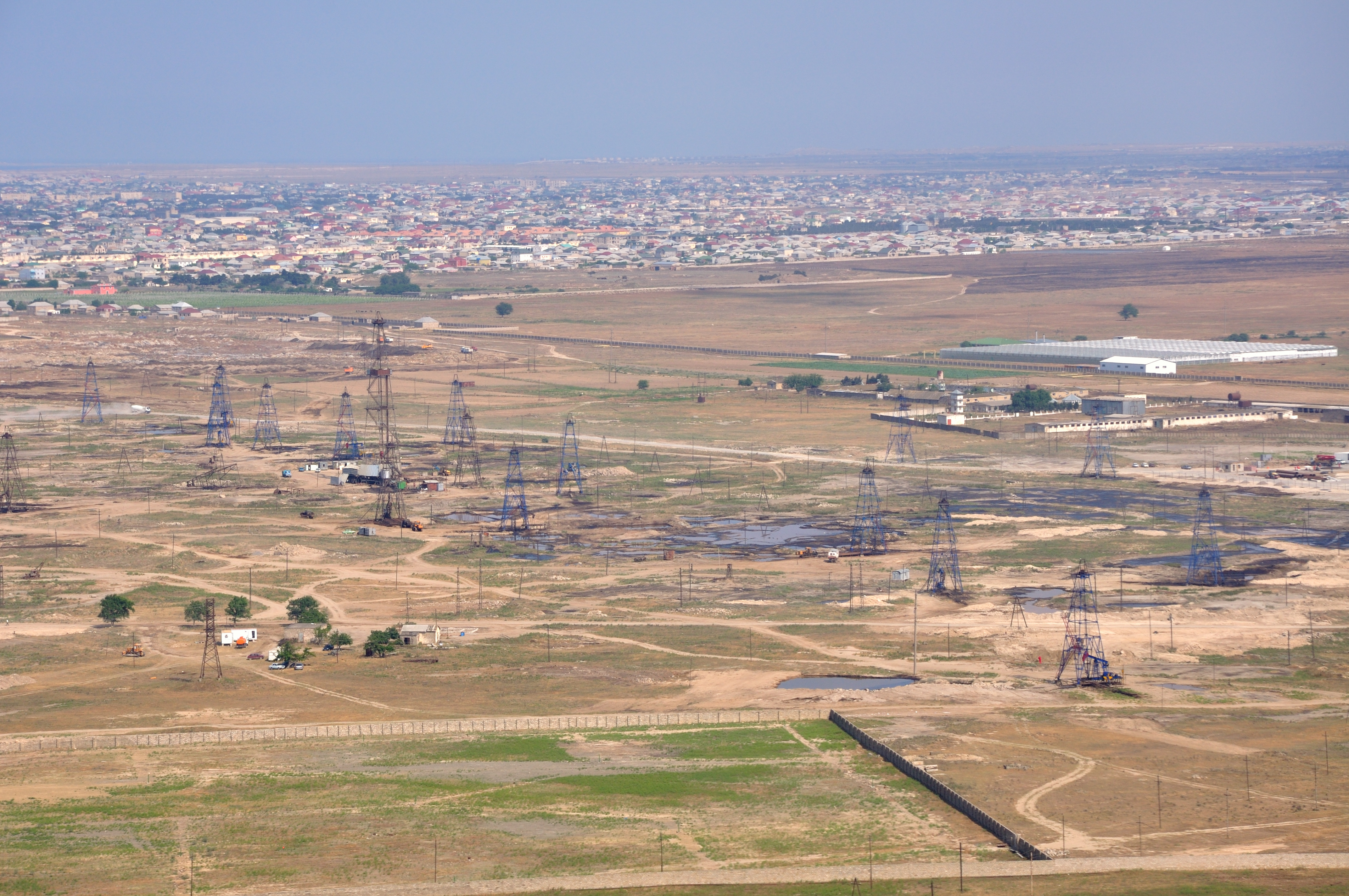
Антропогенный пейзаж на Апшеронском полуострове

Загрязнение почв и грунтовых вод обусловлено использованием ДДТ и токсичных дефолиантов при выращивании хлопка. Загрязнение воздуха связано с промышленными выбросами в Сумгаите, Баку и других городах. Серьёзным источником загрязнения моря является нефтедобывающая и нефтеперерабатывающая промышленность.
Богатая флора и фауна страны подвергается сильному антропогенному воздействию. Леса страдают от рубок и выпаса скота. За счёт вырубки лесов расширяются сельскохозяйственные угодья. В Азербайджане ведётся работа по охране природной среды. В целях сохранения некоторых участков естественного леса, реликтовой флоры и редких видов животных созданы 9 национальных парков, 11 заповедников и 24 заказника. Особо охраняются благородный и пятнистый олень, серна, джейран, безоаровый козёл, муфлон, косуля, сайгак.

#### Экологические проблемы
Итогом стремительного развития человеческой деятельности за последнее столетие во всех областях экономики стала чрезмерная эксплуатация природных богатств. Основные экологические проблемы Азербайджанской Республики:
- загрязнение водных ресурсов сточными водами, в том числе трансграничное загрязнение;
- низкий уровень снабжения качественной водой в населённых пунктах, потеря питьевой воды по пути доставки потребителям, нехватка канализационных линий;
- загрязнение атмосферного воздуха промышленными предприятиями и транспортными средствами;
- деградация плодородных земель (эрозия почв, солончаки);
- отсутствие управления процессом утилизации твёрдых промышленных и бытовых отходов, в том числе опасных отходов;
- уменьшение биоразнообразия;
- сокращение лесных ресурсов, фауны, в том числе рыбных ресурсов.

С 2009 года в стране действует Государственное агентство по альтернативным и возобновляемым источникам энергии Азербайджана.

### Охраняемые территории
Памятники природы
Азербайджан входит в субтропическую зону, из возможных в этой зоне 11 типов климата, 9 встречаются на территории Азербайджана. Также на территории Азербайджана находится около 800 грязевых вулканов, что делает Азербайджан первым в мире по количеству грязевых вулканов.
Заповедники Азербайджана
Заповедники Азербайджана — территории со статусом научно-исследовательских управлений, созданные с целью сохранения в первозданном виде характерных и редких природных комплексов, изучения природных процессов и событий. Крупнейшие заповедники: Кызылагачский, Закатальский, Ширванский и другие.
Национальные парки
Национальные парки — территории, обладающие статусом охраны природы и научно-исследовательских управлений, используемых для охраны природы, на территории которых расположены специальные экологические, исторические, эстетические и другие значимые природные комплексы.

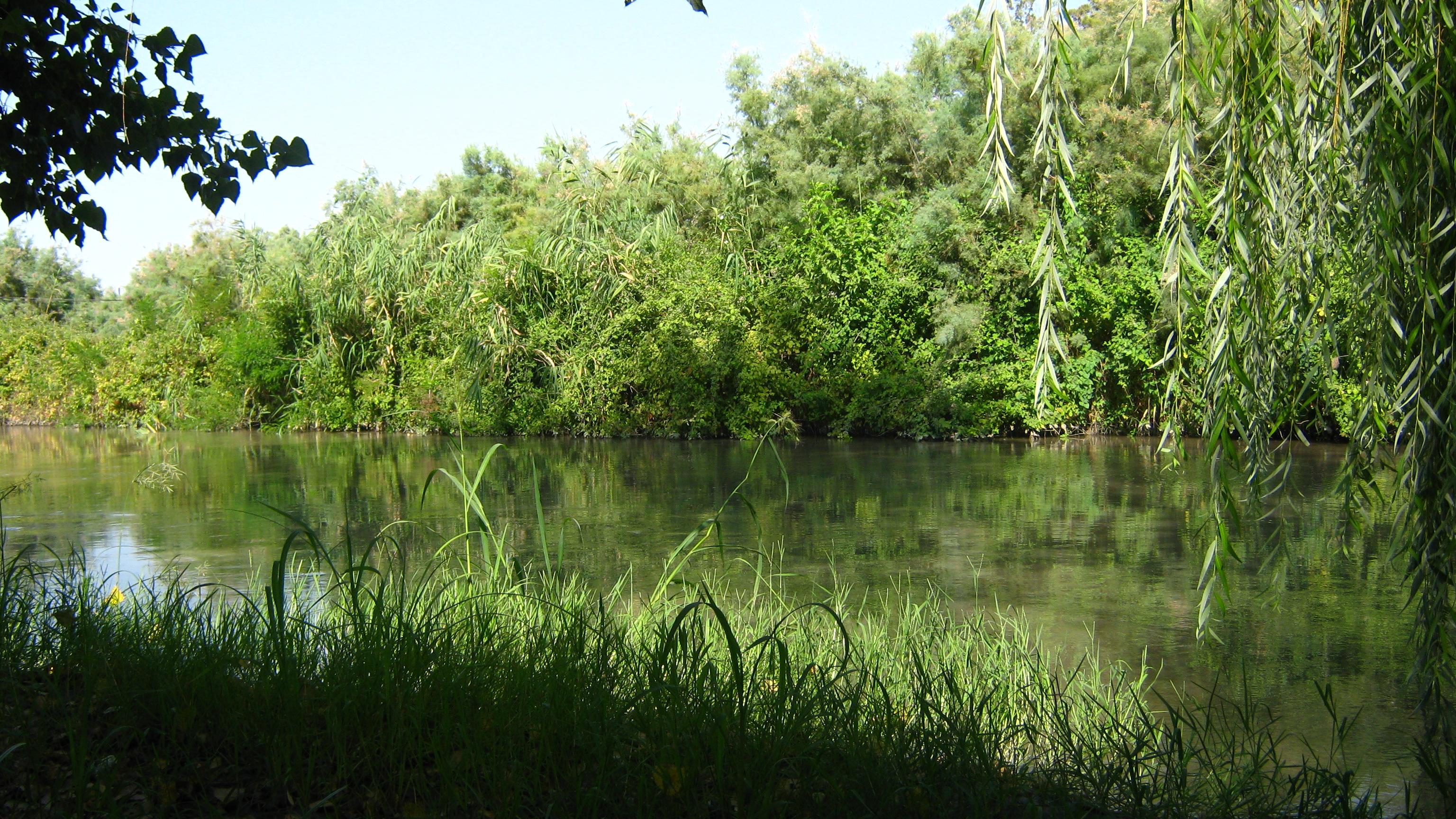
Водно-болотные угодья в Ширванском национальном парке
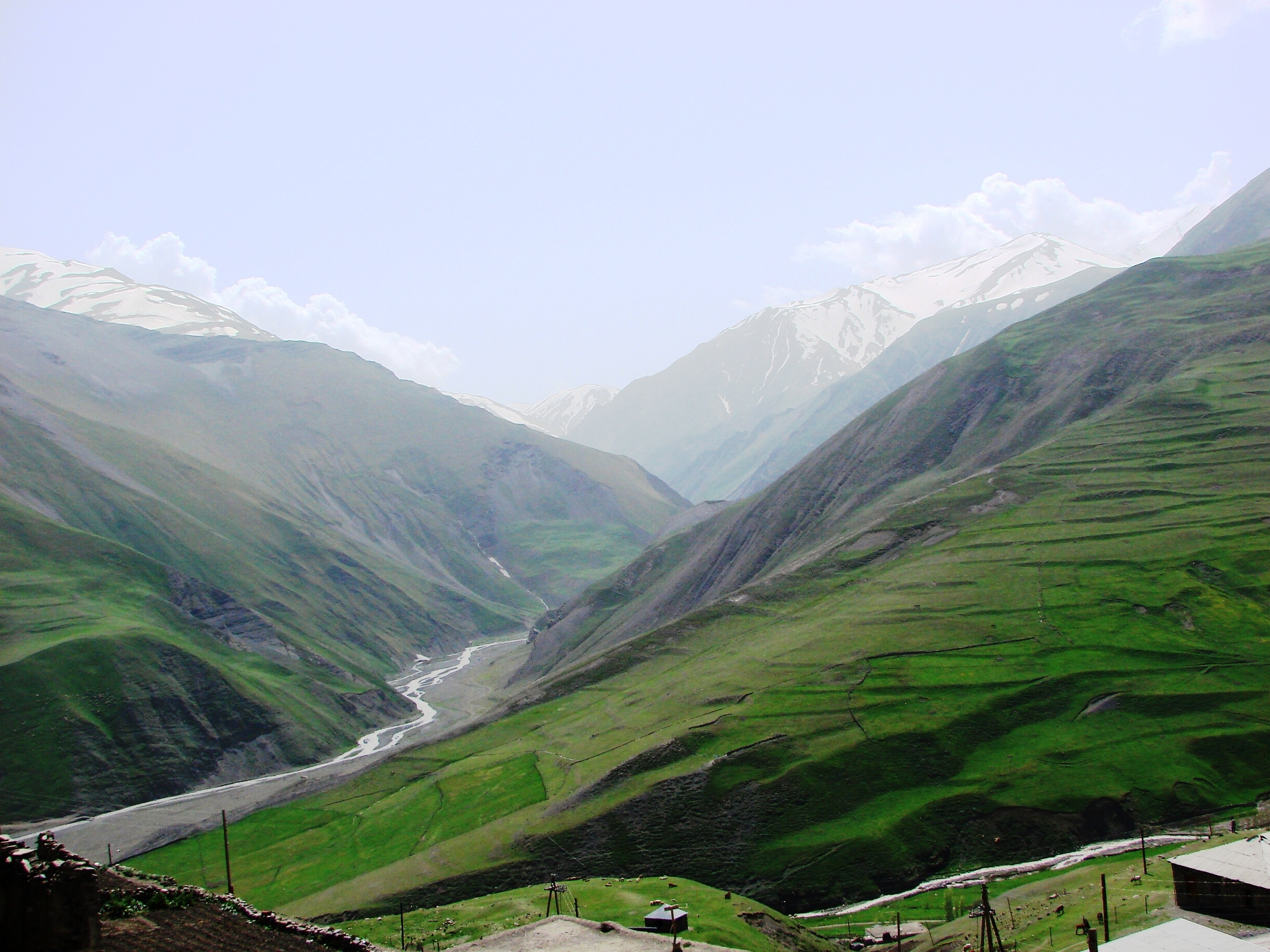
Высокогорная деревня Хыналыг
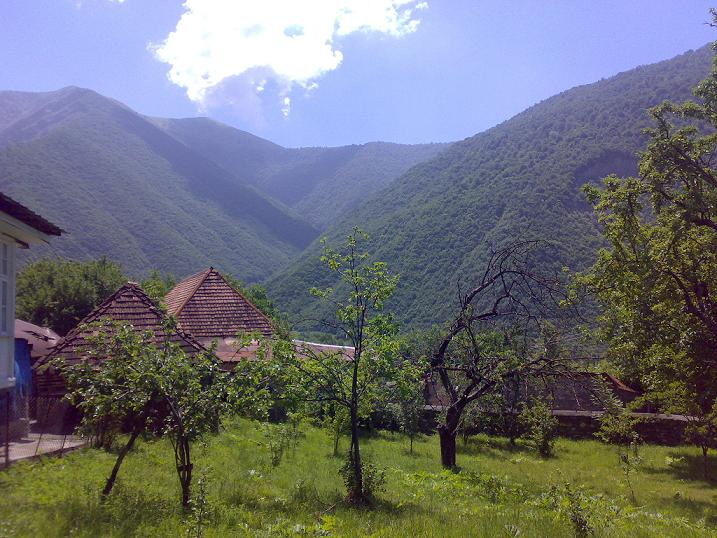
Деревня Киш
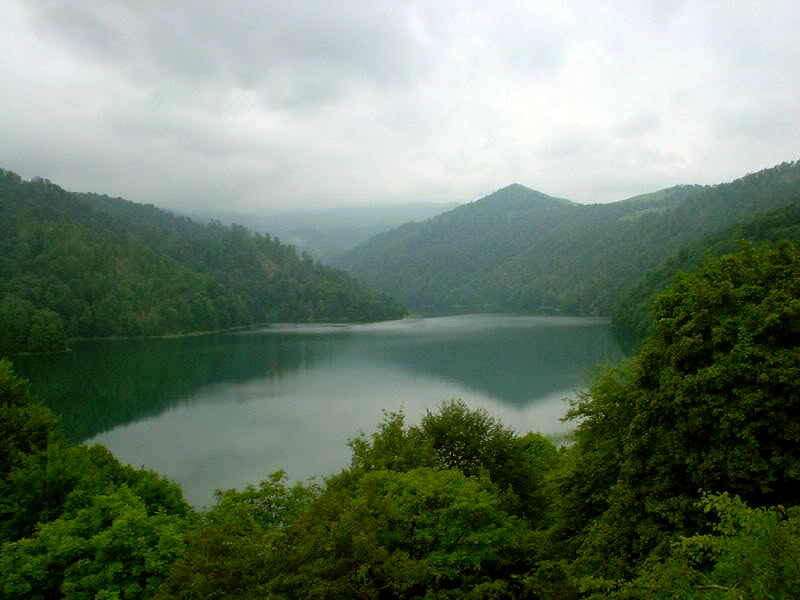
Озеро Гёйгёль

## Административное деление

Районы Азербайджана

Территориально Азербайджан делится на 67 районов, 11 городов республиканского подчинения и 1 автономную республику — Нахичеванскую Автономную Республику.

### Нахичеванская Автономная Республика
Нахичеванская Автономная Республика — автономное образование (эксклав) в составе Азербайджанской Республики. В соответствии с Конституцией Азербайджана и Нахичеванской Автономной Республики последняя является автономным государством в составе Азербайджана. Статус автономии регулируется Конституцией Азербайджана и Нахичеванской Автономной Республики, а также Московским и Карсским договорами 1921 года.
Эксклав граничит с Турцией, Ираном и Арменией. С начала Карабахского конфликта граница с Арменией закрыта. Связь с остальной территорией Азербайджана в основном происходит через Нахичеванский аэропорт, также используется автомобильное сообщение через Иран. По заявлению о прекращении огня, подписанному Азербайджаном и Арменией при посредничестве России 9 ноября 2020 года, Армения гарантирует безопасность транспортного сообщения между западными районами Азербайджана и Нахичеванской Автономной Республикой. Контроль за транспортным сообщением будут осуществлять органы Пограничной службы ФСБ России. По согласованию Сторон будет обеспечено строительство новых транспортных коммуникаций, связывающих Нахичеванскую Автономную Республику с западными районами Азербайджана.

## История

### Доисторический период

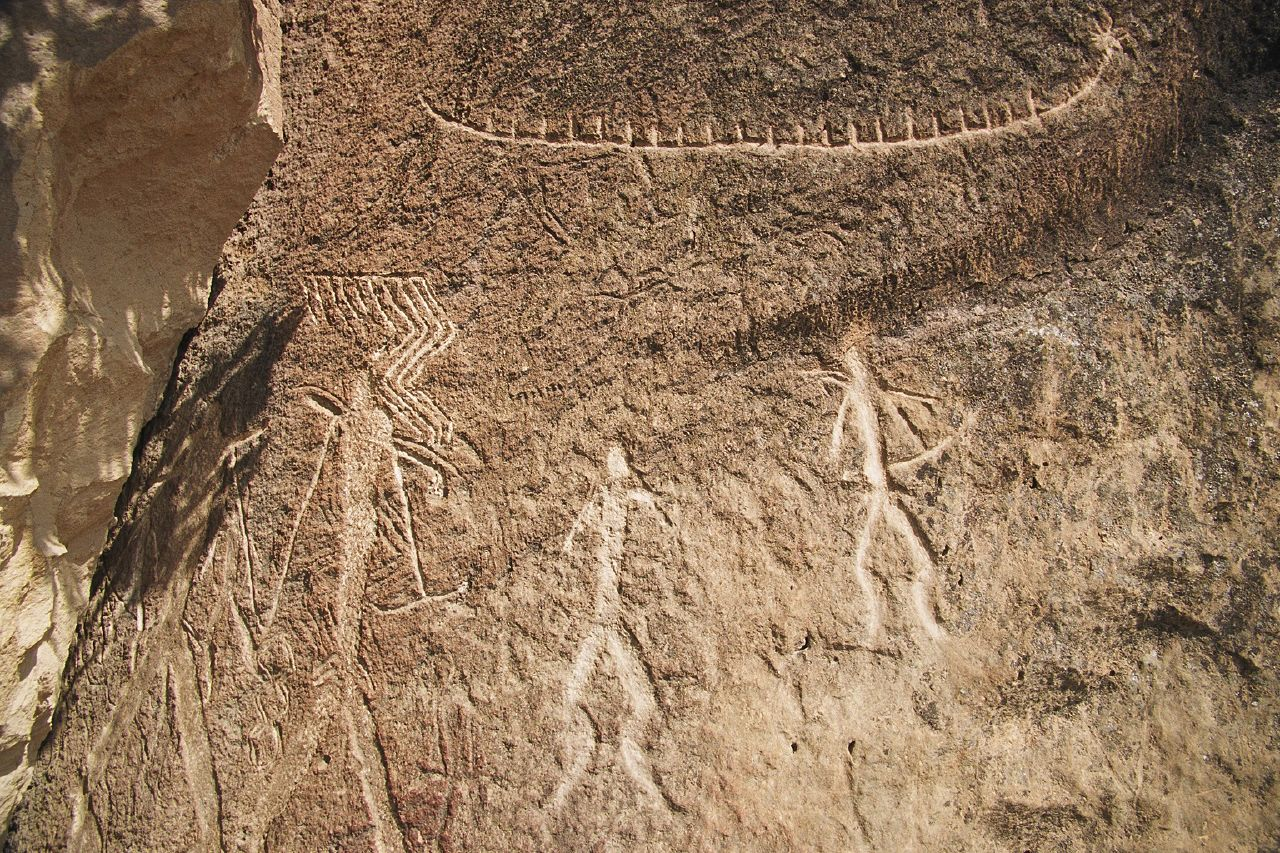
Петроглифы в Гобустане

Благоприятные природно-географические условия позволили человеку поселиться здесь с древнейших времён.
Таким образом, стадное общество первобытного человека охватывало огромный период каменного века, точнее — более 1,5 млн лет.
Больше всего стоянок древних людей было найдено в Карабахе, Казахе и Нахичевани. В Карабахе ценные находки выявлены в пещерах Азых, Таглар и Зар. В Казахском районе в пещерах Дашсалахлы и Дамджылы, а также на стоянках Шишгузей, Кекилли обнаружены орудия труда и другие материальные остатки. Стоянки людей каменного века выявлены также в Талышской зоне.

### Древняя история

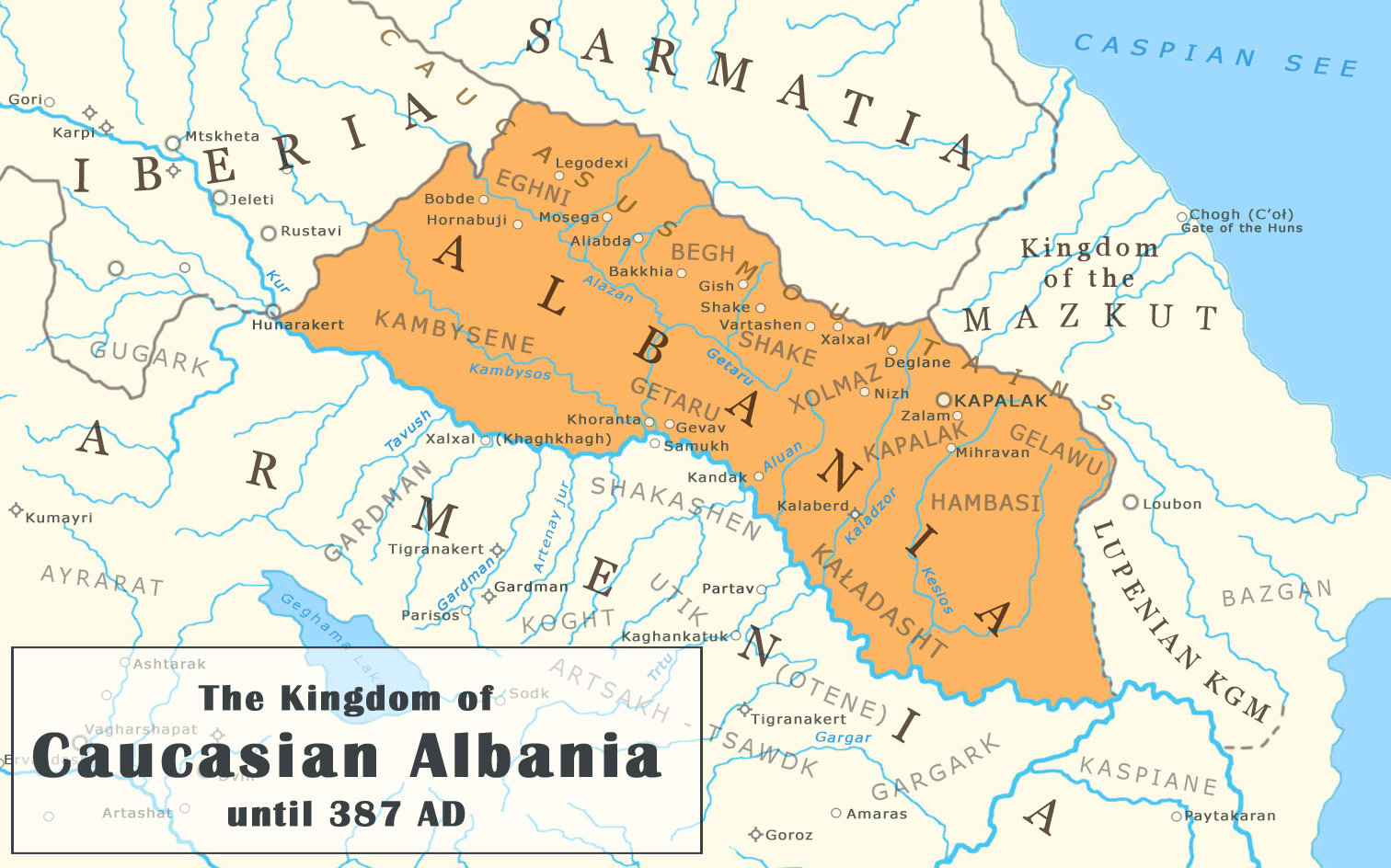
Территория Кавказской Албании до 387 года, согласно общепринятой в мировой науке концепции

В древние века на большей территории нынешней Азербайджанской республики жили кавказские албаны, говорившие на языках лезгинской ветви и ираноязычные мидийцы на территории Нахичевана. Согласно антропологическим данным кавказские албаны относились к кавкасионскому типу европеоидной расы. Азербайджанцы, кумыки а также цахуры относятся к каспийскому типу европеоидной расы. Классовое общество у албанов сложилось, видимо, не ранее конца II века до н. э. Ранее они, как полагают некоторые учёные, подчинялись ахеменидскому сатрапу Мидии, а с падением Ахеменидской державы — царям Атропатены (в основном в Иранском Азербайджане, частично на территории Азербайджана). В начале II века до н. э. вся западная часть нынешнего Азербайджана, южнее реки Куры до её слияния с Араксом, населённая различными албанскими племенами, была завоёвана Великой Арменией. В конце II века до н. э., а по другим мнениям в середине I в албанские племена создали своё царство. Страбон в начале I века н. э. сообщал, что албаны делятся на 26 племён, которые говорят на собственных диалектах и потому «нелегко вступают в сношения друг с другом», и что единый царь появился у них с недавних пор, тогда как ранее каждое племя управлялось своим царём.
Правобережье Куры (провинции Арцах и Утик) отошло от Армении к вассальной от Персии Албании в результате раздела первой в 387 году.

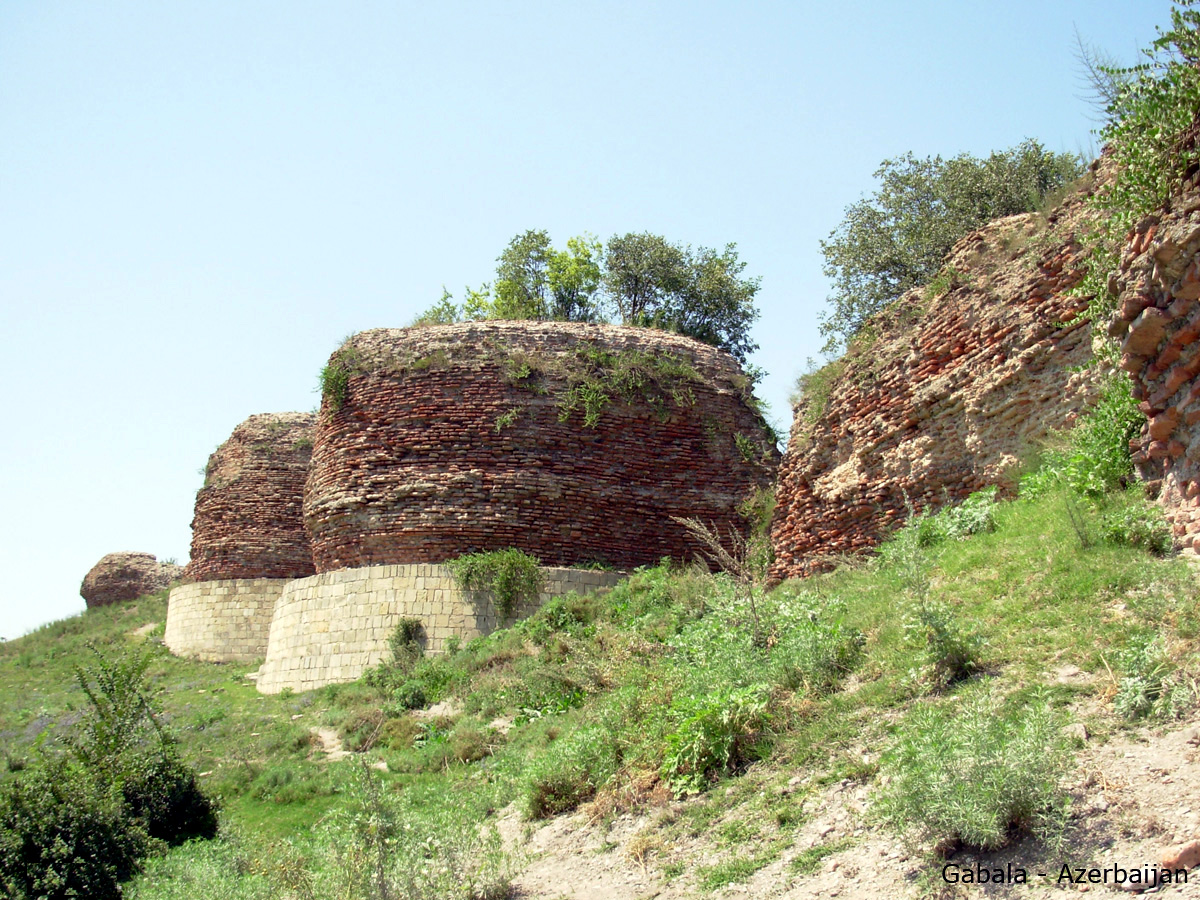
Руины крепостных стен древней Кабалы, столицы Кавказской Албании до VI века

В прикаспийском районе был распространён среднемидийский язык, предок современного талышского языка, хотя по свидетельству арабских географов и историков той эпохи, таких как Истахри, Ибн-Хаукаль, Мукаддаси и других албанский язык продолжал использоваться в столице, городе Барда в X веке, но затем упоминания о нём исчезают. Те же арабские источники сообщают, что за Бардой и Шамкуром (в Нагорном Карабахе) жили армяне. Албанское царство находилось в зависимости от персидских Сасанидов, которые ликвидировали его в 457 году, но впоследствии албанам удалось восстановить относительную самостоятельность. В VII веке Албания была завоёвана арабами. Пёстрое в этническом плане население левобережной (к северу от Куры) Албании в это время всё больше переходит на персидский язык. Главным образом это относится к городам Аррана и Ширвана, как стали в IX—X веках именоваться две главные области на территории нынешнего Азербайджана. Что касается сельского населения, то оно, по-видимому, в основном сохраняло ещё долгое время свои старые языки, родственные современным дагестанским, прежде всего лезгинскому.

### Средние века

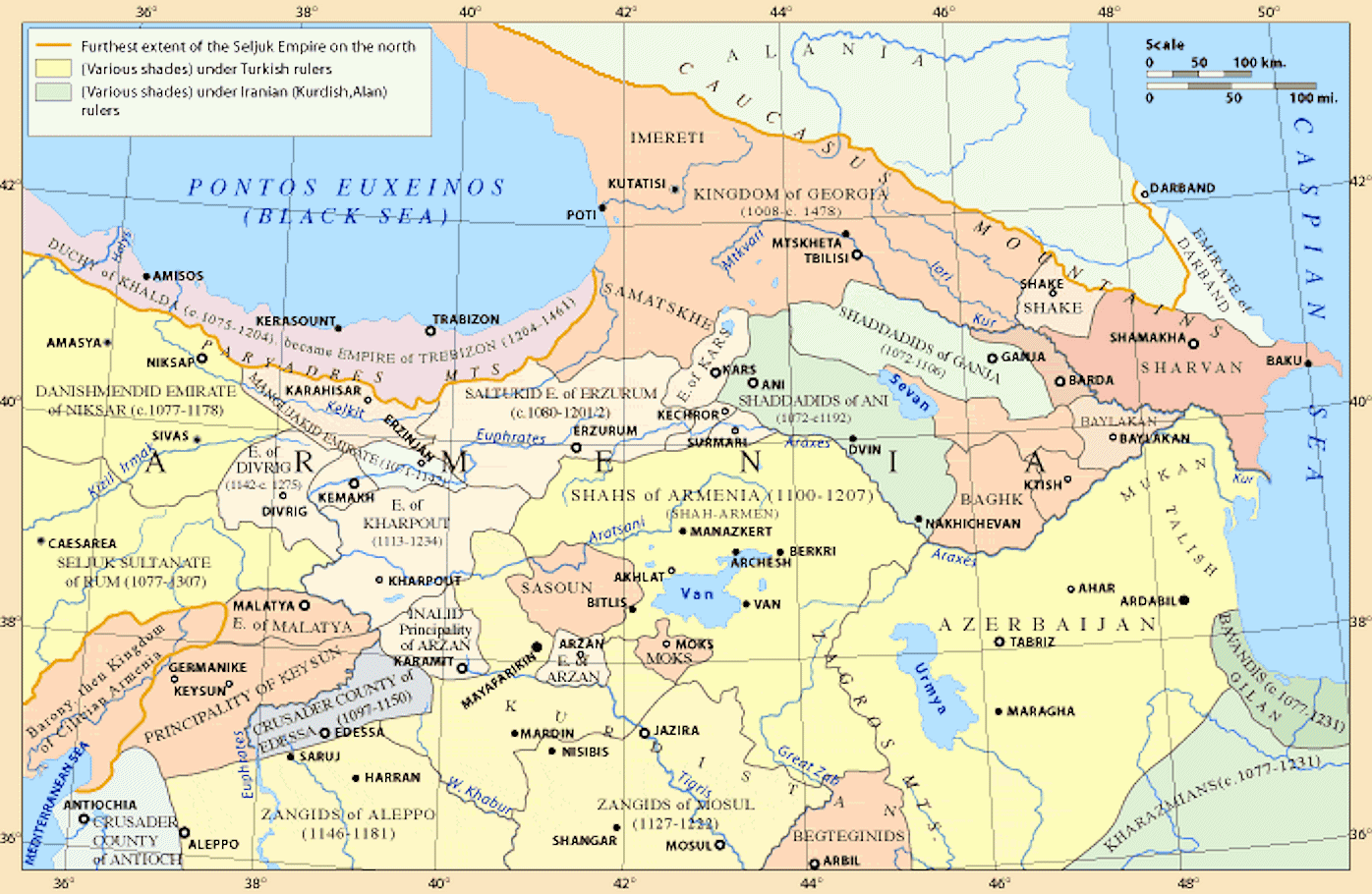
Закавказье в XI—XII вв.

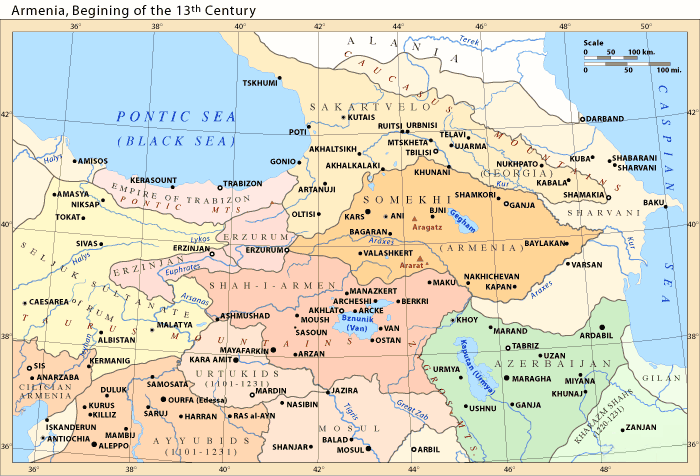
Закавказье в XIII—XIV вв.

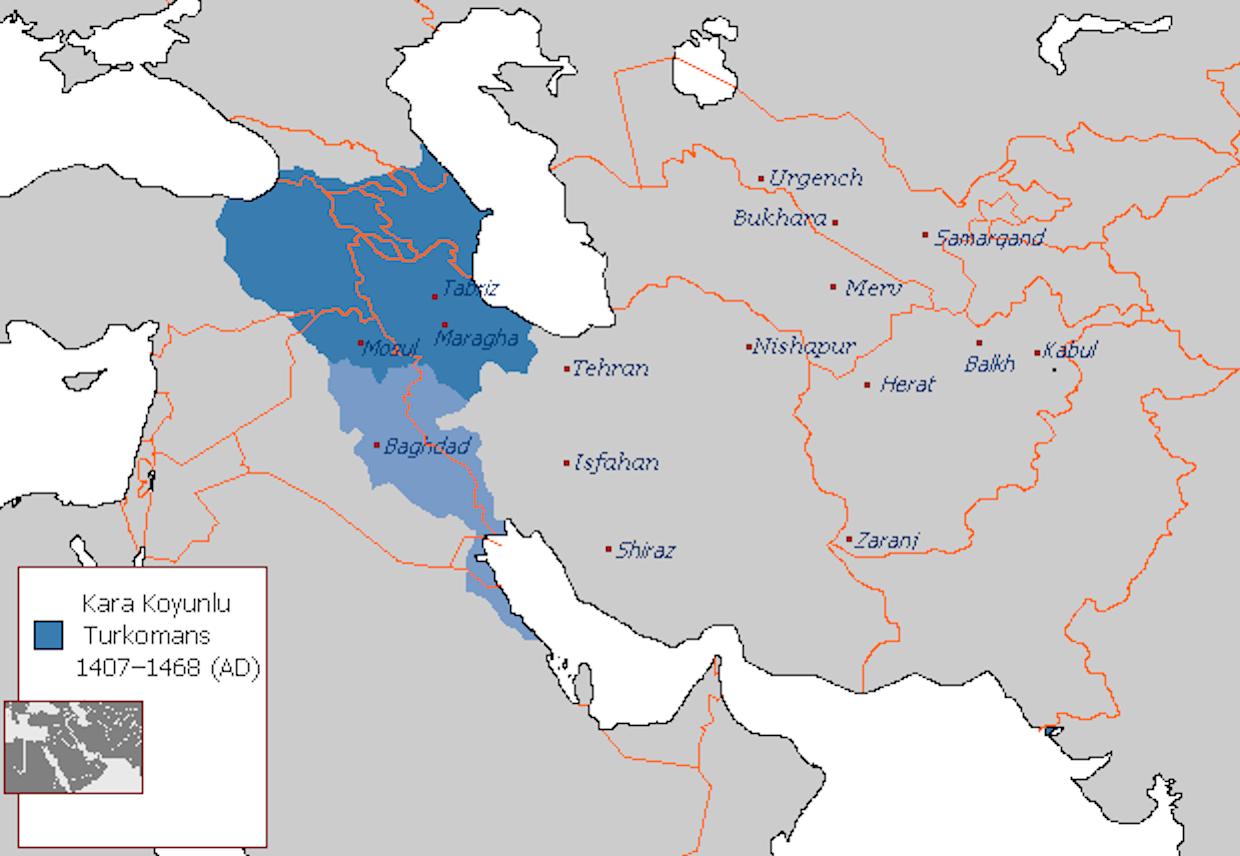
Кара-Коюнлу в XV веке

В середине VII века территория Кавказской Албании подверглась нашествию армии Арабского халифата. В ходе сопротивления прославился видный албанский военачальник Джеваншир — глава феодального владения Гардман, ставший правителем Албании. Лишь в начале VIII века, сломив сопротивление народных масс, Арабский халифат покорил территорию Албании, как и остальное Закавказье. В IX веке против арабов вспыхивает восстание иранских хуррамитов под руководством Бабека. Согласно Масуди и «Фихристу» Ибн ан-Надима, власть Бабека, в пик его славы, распространялась на юге до Ардебиля и Маранда, на востоке — до Каспийского моря и города Шемаха в Ширване, на севере — до Муганской степи и берегов реки Аракс, а на западе до районов Джульфы, Нахичевани и Маранды.

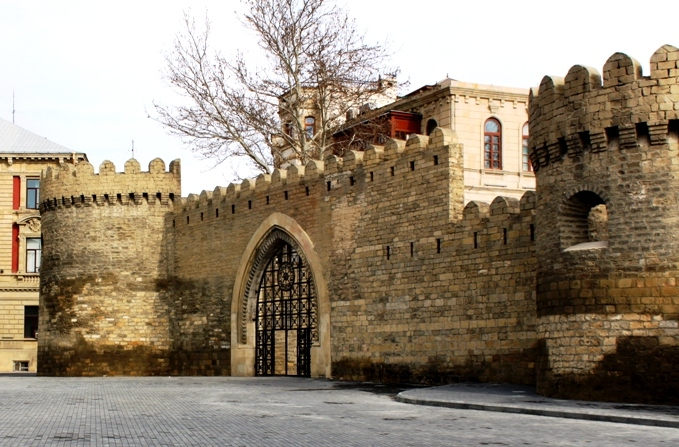
Ворота бакинской крепости, построенной при ширваншахе Минучихре III Великом

С ослаблением Арабского халифата в Закавказье в IX—X веках начался новый политический подъём: на территории современного Азербайджана были созданы государства Ширваншахов (просуществовало до 1538 года), позже Шеддадидов (970—1075, Гянджинский эмират), частично его охватывали Армянское царство Багратидов (885—1045), а также эмираты иранских исламских династий Саларидов (941—981) и Раввадидов (981—1054). После падения единого Армянского царства, на западе современного Азербайджана сохранили свою самостоятельность армянские Ташир-Дзорагетское царство и Хаченское княжество (в Нагорном Карабахе).
Под эгидой властвовавших в Арране и Ширване мусульманских династий, достаточно интенсивно проходил процесс исламизации местного населения. Однако вплоть до XI—XII веков большая часть населения Ширвана и Аррана ислам не приняла.
С конца XII века войска усилившегося Грузинского царства под началом армянского княжества Закарянов и при поддержке местного армянского населения освобождают Восточную Армению от власти тюрок-сельджуков. Армянское княжество Закарянов (включающее междуречье Куры и Аракса — запад нынешнего Азербайджана) под сюзеренитетом Грузии просуществовало до нашествия монголов в середине XIII века.

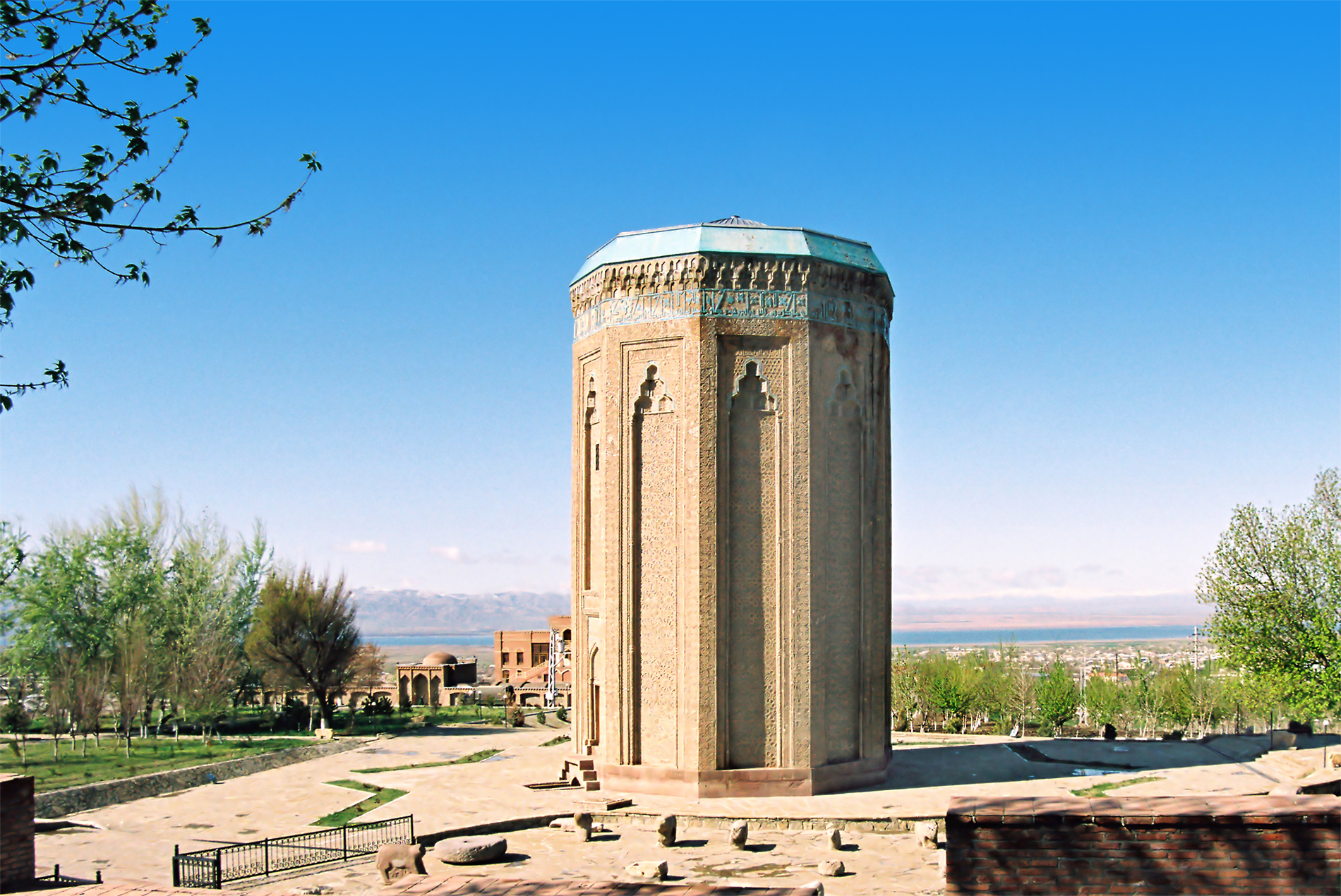
Мавзолей Момине хатун в Нахичевани, построенный при Ильдегизидах

В 1136 году с распадом Сельджукской империи возникло Государство Ильдегизидов, со столицей в Тебризе, Ардебиле и Нахичеване. Атабеки объединили под своей властью основную часть Иранского Азербайджана и части нынешней Азербайджанской республики. До 1194 года рассматривались как вассалы западно-сельджукских (иракских) султанов. Это государство пало от руки Хорезмшаха Джалаледдина в 1225 году, который сам стал жертвой монгольского нашествия на Хорезм, Иран и Закавказье.
Проникновение тюрок-огузов в Восточное Закавказье привело к тюркизации значительной части местного населения и положило в XI—XIII веках начало формированию тюркоязычной азербайджанской народности. В процессе этногенеза азербайджанцев участвовали иранские народы. Процесс формирования азербайджанского этноса в основном завершился к концу XV века, однако этническая граница между турками и азербайджанцами установилась только в XVI веке, да и тогда она ещё окончательно не определилась. Ряд исследователей отмечают принятие шиизма (XVI век) в период правления Сефевидов как окончательный фактор формирования азербайджанского народа.
В начале XIII века регион был завоёван монголами. В середине XIII века была образована монгольская империя Хулагуидов, имевшей иранский Азербайджан своей основной базой и столицу в Тебризе.
После падения империи Хулагуидов на её владениях, простиравшихся от Дербента до Багдада, возникли государства туркман-огузов Кара-Коюнлу и Ак-Коюнлу, которые вели борьбу друг с другом. Эти племенные конфедерации были оттеснены из Средней Азии в Переднюю Азию вторжением монголов. К 1410 году Кара-Коюнлу установили свою власть над большей частью Закавказья, северо-западного Ирана и большей частью Арабского Ирака.
На протяжении XV века сохраняла относительную самостоятельность историческая область и государство Ширван (где расположен город Баку). Эта область, а также небольшое княжество Шеки на северо-западе от Ширвана были богаты. В 1461 году власть на регионом перешла к Ак-Коюнлу. В середине XV века началась война между Ак-Коюнлу и Османской империей. Были сделаны попытки создать антиосманскую коалицию, в которую входили бы грузинские царства, Трапезундская империя и даже некоторые европейские государства. Но в 1461 году османы ликвидировали Трапезундскую империю, а в 1473 году при Терджане разгромили войска правителя Ак-Коюнлу Узун-Гасана.

### Новое время

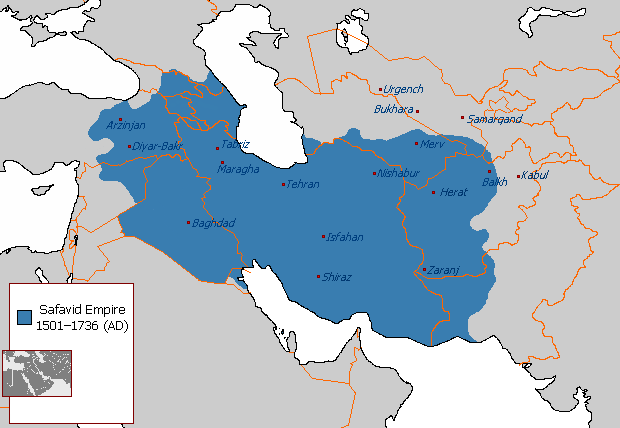
Сефевидская Империя

В конце XV — начале XVI веков начался новый период в истории Азербайджана. Шах Исмаил I из династии Сефевидов сумел объединить под своим правлением всё Закавказье и иранскую провинцию Азербайджан (южнее реки Аракс) а позже и весь Иран. Союзниками Исмаила в борьбе против турок были Англия и Португалия. Однако поражение в сражении при Чалдыране в 1514 году оказалось мощнейшим ударом по его империи. Эти войны шли под знаменем борьбы шиизма и суннизма и вошли в истории под названием турецко-персидские (османо-сефевидские) войны.
В XVII—XVIII веках на территории Нагорного Карабаха существовали армянские меликства Хамсы. Они были образованы по указанию сефевидских шахов и находились под управлением армянских феодальных родов.
Кызылбаши и османы воевали с перерывами около четырёхсот лет. В конце XVI века империя Сефевидов ослабла от перманентных войн с османами, и в результате вся территория современного Азербайджана была завоёвана ими. Владычество османов в Арране и Азербайджане продолжалось 20 лет. Престолонаследник Сефевидов и правнук Шах Исмаила I Шах Аббас I решил освободить страну от завоевателей. Шах Аббас в течение короткого времени сформировал регулярную армию, разбил турок, восстановив в начале XVII века почти полностью бывшую империю Сефевидов. Хотя восстановленное государство Сефевидов приняло персидский облик, азербайджанский язык продолжал оставаться языком двора и армии.

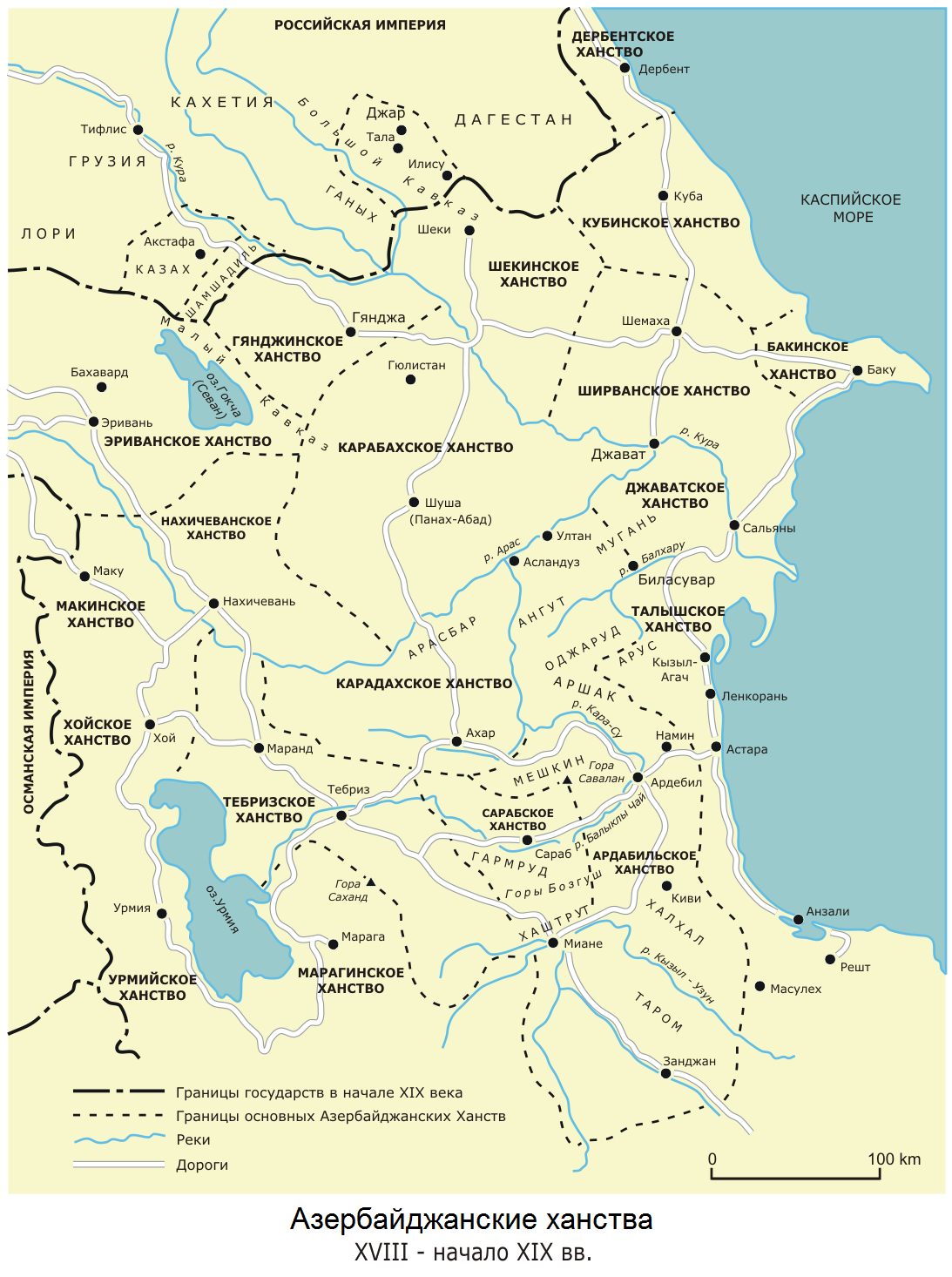
Ханства Закавказья и Иранского Азербайджана, XVIII — начало XIX вв.

В начале XVIII века империя Сефевидов вновь ослабла, и весь Азербайджан с Ираном были вновь завоёваны турками. Новая османская оккупация длилась всего 6 лет. Против османов на этот раз выступил выходец из племени афшаров, являвшегося одним из субэтнических групп азербайджанцев Ирана, полководец Надир-Кули хан Афшар, впоследствии Надир-шах, положивший конец правлению династии Сефевидов.
Пришедший к власти после падения Сефевидского государства Надир-шах выгнал турок-османов и ещё больше расширил подчинённые территории, завоевав в 1739 году Северную Индию, включая Дели. Однако после смерти Надир-шаха управляемая им империя распалась. Ещё при Надир-шахе в Закавказье и Иранском Азербайджане были образованы многочисленные ханства и султанаты (преимущественно во главе с азербайджанскими тюркоязычными династиями), которые стремились к независимости. Во времена слабой династии Зендов они были фактически независимы, но к началу XIX века Иран был вновь объединён предводителем тюркского племени каджаров Ага-Мухаммед-ханом. Ханства Иранского Азербайджана были аннексированы Каджарским Ираном, ханствам Закавказья удалось сохранить свою самостоятельность, два из них, Кубинское и Карабахское, подчинили себе большую часть других ханств. В 1796 году в Восточное Закавказье вторглись русские войска, взявшие Баку и Талыш, но быстро выведенные; вновь Баку был взят в 1806 году в ходе новой русско-персидской войны.
Согласно Гюлистанскому (1813) и Туркманчайскому (1828) договорам, завершившим русско-персидские войны, персидский шах уступил территорию нынешнего Азербайджана России. Российская империя создала комендантскую систему управления. Бывшие ханства и султанаты были преобразованы в округа и провинции. На этой территории были созданы Бакинская, Губинская, Шекинская, Ширванская, Карабахская, и Ленкоранская провинции, Елизаветпольский и Джар-Балакенский округа, Казахская и Шамшадильская дистанции. Были учреждены провинциальные и городские суды. В 1829 году был создан комитет, определявший права и обязанности мусульманского духовенства.

### Новейшее время
До 1918 года у азербайджанцев не существовало собственной государственности, и в отличие от соседних грузин и армян, считавших себя продолжателями многовековой национальной традиции, мусульмане Закавказья рассматривали себя как составную часть большого мусульманского мира, уммы.
В мае 1918 года в связи с революционными событиями в Закавказье после распада Закавказской демократической федеративной республики были провозглашены три независимых государства: Грузинская Демократическая Республика, Республика Армения и Азербайджанская Демократическая Республика (преимущественно на землях Бакинской и Елизаветпольской губерний, Закатальского округа).

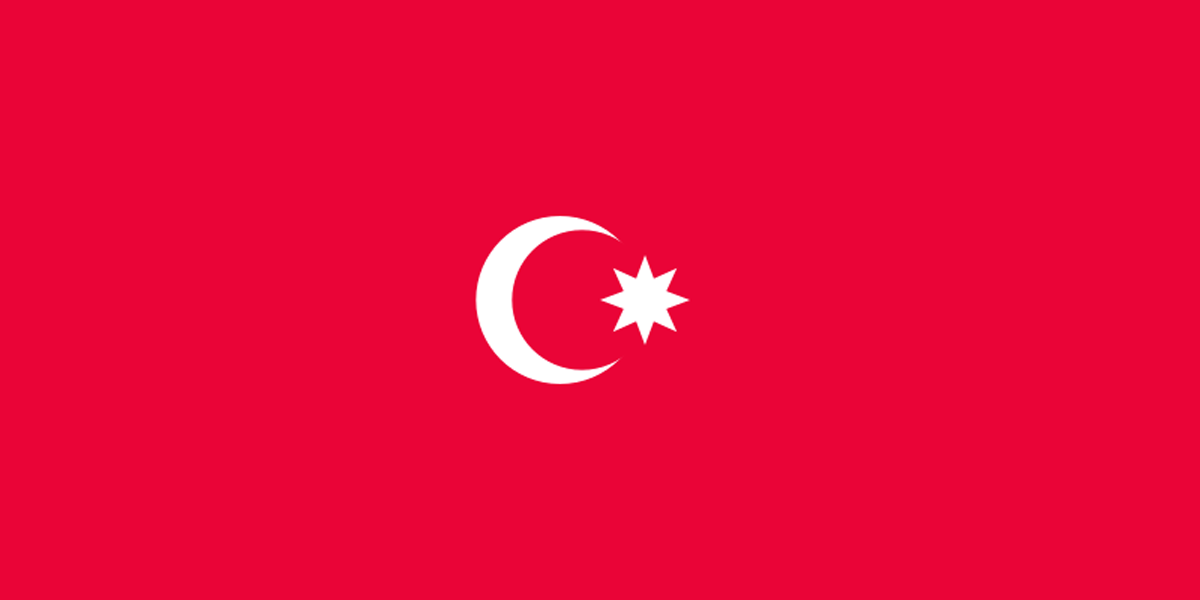
Первый флаг АДР (9 ноября 1918 был заменён на сине-красно-зелёный)

Председателем Национального Совета АДР был Мамед Эмин Разулзаде. Главой парламента был избран Алимардан-бек Топчибашев. Премьер-министром был назначен Фатали-хан Хойский.
Однако армянское население Карабаха и Зангезура отказывалось подчиняться властям АДР. Созванный 22 июля 1918 года в Шуше I съезд армян Карабаха провозгласил Нагорный Карабах независимой административно-политической единицей и избрал собственное Народное правительство (с сентября 1918 года — Армянский национальный совет Карабаха). Это привело к началу армяно-азербайджанской войны, продолжавшейся в регионе вплоть до установления в Азербайджане советской власти.
В середине апреля 1920 года части 11-й Красной армии, разбив остатки войск Деникина, подошли к северным границам АДР. 27 апреля части 11-й Красной армии перешли азербайджанскую границу и 28 апреля вошли в Баку.
28 апреля 1920 года было объявлено о создании на территории АДР Азербайджанской Советской Социалистической Республики (Азербайджанской ССР).
В декабре 1922 года Азербайджан, Грузия и Армения образовали Закавказскую Социалистическую Федеративную Советскую Республику (ЗСФСР). В 1922 году она вошла в состав СССР, а в 1936 году ЗСФСР была упразднена, а Азербайджанская ССР была включена в состав СССР как самостоятельная республика, просуществовавшая до 1991 года.

АзССР на карте СССР

В июле 1923 года районы Азербайджанской ССР с преимущественно армянским населением по итогам переписи населения в Российской Империи (большая часть Шушинского уезда и горные районы Елизаветпольского, Джеванширского и Джебраильского уездов) были объединены в автономное образование (Автономная область Нагорного Карабаха (АОНК), с 1937 года — Нагорно-Карабахская автономная область (НКАО)).

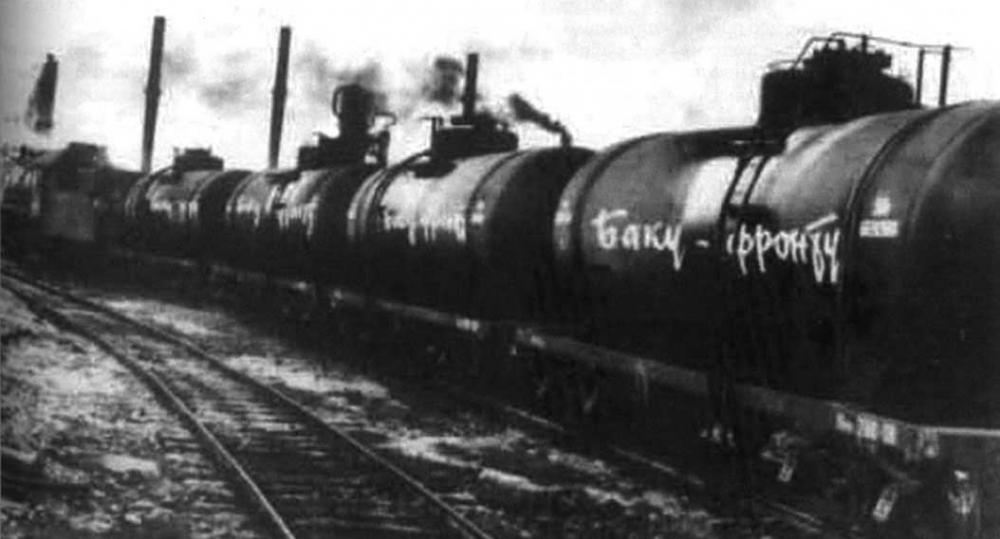
Отправка бакинской нефти на фронт. Баку, 1942 год

Во время Великой Отечественной войны в Азербайджане производилось до 80 % советского топлива. При общей численности населения в 3,4 млн человек (по состоянию на 1941 год) из Азербайджанской ССР на фронт были призваны 681 тыс. человек, в том числе 10 тыс. женщин. 300 тыс. граждан СССР, призванных из Азербайджана, погибли на полях сражений. 128 уроженцев Азербайджана получили звание Героя Советского Союза. Гвардии генерал-майор танковых войск Ази Асланов был удостоен этого звания дважды. Среди получивших звание Героя Советского Союза 43 были азербайджанцами по национальности, 14 из них были награждены посмертно.
С 1969 по 1982 год пост первого секретаря ЦК КП АзССР занимал Гейдар Алиев.
В конце 1980-х годов на волне демократических преобразований в СССР, сопровождавшихся ослаблением государственной власти и партийного руководства, среди армянского большинства населения Нагорного Карабаха усилилась поддержка идеи переподчинения Нагорно-Карабахской автономной области Армянской ССР, что привело к острому межэтническому конфликту.
20 февраля 1988 года внеочередная сессия народных депутатов НКАО обратилась к Верховным Советам Армянской ССР, Азербайджанской ССР и СССР с просьбой рассмотреть и положительно решить вопрос о передаче НКАО из состава Азербайджана в состав Армении. Партийное и государственное руководство СССР и Азербайджана отвергло это обращение. К резкому обострению ситуации привели армянские погромы в Сумгаите, Кировабаде и других городах Азербайджана, вызвавшие массовое бегство этнических армян из республики. Массовые акции гражданского неповиновения — митинги, шествия, забастовки армянского населения НКАО, получали значительную моральную, материальную и организационную поддержку из Армении. Общественное напряжение и национальная вражда между азербайджанским и армянским населением возрастали с каждым днём.

Флаг Азербайджанской ССР

Предпринимавшиеся партийным и государственным руководством СССР и Азербайджана меры социально-экономического и пропагандистского характера, смена высших партийных руководителей Армении и Азербайджана оказались безрезультатными, не способствовал наведению порядка и ввод в НКАО дополнительных подразделений внутренних войск МВД СССР. В июне 1988 года Верховный Совет Армянской ССР дал согласие на включение Нагорно-Карабахской автономной области в состав Армянской ССР. Летом и осенью 1988 года участились случаи насилия в НКАО, нарастал взаимный поток беженцев. В ноябре — декабре 1988 года в Азербайджане и Армении происходят массовые погромы, сопровождаемые насилием и убийствами мирного населения. Это приводит к исходу сотен тысяч беженцев с территории Азербайджана и Армении. К началу 1989 года Армению были вынуждены покинуть почти все азербайджанцы, в свою очередь, почти все армяне покинули сельские районы Азербайджана (кроме территории НКАО). Вчетверо (до 50 тыс.) сократилась армянская община Баку.
12 января 1989 года в НКАО было введено прямое управление с образованием комитета особого управления Нагорно-Карабахской автономной областью под председательством Аркадия Вольского. В Армении и Нагорном Карабахе было введено чрезвычайное положение. В апреле — мае 1989 года обстановка в регионе вновь обострилась в результате нарастающих акций Карабахского движения, руководители которого перешли к тактике провоцирования столкновений армянского населения НКАО со внутренними войсками СССР и азербайджанцами. В районах компактного проживания армян на территории АзССР за пределами НКАО стали создаваться отряды самообороны из местных жителей.
Летом 1989 года Армянская ССР ввела блокаду Нахичеванской АССР. Руководство Азербайджана в качестве ответной меры объявило экономическую и транспортную блокаду Армении.
28 ноября 1989 года комитет особого управления НКАО сменил так называемый республиканский оргкомитет по НКАО. В дальнейшем именно этот орган разрабатывал и осуществлял силами милиции, ОМОНа и внутренних войск операции по депортации (выселению) армянского населения Нагорного Карабаха и соседних районов. Сессия совета народных депутатов НКАО не признала республиканский оргкомитет, что привело к созданию в НКАО двух центров власти. 1 декабря 1989 года Верховный Совет Армянской ССР и Национальный Совет НКАО приняли совместное постановление о включении Нагорного Карабаха в состав Армении. Это привело к новым вооружённым столкновениям.
В начале января 1990 года были отмечены первые взаимные артиллерийские обстрелы на армяно-азербайджанской границе. В НКАО, приграничных с ней районах Азербайджанской ССР, в Горисском районе Армянской ССР, а также в пограничной зоне вдоль государственной границы СССР на территории Азербайджанской ССР было введено чрезвычайное положение. 13-18 января в результате армянских погромов в Баку, где к началу года оставалось уже лишь около 35 тыс. армян, было убито до 90 человек.

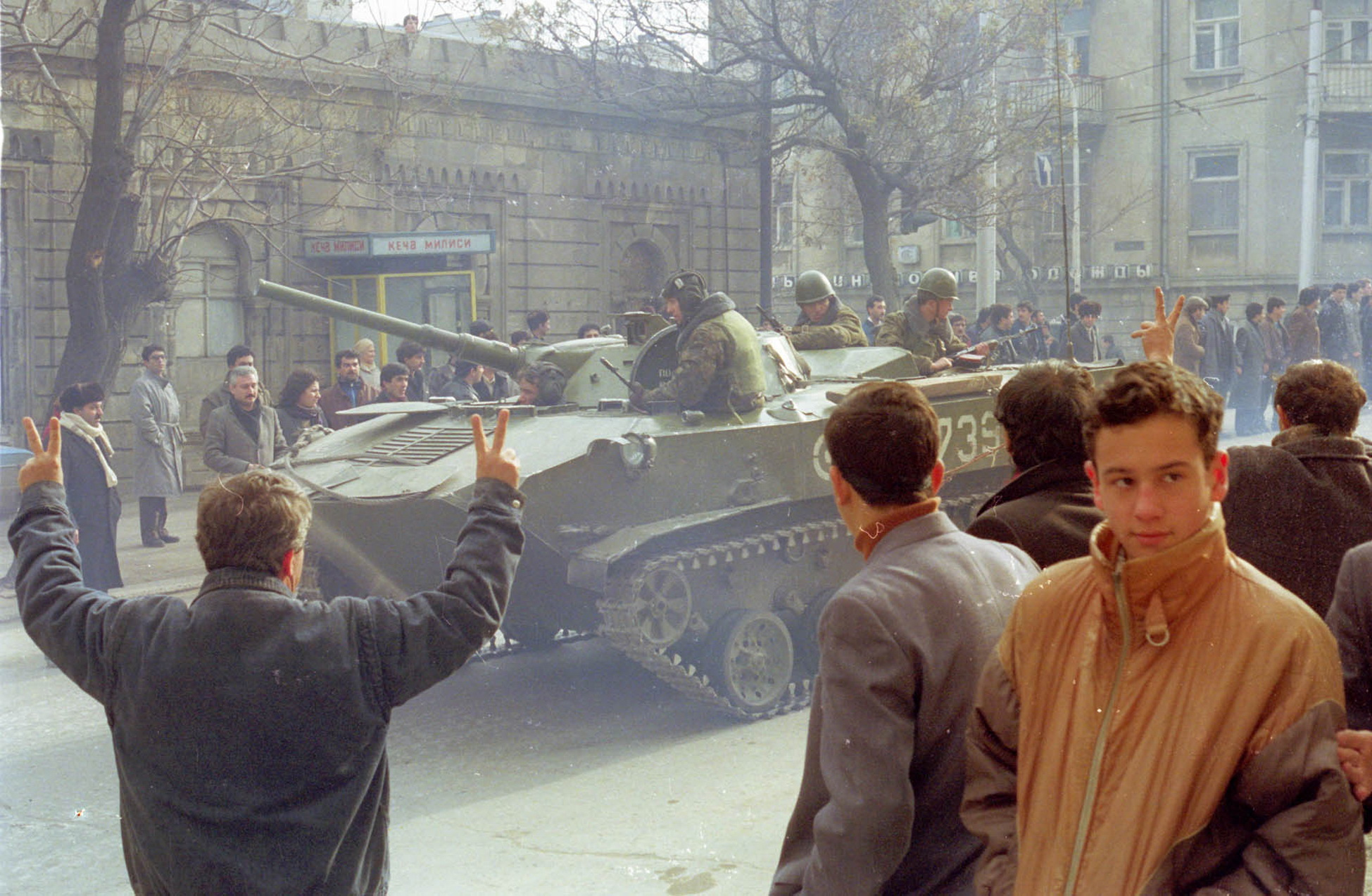
Подразделения советской армии в Баку. Зима 1990 года

20 января в Баку были введены войска для предотвращения захвата власти антикоммунистическим Народным фронтом Азербайджана, что привело к многочисленным жертвам среди гражданского населения города (см. Чёрный январь).
18 мая 1990 года президентом Азербайджана был избран первый секретарь ЦК Компартии Азербайджана Аяз Муталибов.
25 июля 1990 года в качестве противодействия созданию в регионе незаконных вооружённых формирований был издан указ Президента СССР «О запрещении создания незаконных формирований, не предусмотренных законодательством СССР, и изъятии оружия в случаях его незаконного хранения». С конца апреля по начало июня 1991 года в НКАО и прилегающих районах Азербайджана силами подразделений МВД Азербайджанской Республики, внутренних войск МВД СССР и Советской Армии была проведена так называемая операция «Кольцо», имевшая в качестве официальной цели разоружение армянских незаконных вооружённых формирований и проверку паспортного режима в Карабахе. Она привела к вооружённым столкновениям и жертвам среди населения. В ходе операции была осуществлена полная депортация населения 24 армянских сёл.
30 августа 1991 года Верховный Совет Азербайджана принял декларацию «О восстановлении государственной независимости Азербайджанской Республики», 2 сентября 1991 года на совместной сессии Нагорно-Карабахского областного и Шаумяновского районного Советов народных депутатов на территории Нагорно-Карабахской автономной области и сопредельного Шаумяновского района Азербайджанской ССР была провозглашена Нагорно-Карабахская Республика.

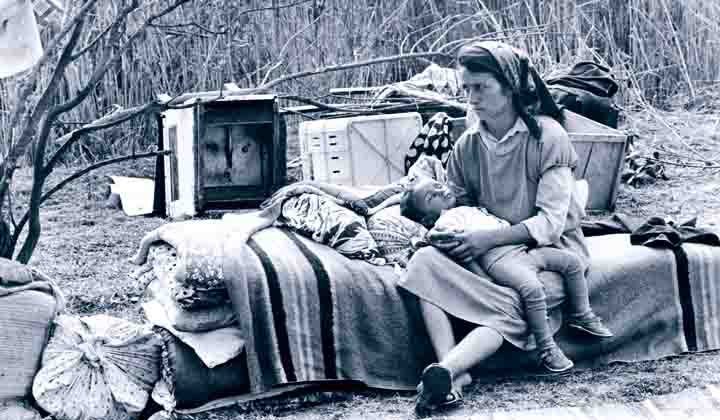
Внутренне перемещённые азербайджанцы из Карабаха. 1993 год

В течение осени 1991 года армянские боевые отряды развернули наступательные операции по восстановлению контроля над армянскими сёлами НКАО и бывшего Шаумяновского района Азербайджана, население которых ранее было депортировано. Оставляя эти сёла, азербайджанские формирования в ряде случаев поджигали их. По данным правозащитного центра «Мемориал», в это же время в результате нападений армянских вооружённых формирований свои дома пришлось покинуть нескольким тысячам жителей азербайджанских сёл в бывшем Шаумяновском районе Азербайджана, Гадрутском, Мардакертском, Аскеранском, Мартунинском районах НКАО. С конца осени, когда азербайджанская сторона предприняла контрнаступление, армянские отряды начали целенаправленные действия против азербайджанских селений. Обе стороны выдвигали обвинения, что сёла противника превращены в укрепрайоны, прикрывающие артиллерийские позиции.
19 декабря начался вывод внутренних войск МВД СССР из Нагорного Карабаха, завершившийся к 27 декабря. С распадом Советского Союза и вывода внутренних войск из Нагорного Карабаха ситуация в зоне конфликта стала неконтролируемой. Начался переход к полномасштабной войне за Нагорный Карабах.

### Современность

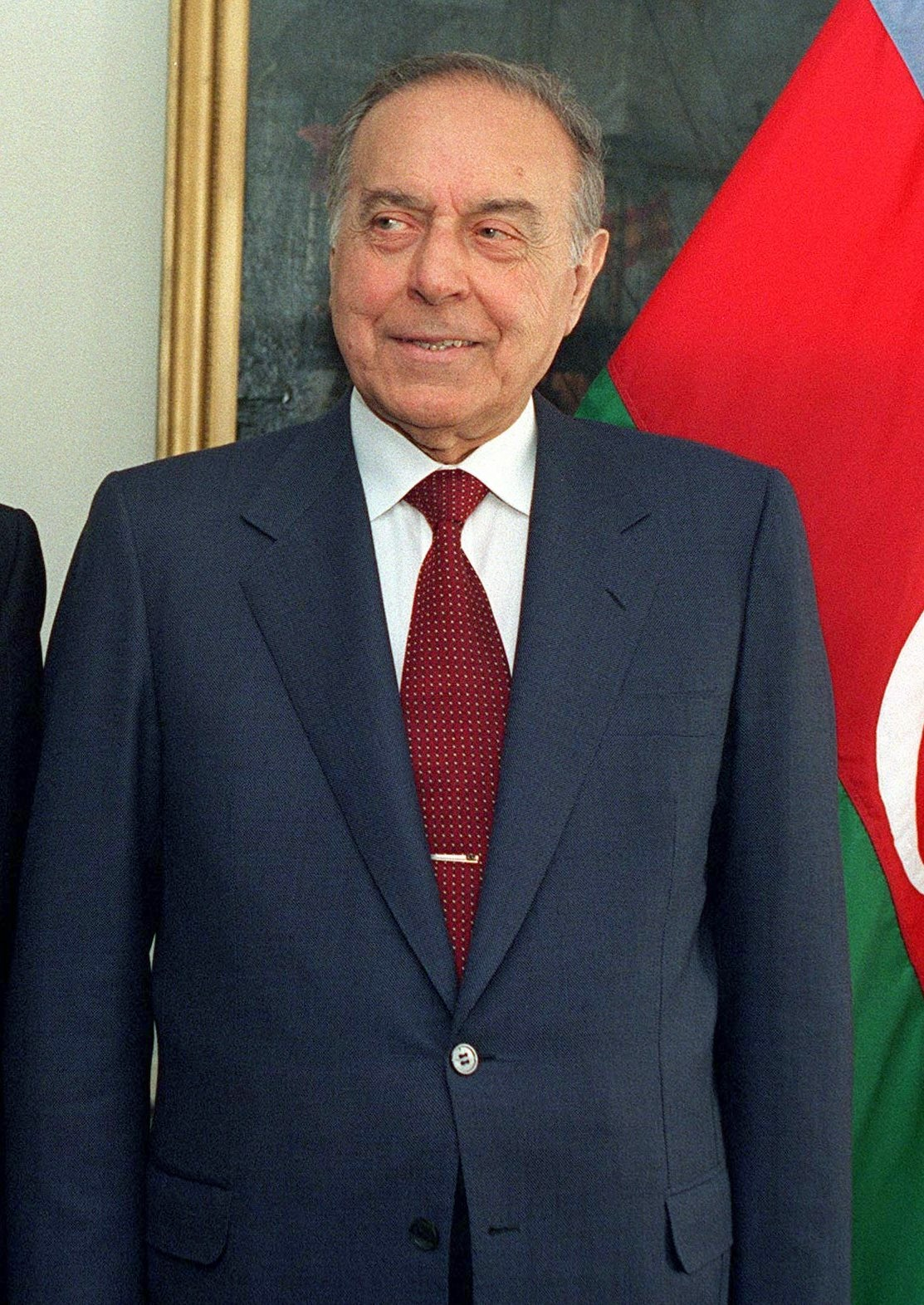
Гейдар Алиев

Современный Азербайджан образовался в 1991 году в результате распада СССР. Первым президентом стал представитель советской номенклатуры Аяз Муталибов. 30 августа 1991 года Верховный Совет Азербайджана принял декларацию «О восстановлении государственной независимости Азербайджанской Республики», а 18 октября был принят конституционный акт «О государственной независимости Азербайджанской Республики», которым были заложены основы государственного, политического и экономического устройства независимого Азербайджана.
После неудач азербайджанской армии в Нагорном Карабахе и под давлением оппозиции президент Аяз Муталибов 6 марта 1992 года подал в отставку, а и. о. президента стал Якуб Мамедов. В мае 1992 года временно исполняющим обязанности президента Азербайджана стал Иса Гамбар.
7 июня 1992 года состоялись президентские выборы, победу на которых одержал руководитель националистического Народного фронта Азербайджана Абульфаз Эльчибей, набрав 59,4 % голосов. Неудачи в ходе военного противостояния и некомпетентность правительства, сформированного НФА, вызвали кризис власти, в результате которого 4 июня 1993 года в Гяндже вспыхнул мятеж полковника Сурета Гусейнова.
Чтобы избежать гражданской войны, Эльчибей пригласил в Баку Гейдара Алиева, который в то время занимал пост председателя Али меджлиса Нахичеванской Автономной Республики, а ранее был первым секретарём ЦК Компартии Азербайджана. Таким образом к власти вернулась семья Алиевых.

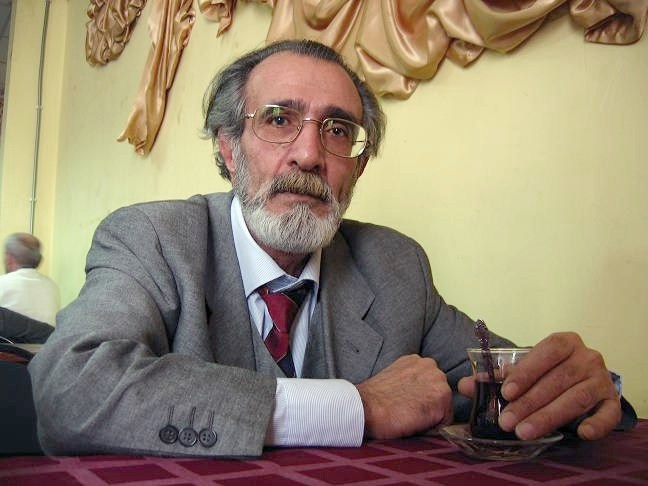
Альакрам Гумматов

В ходе этих событий группа офицеров-талышей во главе с полковником Альакрамом Гумматовым провозгласила в Ленкорани Талыш-Муганскую автономную республику в составе Азербайджана. Алиев не признал талышскую автономию, 23 августа мятеж был подавлен.
В конце 1991 — начале 1992 годов между Азербайджанской Республикой и непризнанной Нагорно-Карабахской Республикой начался вооружённый конфликт за контроль над Нагорным Карабахом и некоторыми прилегающими районами. В то же время часть территории Армении (эксклав Арцвашен) перешла под контроль Азербайджана, часть территории Азербайджана (эксклавы Кярки, Бархударлы, Верхняя Аскипара) — под контроль Армении.
В мае 1994 года при посредничестве группы государств СНГ Азербайджан, Армения и Нагорно-Карабахская Республика подписали соглашение о прекращении огня. В ходе Первой карабахской войны азербайджанцы вытеснили армян с ряда территорий бывшей Азербайджанской ССР, где ранее они составляли большинство. Преимущественно армянские вооружённые силы НКР, а также поддержавшие их вооружённые силы Армении, в свою очередь, установили контроль над рядом районов, расположенных за пределами заявленной в 1991 году территории НКР и ранее имевших преимущественно азербайджанское население. Занятие некоторых из этих территории было квалифицировано в 1993 году Советом безопасности ООН как оккупация территории Азербайджана армянскими силами. Впоследствии власти Нагорно-Карабахской Республики включили их в административно-территориальную структуру НКР.
| |  |
| На карте слева красным обозначена территория НКАО, на карте справа коричневым обозначена территория, контролировавшаяся армянской стороной в 1994—2020 гг. |  |

| Дата       | Потерянный город |
| ---------- | ---------------- |
| 26.02.1992 | Ходжалы          |
| 08.05.1992 | Шуша             |
| 18.05.1992 | Лачин            |
| 02.04.1993 | Кельбаджар       |
| 23.07.1993 | Агдам            |
| 23.08.1993 | Джебраил         |
| 23.08.1993 | Физули           |
| 31.08.1993 | Кубатлы          |
| 01.11.1993 | Зангелан         |

Беженцами и вынужденными переселенцами в Азербайджане, согласно официальным данным властей Азербайджана, стали один миллион человек, а в Армении, согласно официальным данным властей Армении, 376 тыс. человек.

Момент подписания «Контракта века»

20 сентября 1994 года во дворце «Гюлистан», в Баку было заключено соглашение, которое ввиду его огромной значимости получило название «Контракт века». Контракт века вошёл в список самых крупных соглашений, как по количеству углеводородных запасов, так и по общему объёму предполагаемых инвестиций. Соглашение о долевом распределении продукции глубоководных месторождений Азери, Чыраг и Гюнешли нашло своё отражение на 400 страницах и 4 языках.
В Контракте века были представлены 13 компаний (Амоко, BP, МакДермотт, Юникал, SOCAR, Лукойл, Статойл, Эксон, Туркиш петролеум, Пеннзойл, Иточу, Ремко, Delta-Nimir (DNKL)) из 8 стран мира (Азербайджан, Турция, США, Япония, Великобритания, Норвегия, Россия и Саудовская Аравия).
По предварительным расчётам, предполагаемые запасы нефти вначале составляли 511 млн т, однако, последовавшее затем оценочное бурение и уточнённые данные показали наличие 730 млн т нефти и в связи с этим объём инвестиций, необходимых для разработки месторождений, был установлен в размере $ 11,5 млрд. В рамках Контракта века 80 % от общей чистой прибыли достаётся Азербайджану, а оставшиеся 20 % — инвестиционным компаниям.
С момента реализации Контракта века в экономике Азербайджана произошёл перелом, началось выполнение громадных работ. В первую очередь, в 1995 году в рамках проекта первичной добычи нефти в соответствии с международными стандартами была восстановлена платформа Чираг-1, и с целью бурения скважин большей наклонности верхний модуль платформы был модернизирован и оснащён новым оборудованием. Новая буровая установка предоставляла возможность бурения скважин, горизонтальных к слоям. Максимально наклонно пробурённые А-18 (наклонение-5500 м), А-19 (наклонение-6300 м) и другие скважины начали выдавать большое количество нефти. В 1997 году началась нефтедобыча с месторождения Чираг.
В 2003 году скончавшегося Гейдара Алиева на посту президента Азербайджана в результате выборов сменил его сын, премьер-министр Ильхам Алиев.
В 2010 году 2 села Магарамкентского района Дагестана вместе с 600 лезгинами, гражданами Российской Федерации, отошли к Хачмазскому району Азербайджана. Кроме того, был поделён сток реки Самур. В мае 2013 года Азербайджану были переданы 3 участка пастбищных угодий Докузпаринского района Дагестана.
27 сентября 2020 года в Нагорном Карабахе начались крупномасштабные боевые действия между вооружёнными силами Азербайджана и вооружёнными формированиями Нагорно-Карабахской Республики (НКР) и Армении. В ходе этих боевых действий Азербайджан вернул под свой контроль 5 городов, 4 посёлка и около 240 сёл. Боевые действия завершились 10 ноября, через несколько часов после подписания главами Азербайджана, Армении и России заявления о прекращении огня. Согласно этому документу Азербайджан и Армения остановились на занятых позициях, Армения обязалась вернуть Азербайджану 3 района прилегающих к Нагорному Карабаху, а в Нагорный Карабах были введены российские миротворческие силы.
19—20 сентября 2023 года вооружённые силы Азербайджана провели военную операцию против сил Нагорно-Карабахской Республики, результатом которой стало разоружение Армии обороны НКР и указ главы НКР Самвела Шахраманяна от 28 сентября о прекращении существования Нагорно-Карабахской Республики с 1 января 2024 года.
23 апреля 2024 года после восьмой встречи комиссий Азербайджана и Армении впервые начался процесс делимитации границы между двумя странами на территории возле четырёх приграничных азербайджанских деревень (Баганис-Айрум, Ашагы-Аскипара, Хейримли и Гызылгаджылы), которые за несколько дней до делимитации Армения согласилась вернуть Азербайджану. Армения начала разминирование территории на этом участке и вернула сёла под контроль Азербайджана.

## Политическое устройство

### Президент Азербайджана

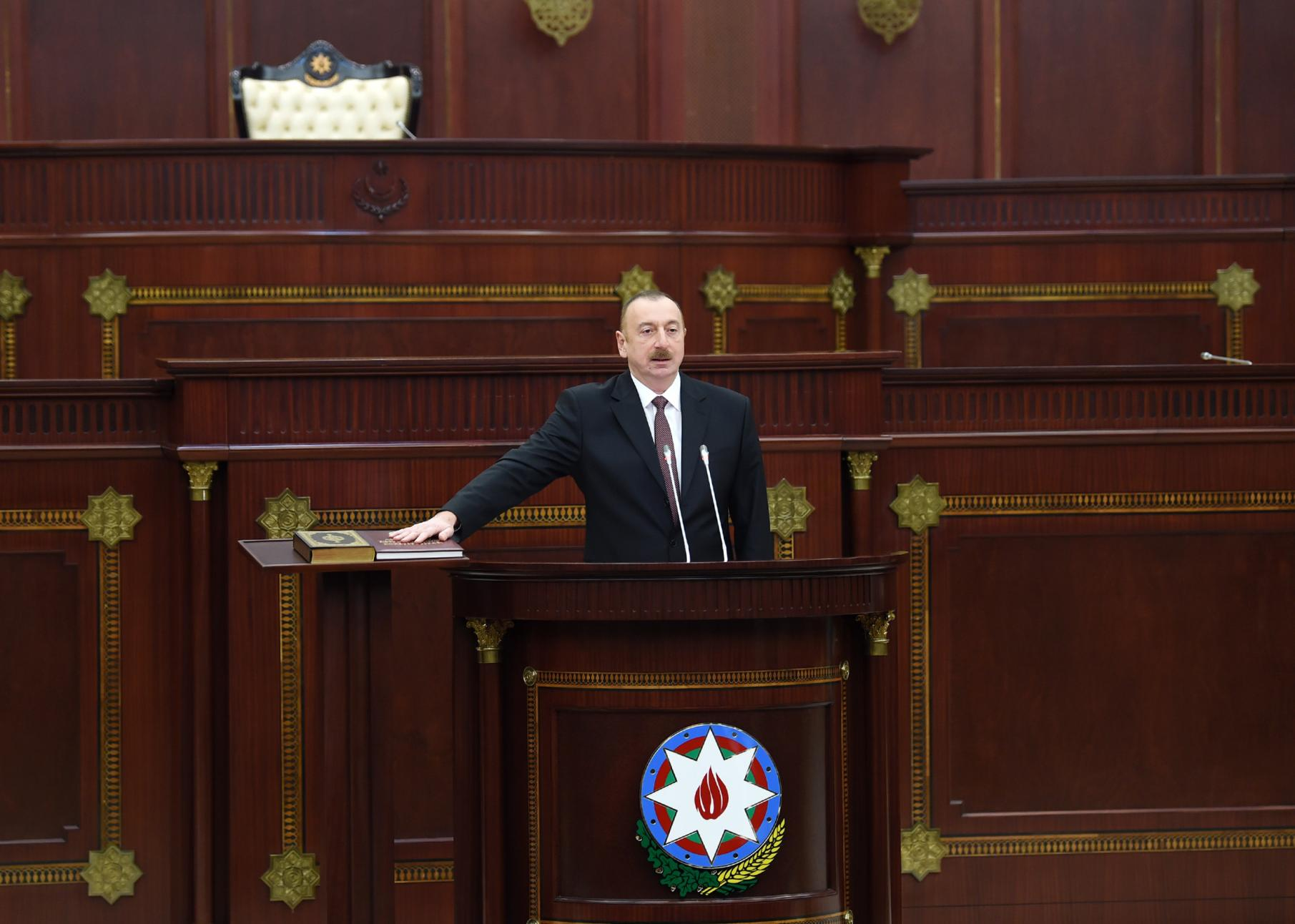
Действующий Президент Азербайджанской Республики — Ильхам Алиев

Главой государства является президент. Азербайджан — президентская республика. Президент избирается всеобщим голосованием на 7 лет (однако де-факто с 1993 года эту должность занимают представители династии Алиевых) и назначает всех правительственных чиновников.
В случае, если ведение военных операций в условиях войны не позволяет провести выборы президента Азербайджана, то срок его полномочий продлевается до окончания военных операций. Решение об этом принимается Конституционным судом на основании обращения государственного органа, который обеспечивает проведение выборов (референдума).

### Внутренняя политика
Высший законодательный орган Азербайджана — однопалатное Национальное собрание (Милли меджлис Азербайджана (125 депутатов)), избираемое всенародным голосованием на 5 лет по одномандатным округам.
Первые парламентские выборы в истории независимого Азербайджана состоялись в 1995 году. Нынешний состав парламента избран 1 ноября 2015 года. Большинство депутатов являются беспартийными или представляют пропрезидентскую партию «Новый Азербайджан».
| Партия                                     | Мест | Δ (в сравнении с выборами в 2005 году) |
| ------------------------------------------ | ---- | -------------------------------------- |
| Новый Азербайджан                          | (74) | ▲13                                    |
| Партия гражданской солидарности            | 3    | ▬                                      |
| Партия родины («Ана Вэтэн»)                | 2    | ▬                                      |
| Беспартийные кандидаты                     | 38   | ▼5                                     |
| Не указавшие свою партийную принадлежность | 8    | ▲5                                     |

Всего в республике действует свыше 30 политических партий и движений. Основные из них: партия «Новый Азербайджан», Партия национальной независимости Азербайджана, партия «Мусават», Партия Народного фронта Азербайджана, Либеральная партия Азербайджана, Азербайджанская социал-демократическая партия, Азербайджанская Демократическая Партия.
Высший орган исполнительной власти — Кабинет министров Азербайджана. Руководящий орган над министерствами и другими основными исполнительными органами Азербайджана.

### Внешняя политика Азербайджана

Государства, имеющие дипломатические отношения с Азербайджаном
Азербайджан
Посольство

Азербайджан поддерживает дипломатические отношения со многими странами. Основными странами-партнёрами являются: Италия, Россия, Германия, США, Турция, Израиль. Дипломатические отношения отсутствуют с Арменией из-за её участия в Первой карабахской войне.
Азербайджан участвует во многих мировых и региональных международных организациях:
- ООН[139];
- ОБСЕ[140];
- Совет Европы;
- СНГ;
- Движение неприсоединения;
- ГУАМ[141];
- ОЭС;
- Организация черноморского экономического сотрудничества;
- Организация Исламская конференция[142];
- Организация тюркских государств.

Азербайджан участвует в программе НАТО Партнёрство во имя мира.

## Население

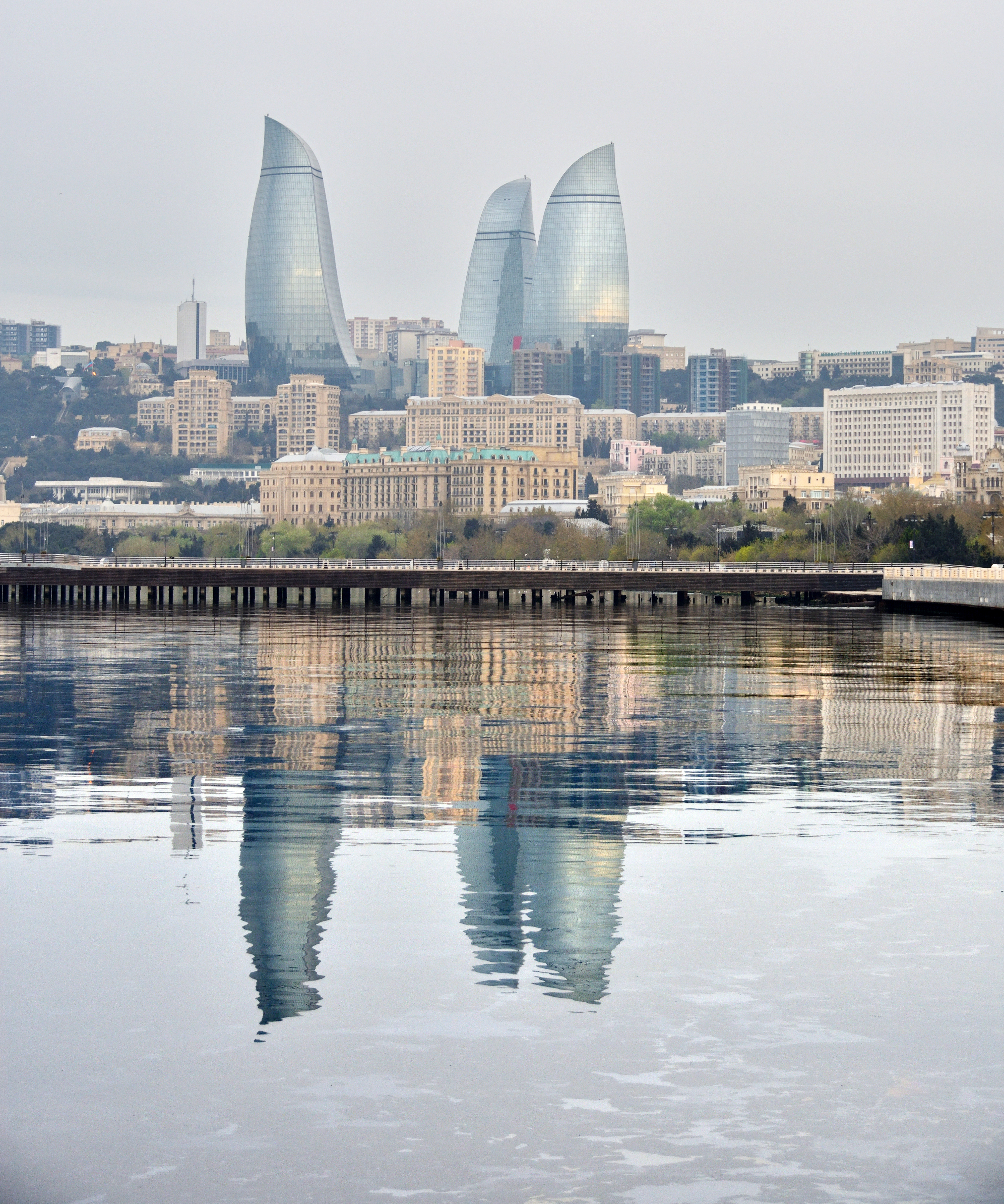
Баку — столица и крупнейший город Азербайджана с населением более 2 млн человек

### Численность, расселение, возрастная и гендерная структура

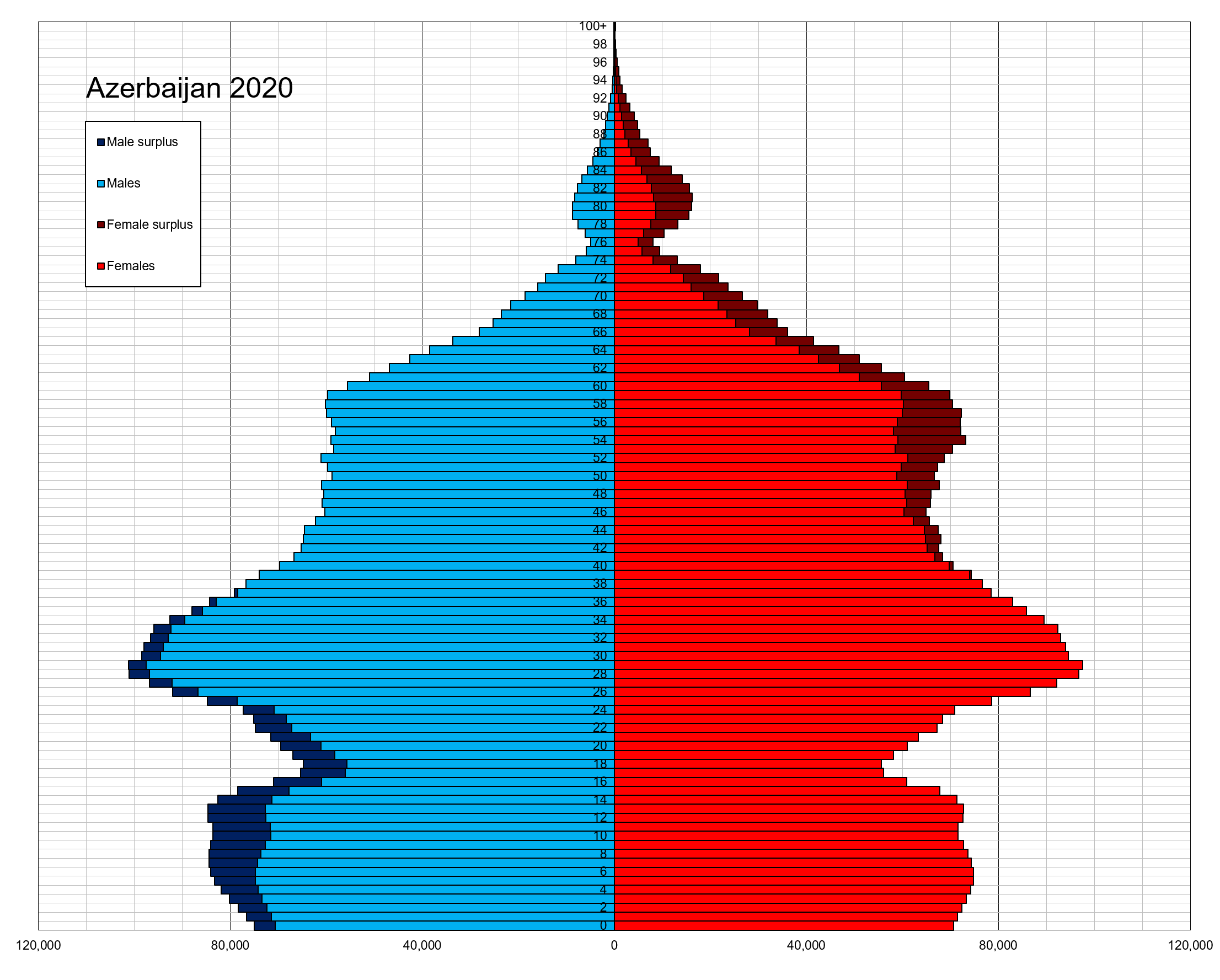
Возрастно-половая пирамида населения Азербайджана

По итогам общенациональной переписи, проведённой в 2009 году, численность населения составила 8 922 447 человек. На 15 января 2010 года численность населения достигла 9 млн человек.
На 1 января 2019 года Государственный комитет статистики Азербайджана оценил численность населения страны в 9 981 457 человек, плотность населения — 115 чел./км². Городское население составило 52,8 % от населения, сельское — 47,2 %. Мужчины составили 49,9 % от общего населения, женщины — 50,1 %. Гендерный состав населения практически равномерен, на 1000 мужчин приходится 1039 женщины.
6 апреля 2019 года по данным Госкомстата родился 10-миллионный житель страны.
Согласно данным на 1 февраля 2020 года численность населения в стране составила 10 073 200 человек.
На 1 декабря 2021 года плотность населения составила 117 чел./км².
На 1 августа 2024 года численность населения составила 10 204 247 человек. 54,5 % составило городское население, 45,5 % — сельское 49,8 % — мужчины, 50,2 % — женщины.

### Национальный состав
| Этнос         | 1926        | 1926     | 1939        | 1939     | 1979        | 1979     | 1989        | 1989     | 1999        | 1999     | 2009        | 2009     |
| Этнос         | численность | доля (%) | численность | доля (%) | численность | доля (%) | численность | доля (%) | численность | доля (%) | численность | доля (%) |
| ------------- | ----------- | -------- | ----------- | -------- | ----------- | -------- | ----------- | -------- | ----------- | -------- | ----------- | -------- |
| азербайджанцы | 1 425 385   | 65,1     | 1 856 418   | 60,8     | 4 708 800   | 78,13    | 5 805 000   | 82,68    | 7 205 500   | 90,6     | 8 172 809   | 91,6     |
| лезгины       | 37 251      | 1,7      | 111 603     | 3,7      | 158 100     | 2,62     | 171 400     | 2,44     | 178 000     | 2,24     | 180 300     | 2,02     |
| армяне        | 310 310     | 19,8     | 255 225     | 8,4      | 475 500     | 7,89     | 390 500     | 5,56     | 120 700     | 1,52     | 120 306     | 1,35     |
| русские       | 238 155     | 10,9     | 548 351     | 18       | 475 300     | 7,89     | 392 300     | 5,59     | 141 700     | 1,78     | 119 307     | 1,34     |
| талыши        | 77 323      | 3,5      | 87 504      | 2,9      | …           | …        | 21 200      | 0,3      | 76 800      | 0,97     | 111 996     | 1,26     |
| аварцы        | 19 104      | 0,9      | 15 740      | 0,5      | 36 000      | 0,6      | 44 100      | 0,63     | 50 900      | 0,64     | 49 838      | 0,56     |
| турки         | …           | …        | …           | …        | 7900        | 0,13     | 17 700      | 0,25     | 43 400      | 0,55     | 37 975      | 0,43     |
| татары        | …           | …        | …           | …        | 31 400      | 0,52     | 28 600      | 0,41     | 30 000      | 0,38     | 25 911      | 0,29     |
| таты          | 28 442      | 1,3      | …           | …        | 8800        | 0,15     | 10 200      | 0,15     | 10 900      | 0,14     | 25 218      | 0,28     |
| украинцы      | …           | …        | …           | …        | 26 400      | 0,44     | 32 300      | 0,46     | 29 000      | 0,36     | 21 509      | 0,24     |
| цахуры        | 15 552      | 0,7      | 6460        | 0,2      | 8500        | 0,14     | 13 300      | 0,19     | 15 900      | 0,2      | 12 289      | 0,14     |
| грузины       | 9495        | 0,4      | 10 171      | 0,3      | 11 400      | 0,19     | 14 200      | 0,2      | 14 900      | 0,19     | 9912        | 0,11     |
| евреи         | 10 270      | 0,5      | 41 217      | 1,3      | 35 500      | 0,59     | 30 800      | 0,44     | 8900        | 0,11     | 9084        | 0,1      |
| курды         | 41 132      | 0,09     | …           | …        | …           | …        | 12 200      | 0,17     | 13 100      | 0,16     | 6065        | 0,07     |
| крызы         | …           | …        | …           | …        | …           | …        | …           | …        | …           | …        | 4400        | 0,05     |
| удины         | 2441        | 0,1      | …           | …        | 5800        | 0,1      | 6100        | 0,09     | 4100        | 0,05     | 3821        | 0,04     |
| хиналугцы     | …           | …        | …           | …        | …           | …        | …           | …        | …           | …        | 2200        | 0,02     |
| другие        | …           | …        | …           | …        | 31 400      | 0,52     | 31 300      | 0,45     | 9600        | 0,12     | 9500        | 0,11     |
| ВСЕГО         | 2 189 271   | 100      | 3 054 313   | 100      | 5 864 334   | 100      | 7 021 200   | 100      | 7 953 400   | 100      | 8 922 447   | 100      |

В 1987—1994 годах в Азербайджан прибыло 200 тыс. беженцев из Армении, из них 170 тыс. азербайджанцев и около 20 тыс. курдов и других народов. В страну иммигрировало почти 40 тыс. турок-ахыска (турок-месхетинцев) из Средней Азии, куда они были сосланы из Грузии в 1940-е годы по распоряжению Сталина. Также были азербайджанские внутренние (вынужденные) переселенцы (беженцы) из перешедших под контроль армянских сил Нагорно-Карабахской автономной области и семи прилегающих к нему районов, общей численности 500 тыс. человек. По мнению Расима Мусабекова, в Азербайджане беженцев в сумме чуть более 10 % от всего населения. Впоследствии страна приняла около 10 тыс. чеченских беженцев. В стране также проживает небольшая группа беженцев из Афганистана.

### Языки

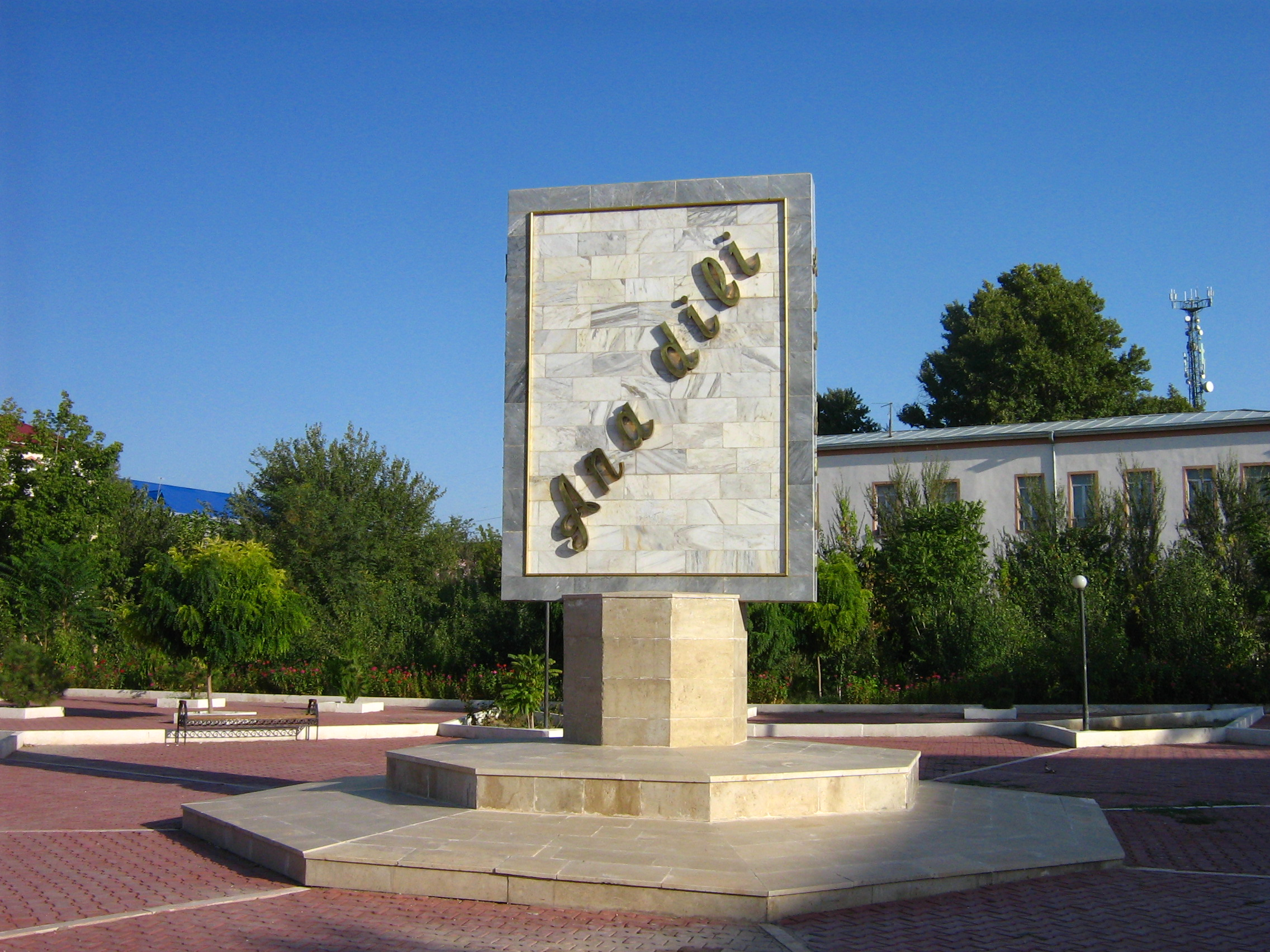
Памятник родному языку в г. Нахичевань

Официальный язык Азербайджана — азербайджанский (тюркская семья языков). Относится к огузской подгруппе (вместе с гагаузским, южнобережным диалектом крымскотатарского, турецким и туркменским языком) юго-западной ветви тюркских языков, но имеет черты, свойственные языкам кыпчакского ареала. Азербайджанский язык является государственным языком Азербайджана. Указом президента Гейдара Алиева от 9 августа 2001 года был учреждён День азербайджанского алфавита и языка.

### Религиозный состав
Большинство верующих азербайджанцев являются мусульманами-шиитами, но есть также мусульмане-сунниты (азербайджанцы в северной части страны, а также лезгины, аварцы, цахуры, рутулы, татары и другие), православные (русские, грузины, украинцы) и иудеи (евреи). Имеются протестанты различных направлений.
Согласно действующей Конституции, Азербайджан является светским государством. В Азербайджанской Республике религия отделена от государства и представлена совокупностью различных религиозных течений и конфессий, распространённых среди этнических групп, населяющих страну и проживающих по всей территории Азербайджана.

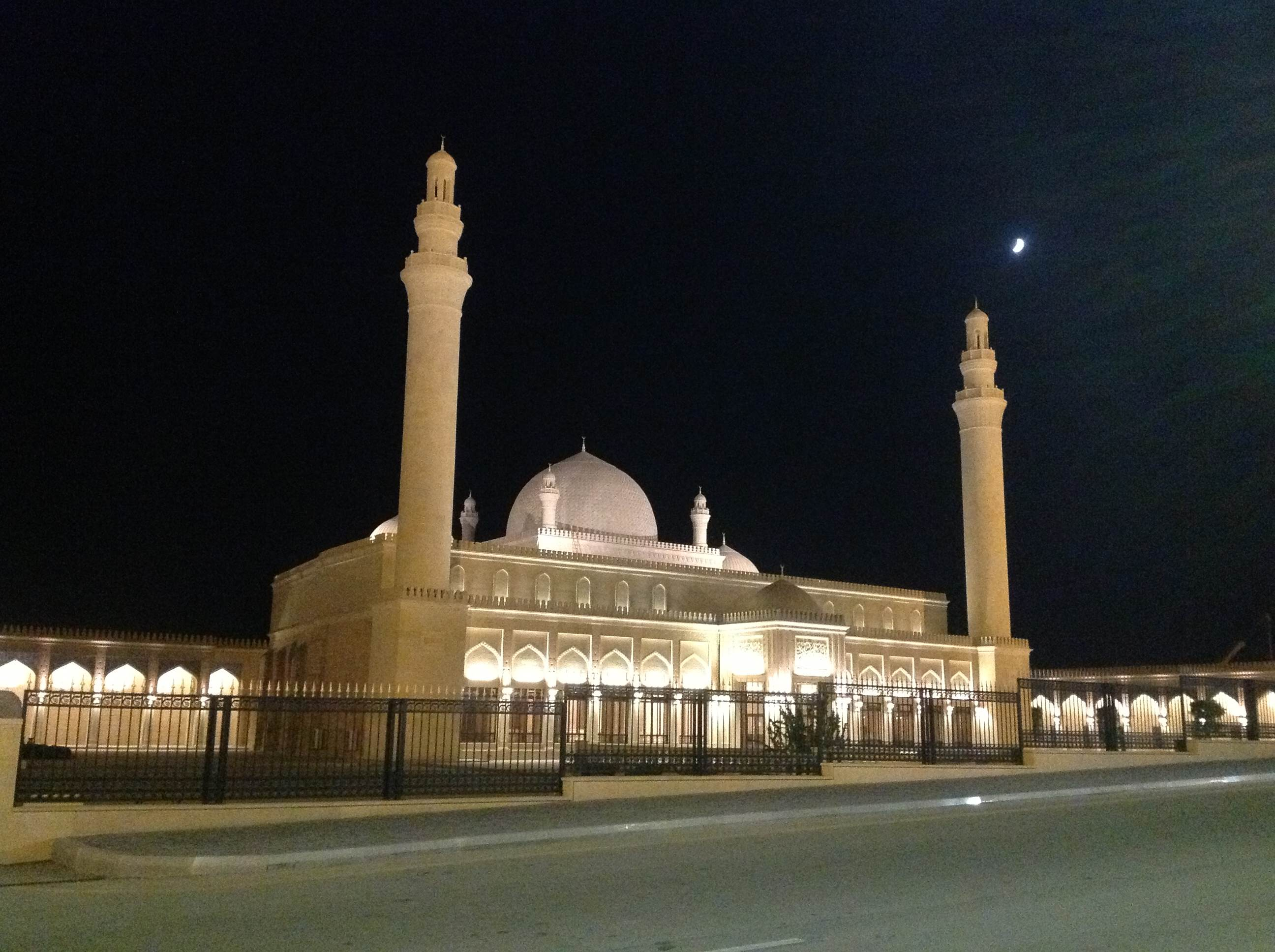
Джума-мечеть, одна из старейших мечетей Кавказа (год основания 743)

Ислам является основной религией в Азербайджане; около 97 % населения страны составляют мусульмане. Абсолютное большинство (приблизительно 65—85 %) населения Азербайджана принадлежит к шиитской ветви ислама (джафаритский мазхаб), меньшинство (15—35 %) — к суннитской (в основном ханафитский и шафиитский мазхабы).
В Азербайджане работают синагоги, иудаистские общины являются одними из самых активных и влиятельных религиозных объединений Азербайджана. Посёлок Красная Слобода, расположенный в Губинском районе Азербайджана, является единственным местом компактного проживания евреев на всём постсоветском пространстве.
Православие слабо распространено в республике, в настоящее время в стране работают 6 православных храмов, 3 из которых находятся в Баку.
Католичество на территории нынешнего Азербайджана стало распространяться в начале XIV века. К началу XVII века в 12 сёлах и трёх городах Нахичевани проживало 19 тыс. армян, обращённых в католицизм. В мае 2002 года в жизни католической Церкви в Азербайджане произошло знаменательное событие — Баку с официальным визитом посетил папа римский Иоанн Павел II. Сегодня в Баку находится единственная на территории Азербайджана католическая церковь Непорочного зачатия Пресвятой Девы Марии.
Первые протестанты появились в Азербайджане в начале XIX века — это были немецкие колонисты, исповедующие лютеранство. В настоящее время в Азербайджане проживают до 20 тыс. протестантов. Самые крупные конфессии представляют баптисты (3 тыс. членов церкви) и пятидесятники (4,4 тыс. прихожан). В стране также имеются адвентисты, лютеране, евангельские христиане, последователи Новоапостольской церкви и др.

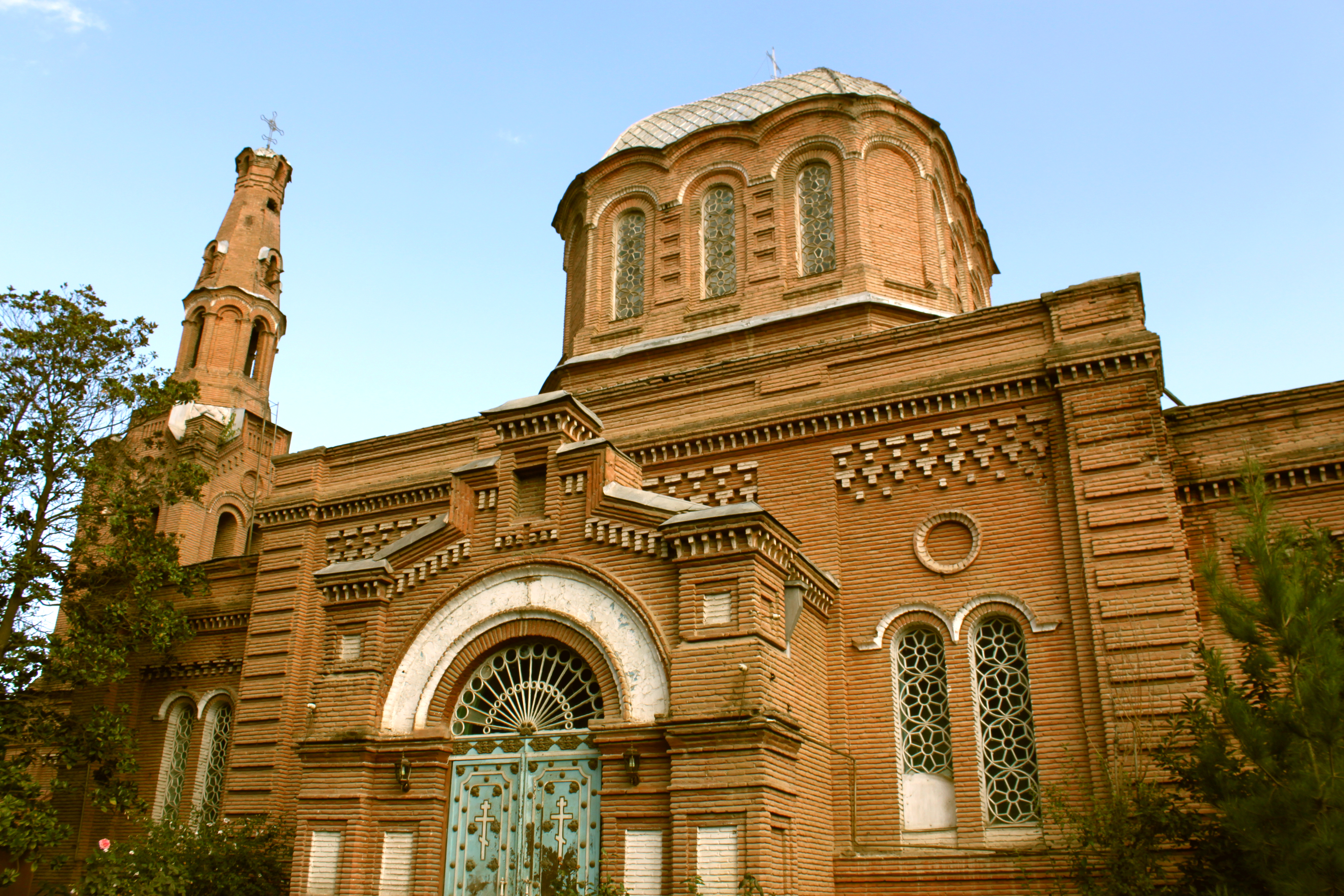
Александро-Невская церковь в Гяндже, построенная в 1887 году
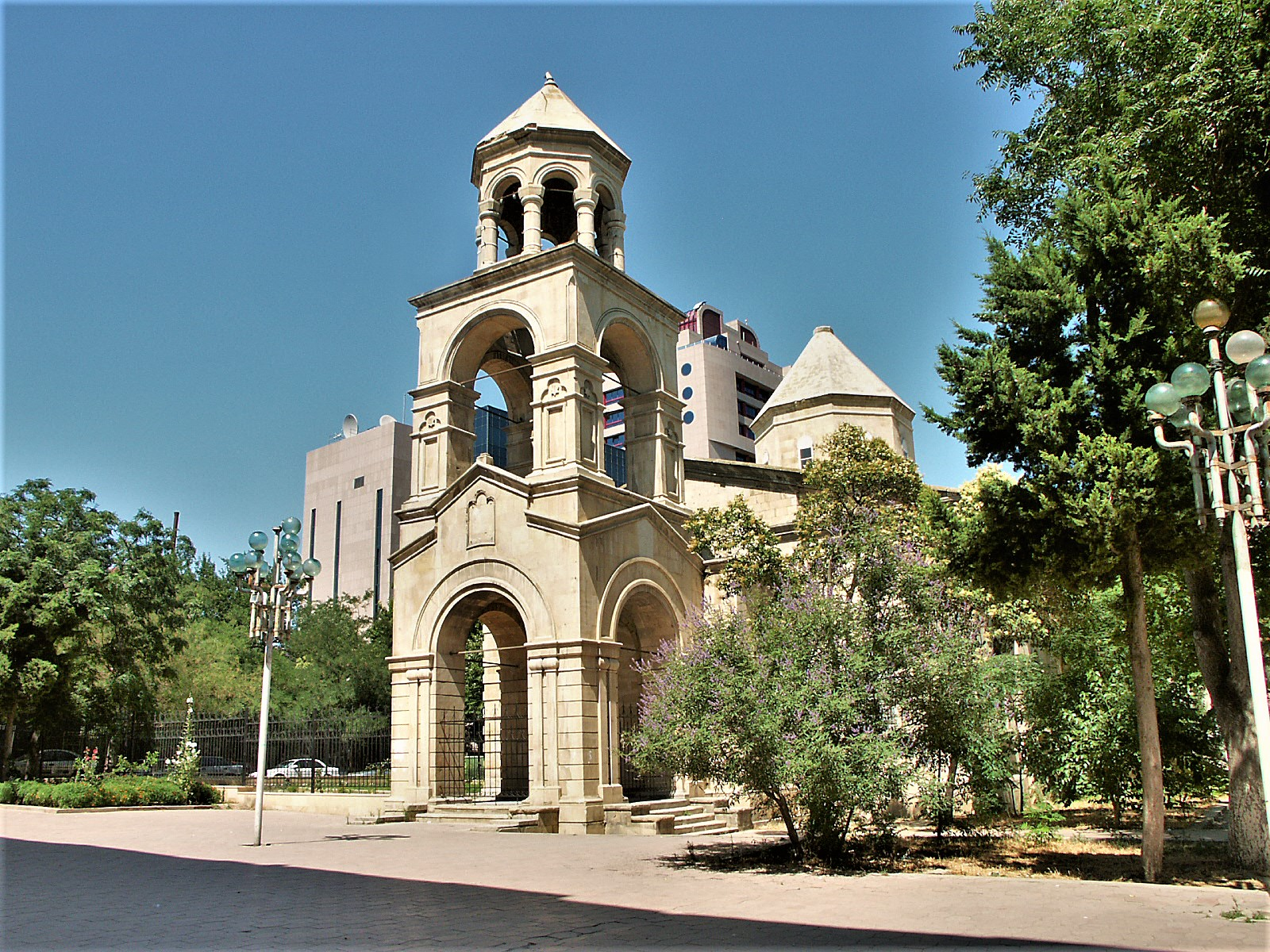
Церковь Святого Григория Просветителя
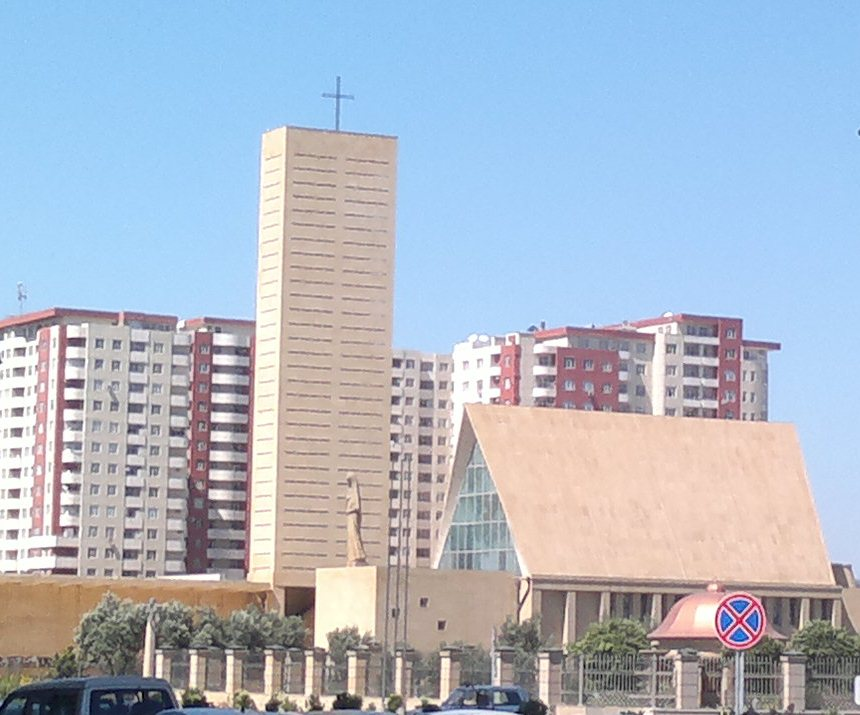
Здание Католического храма в Баку
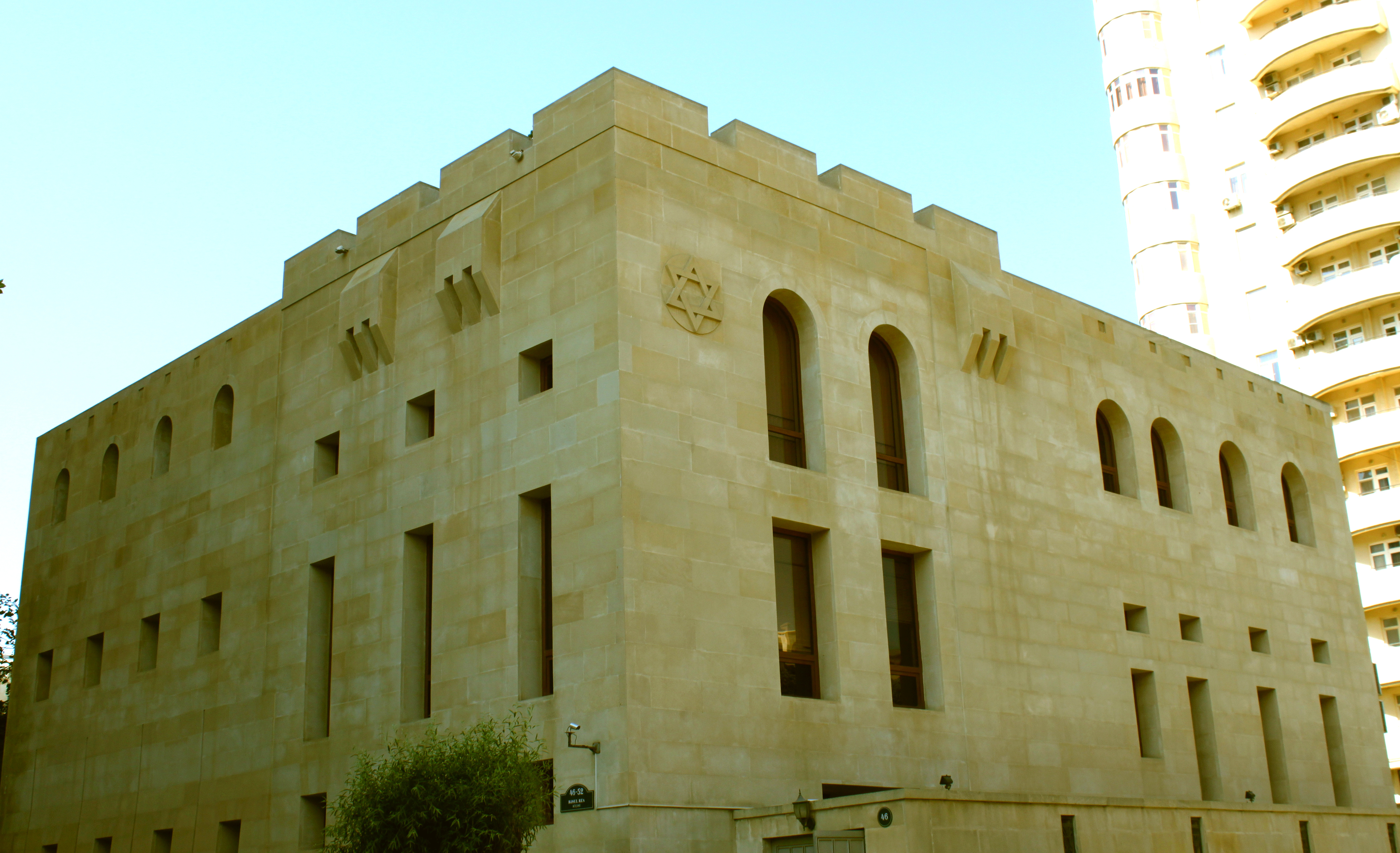
Синагога ашкеназских евреев в Баку

## Экономика

### Общее состояние, основные показатели

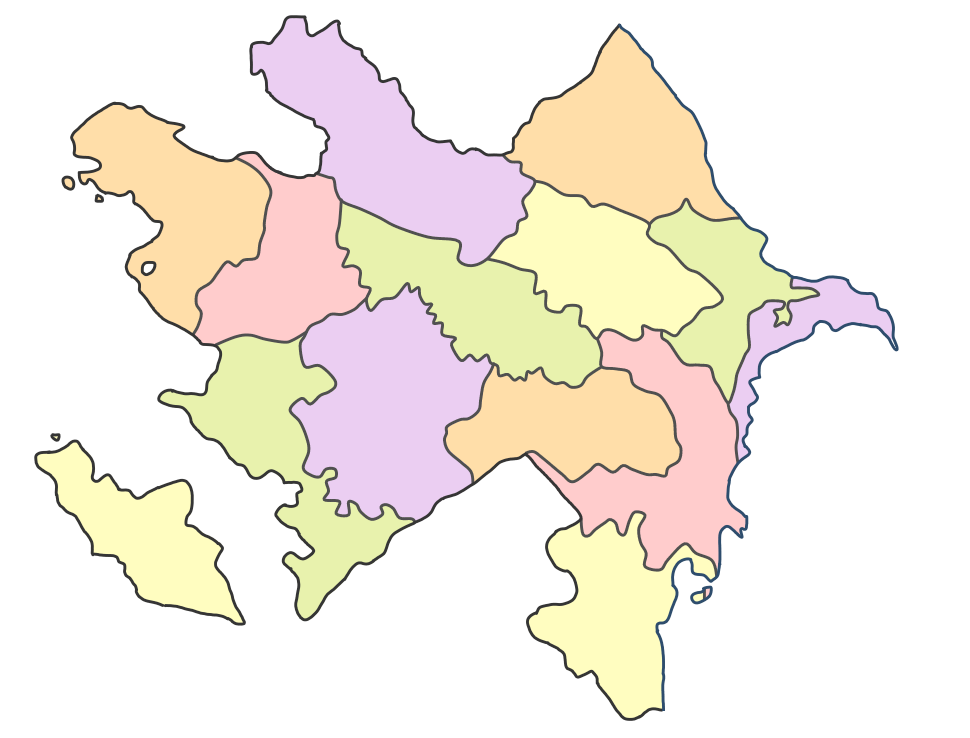
Экономические районы Азербайджана

Азербайджан — среднеразвитое индустриально-аграрное государство с развитой промышленностью и многоотраслевым сельским хозяйством. Важнейшее место в хозяйстве Азербайджана занимают нефте- и газодобывающая, нефтеперерабатывающая, химическая (минеральные удобрения, синтетический каучук, автомобильные шины и др.), машиностроительная, горнорудная промышленность (добыча железной руды и алунита) и цветная металлургия, разнообразные отрасли пищевой (консервная, чайная, табачная, винодельческая) и лёгкой (хлопкоочистительная, хлопчатобумажная, шёлковая, шерстяная, ковроткацкая) промышленности.
Азербайджан в последние годы лидирует среди стран СНГ по темпам экономического роста. В 2003—2008 годах ВВП Азербайджана вырос в 2,6 раза; уровень бедности в государстве, с 2003 года, снизился с 45 % до 11 %. В 2006 году ВВП страны вырос на 36,6 % до $20,4 млрд. Экономический рост продолжается непрерывно с 1996 года; в течение десяти лет экономика Азербайджана в среднем прибавляла по 13,6 % ежегодно (по сравнению с 1995 годом размер ВВП увеличился в 8,4 раза).
Страна постепенно переходит на альтернативные виды энергии. С 2005—2015 года было вложено 987,4 млн манатов в развитие этой отрасли. В настоящее время доля альтернативной энергетики составляет 16 %, к 2020 году планируется поднять этот показатель до 38,6 %, что позволит сэкономить 1,1 млрд м³ газа, что в свою очередь послужит росту ВВП на 7,9 %.
По данным Доклада «Ведение бизнеса», опубликованного 31 октября 2018 года Азербайджан занял 25-е место (57-е место в 2018 году) по индексе лёгкости ведения бизнеса, получив наивысший рейтинг среди стран региона Европы и Центральной Азии после Грузии (6-е место) и Македонии (10-е место).

### Валюта

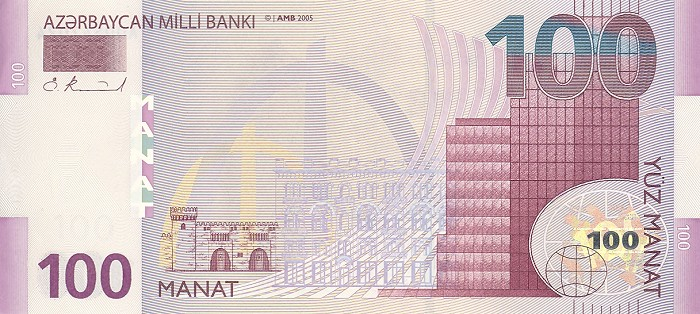
100 манат. Банкнота символизирует экономическое развитие Азербайджана и его статус процветающей нации

Манат — официальная денежная единица Азербайджанской Республики, равный 100 гяпикам. Код валюты по ISO 4217 AZN.
Азербайджанский манат дважды подвергался деноминации — в 1992 и 2006 годах.

### Промышленность
|                                                                  |  |
| Нефтяные Камни и карта экспортирующих трубопроводов Азербайджана |  |

Азербайджан поставляет в другие страны продукцию химической и топливной промышленности, цветной и чёрной металлургии, машиностроения и металлообработки (передвижные буровые установки, подъёмные агрегаты, передвижные вышки, фонтанную арматуру, глубинные насосы, электродвигатели, геофизические приборы), лёгкой промышленности и т. д. Из других стран в Азербайджан ввозится в основном готовая продукция: станки, различные сельскохозяйственные машины, автомобили, одежда, продовольственные товары. Рост ВВП Азербайджана по большей части обеспечивается за счёт увеличения добычи и экспорта углеводородного сырья (что обусловлено, в частности, пуском в 2005 году нефтепровода Баку — Тбилиси — Джейхан и началом добычи газа на месторождении Шах-Дениз в конце 2006 года), а также повышения мировых цен на нефть. По итогам первых трёх кварталов 2006 г., на сырую нефть приходилось 60,7 % объёма азербайджанского экспорта, на нефтепродукты — ещё 24,5 %. Часть доходов от экспорта нефти аккумулируется в Государственном нефтяном фонде (в декабре 2006 года он составил $1,6 млрд). Инвестиции в основном осуществляются в топливно-энергетический комплекс. С недавних пор в стране добывается золото.

### Сельское хозяйство
Сельское хозяйство специализируется, в основном, на виноградарстве, садоводстве, табаководстве, овощеводстве, животноводстве и шелководстве. Главные технические культуры — хлопчатник, табак, чай. Развито раннее овощеводство, субтропическое плодоводство. Площадь орошаемых земель 140 тыс. га (1990). Главные отрасли животноводства — овцеводство, молочно-мясное скотоводство (в том числе буйволоводство и зебуводство), птицеводство, шелководство, свиноводство.

### Коммуникации
Азербайджан одним из первых из стран бывшего СССР вошёл в интернет-сообщество (в 1991 году, провайдер — Intrans). Новым этапом в развитии интернета в Азербайджане с 2007 года становится появление на рынке услуги спутникового интернета под брендом PeykDSL. Азербайджанским пользователям представилась возможность подключаться к высокоскоростному интернету (до 24 000 кбит/с) на всей территории страны.
Крупнейшими операторами сотовой связи являются Bakcell, Azercell и Azerfon.
В ночь с 7 на 8 февраля 2013 года был произведён запуск первого национального космического спутника AzerSat-1, который был произведён американской компанией Orbital Sciences Corporation. На 2017 год запланирован запуск второго спутника Azerspace-2. Кроме этого, ОАО «Азеркосмос» начало осуществление проекта по введению в эксплуатацию студенческого наноспутника «CanSat».
12 мая 2017 года в Азербайджане заблокировали доменные адреса нескольких независимых оппозиционных новостных сайтов. По уровню свободы интернета Азербайджан сильно отстаёт от своих соседей Армении и Грузии. По состоянию на 2019 год, согласно докладу Freedom House, Азербайджан числится среди стран с несвободным интернетом.

### Туризм
| |  |
| Слева посёлок Лагич — одно из самых любимых мест посещения туристов. Справа канатная дорога Шахдагского туристического комплекса |  |

Отрасль, которая стремительно развивается в последние годы. Особенно интенсивно развивается лечебный туризм. Каждый год в Азербайджан приезжает в качестве туристов около полутора миллионов человек. В первую очередь это связано с тем, что страна находится между Европой и Азией. Также это связано с тем, что из 11 существующих климатических зон планеты 9 представлены на территории страны, начиная от субтропиков и заканчивая высокогорными альпийскими лугами.
Для туристов, посещающих Азербайджан организовываются экскурсионные туры с посещением исторических достопримечательностей Шемахи, Исмаиллов, Баку, Шеки, Гаха, Губы, пляжные туры в Баку, Набрань, Худат, Хачмаз, Ленкорань, Астару и лечебные туры и отдых на термальных водах в Массалах, Нафталане. Также популярен отдых на минеральных водах в Гяндже.
Для развития горного туризма создана инфраструктура с сетью пятизвёздочных отелей в Габалинском районе, а в 2011 году введён в эксплуатацию современный горнолыжный курорт международного класса у подножия горы Шахдаг в Гусарском районе. В стране расположено свыше 130 музеев.
Согласно докладу, подготовленному Всемирным Советом Путешествий и Туризма, Азербайджан входит в первую десятку стран, где наблюдался самый сильный рост потока посетителей в 2010—2016 годах. Кроме того, Азербайджан занял первое место (46,1 %) среди наиболее быстро развивающихся стран в сфере туризма.
Согласно Британскому журналу Wanderlust Азербайджан занимает первое место в рейтинге топ-5 стран по упрощённой системе получения электронных виз.

## Культура
Культура Азербайджана в ходе своего развития испытывала влияние как ислама, так и европейских культурных традиций. В XIV—XV веках с началом формирования азербайджанского тюркоязычного этноса — основного народа, населяющего Азербайджан, возникает и его культура, не имевшая первоначально своих стабильных центров, и её довольно трудно для данного времени отделить от османской культуры. В XV веке формируются 2 центра азербайджанской культуры — Южный Азербайджан и Равнинный Карабах, которые окончательно сложились уже позже, в XVI—XVIII веках. Говоря о возникновении азербайджанской культуры именно в XIV—XV веках, следует иметь в виду прежде всего литературу и другие части культуры, органически связанные с языком. Что касается материальной культуры, то она оставалась традиционной и после тюркизации местного населения. Став самостоятельной, азербайджанская культура сохранила тесные связи с иранской и арабской. Они скреплялись и общей религией, и общими культурно-историческими традициями. Своеобразие азербайджанской культуры состоит в переплетении персидского влияния, общекавказских черт и тюркского наследия. Большое влияние оказало двухвековое нахождение в составе Российской империи. В настоящее время также можно говорить об усилении западного влияния, чему способствует глобализация потребительской культуры.
Культурной столицей Азербайджана с 5 января 2021 года является город Шуша.

### Архитектура

Круглый замок в посёлке Мардакян. XIII век. Архитектор Абдулмеджид ибн Максуд

К самым ранним сохранившимся в Азербайджане сооружениям относятся храмы в цахурских сёлах Кум и Лекит и основания Девичей башни в Баку. Архитектуру раннефеодального периода на территории Азербайджана характеризуют огромные оборонительные сооружения: бешбермакские, гильгильчайские (см. также Чираг-гала), шемахинкие (см. также Гюлистан) и закатальские. Старейшими исламскими зданиями можно назвать мечети VIII века в Ахсу и Джума-мечеть в Шемахе.
После присоединения Азербайджана к России (XIX век) в азербайджанской архитектуре также сказывается влияние русской строительной культуры. В Баку, например, с элементами русского и западноевропейского классицизма сочетаются традиционные приёмы планировки и композиции, национальные архитектурные формы и мотивы декора. Стал распространяться тип городского дома с застеклёнными галереями — «шушебенд».

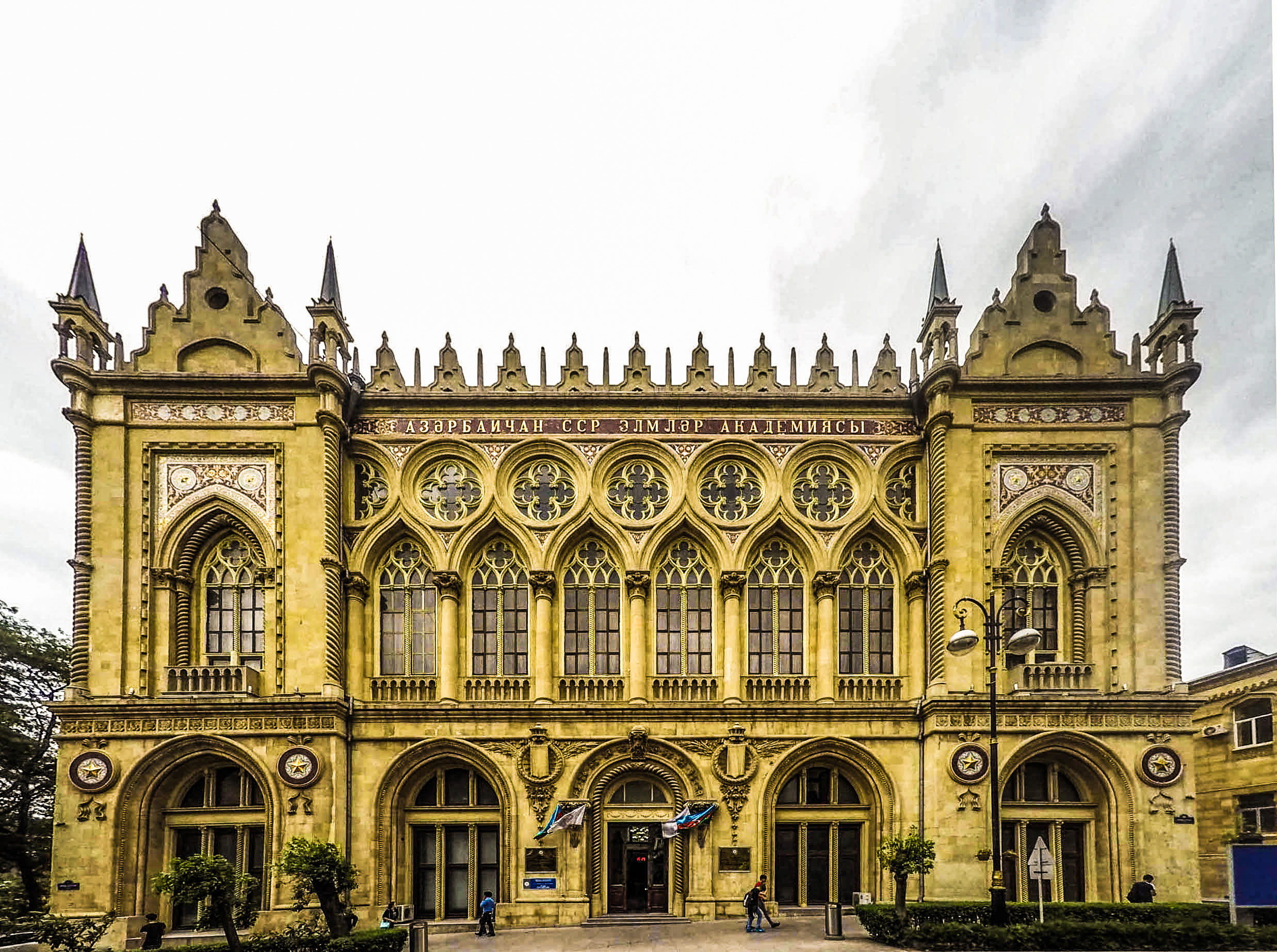
Здание Исмаилия, выполненное в стиле венецианской готики по проекту польского архитектора Иосифа Плошко (ныне — здание Президиума Национальной академии наук Азербайджана)

Из архитекторов, внёсших вклад в создание современного облика Баку, следует упомянуть Зивер-бека Ахмедбекова, Гавриила Тер-Микелова, Иосифа Гославского, Касым-бека Гаджибабабекова, Иосифа Плошко и др.
В зданиях, построенных такими архитекторами и инженерами, как М. Г. Гаджинский, К. Исмаилов и Кербалаи Сефихан Карабаги, сочетаются традиционные и романтические элементы. Эта тенденция особенно заметна в работах Карабаги, который спроектировал много зданий, в Агдаме, Физули и Шуше. Для его проектов (например для мечети в Агдаме и Барде) использовались простые устройства, основанные на азербайджанских архитектурных традициях.
Наиболее выдающийся вклад в создание современного облика города Баку внёс Народный архитектор СССР Микаэль Усейнов, по проектам которого было построено много зданий, являющихся визитной карточкой города. Среди архитекторов советской эпохи можно назвать заслуженного деятеля искусств Азербайджанской ССР Садыха Дадашева, заслуженного архитектора Азербайджана Талаата Ханларова.

### Живопись и скульптура
На территории Азербайджана в Средние века художники занимались в основном каллиграфией. Традиционная иллюстрация книг продолжалась и в последующие века. С XVII по XIX века многие азербайджанские художники, пользуясь масляными красками, принимали участие в росписях жилых домов, дворцов, бань. При этом рисовали не только декоративные мотивы, но и исторические — портреты, сцены охоты и сражений. В качестве примера можно привести росписи ханского дворца в Шеки, выполненные Гамбаром, дворцы Хусейн-Кули-хана в Баку, выполненные Наввабом росписи комнат Дворца сардаров в Эривани.
| |  |
| Портрет молодого человека (слева) кисти Мирза Кадыма Эривани, основоположника азербайджанской станковой живописи, и памятник Низами Гянджеви работы Фуада Абдуррахманова |  |

В XIX веке новое прогрессивное изобразительное искусство в Азербайджане, по сравнению с литературой, обнаруживало некоторое отставание в развитии. Крайне медленно развивалось станковое реалистическое искусство. Во второй половине XIX века в живописи (стенные росписи, портрет) наряду с традиционной плоскостностью и декоративностью ощутимы реалистические черты, попытки объёмно-пластической моделировки форм, стремление передать портретное сходство (художники декоративного стиля Мирза Кадым Эривани, Мир Мохсун Навваб, Уста Гамбар Карабаги).
В 1920-х годах выступили художники реалистического демократического направления — график А. А. Азимзаде и живописец Б. Ш. Кенгерли, Алибек Гусейнзаде (1864—1940). Из художников второй половины XX века наиболее известны Таир Салахов, Саттар Бахлулзаде, Микаил Абдуллаев, Видади Нариманбеков, Расим Бабаев, Санан Курбанов и Тогрул Нариманбеков.
В Средние века на территории различных поселений ставились каменные фигуры предков, известные как баба (по-азерб. означает «праотец»). Повсюду в Азербайджане, в долинах, лесах и горах находились каменные фигуры баранов (символов богатства) и осёдланных лошадей. Надгробия и стены часто украшались рельефной резьбой, достигшей своего пика в оформлении зданий Апшеронского полуострова.
Во второй половине XIX века в связи с быстрым ростом Баку и нуждой в украшении новых зданий в «историческом» стиле и скульптурами, наблюдается и возрождение резьбы по камню. В начале 1920-х годов в скульптуре появляются монументальные композиции. С 1920 года в Баку жило несколько русских скульпторов. Первая мастерская скульптуры была организована С. Городецким. В 1920-к годы многие скверы были украшены скульптурами исторических лиц. Роль скульптуры усилилась в 1930—1950-е годы. В качестве примера можно привести памятник М. Ф. Ахундова (П. В. Сабсай, 1930), Низами Гянджеви (Ф. Г. Абдурахманов, 1949), Хуршидбану Натаван (О. Г. Эльдаров, 1960).
С 1970 года скульпторы создают свои произведения из дерева, мрамора и гранита. Сдержанные пластичные формы наблюдаются в работах Г. Г. Абдуллаева. В работах Ф. Э. Салаева показаны каноны классической скульптуры.

### Фольклор

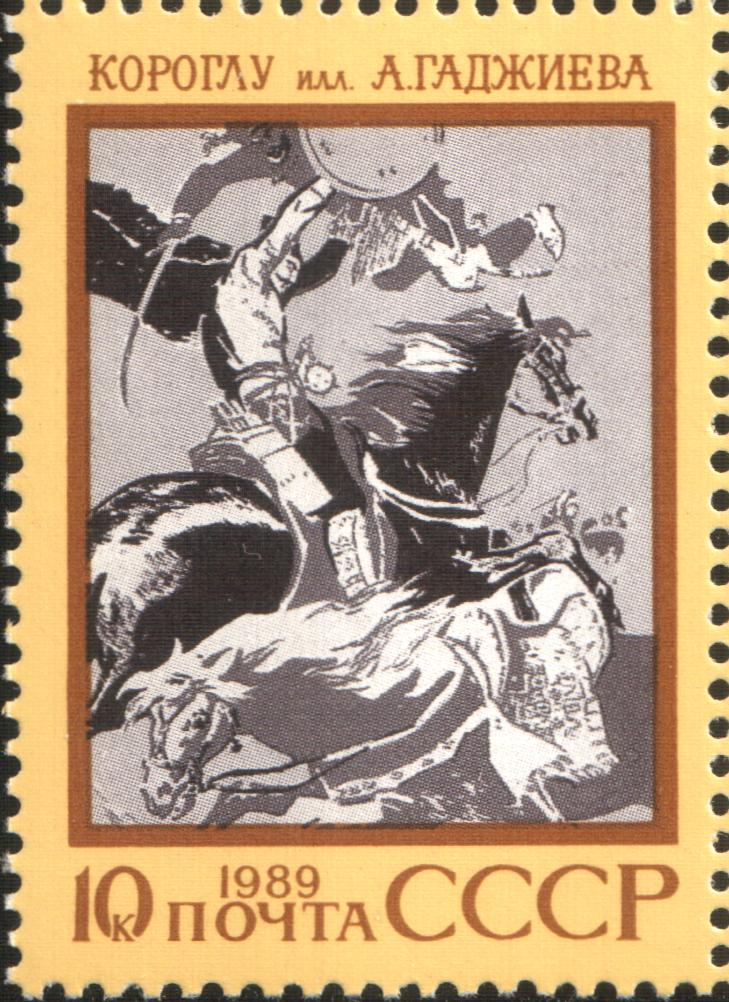
«Короглу». Худ. А. Гаджиев

Среди произведений народного творчества можно выделить песни трудовые, исторические, лирические, обрядовые («Эй, лалла» — свадебная, и др.), шуточные («Ери, ёри» — «Иди, иди», и др.) и др., легендарные, любовные и историко-героические эпические произведения (дастаны), сказки, юморески (лятифа), пословицы и поговорки, загадки.
Первым памятником на тюркском языке считается «Книга моего деда Коркута» — эпос огузских племён, позднее вошедших в состав туркменского, азербайджанского и турецкого народов. Эпос возник в Средней Азии, но окончательно сформировался на территории нынешнего Азербайджана, где огузы жили более компактно.
Основное место в азербайджанском фольклоре занимают дастаны XVI—XVII веков Кёр-оглы (Короглу), Асли и Керем, Ашик-Гариб, Шах Исмаил и др., во многих из которых отражены реально имевшие место события. Начиная с XVI—XVII веков записывались стихи народных певцов — ашугов. Известны произведения Гурбани, Сары-ашуга, ашуга Алескера, ашуга Аббаса Туфарганлы, ашуга Валеха и др.
Азербайджанские сказки по своей сути и по содержанию условно делятся на три вида: «сказки о животных», «сказки о простых людях» и «волшебные сказки». Среди героев народных сказок популярны Джиртдан, Тык-тык Ханым, Мелик-Мамед, Овчи-Пирим, Гекчек Фатма и др.

### Музыка

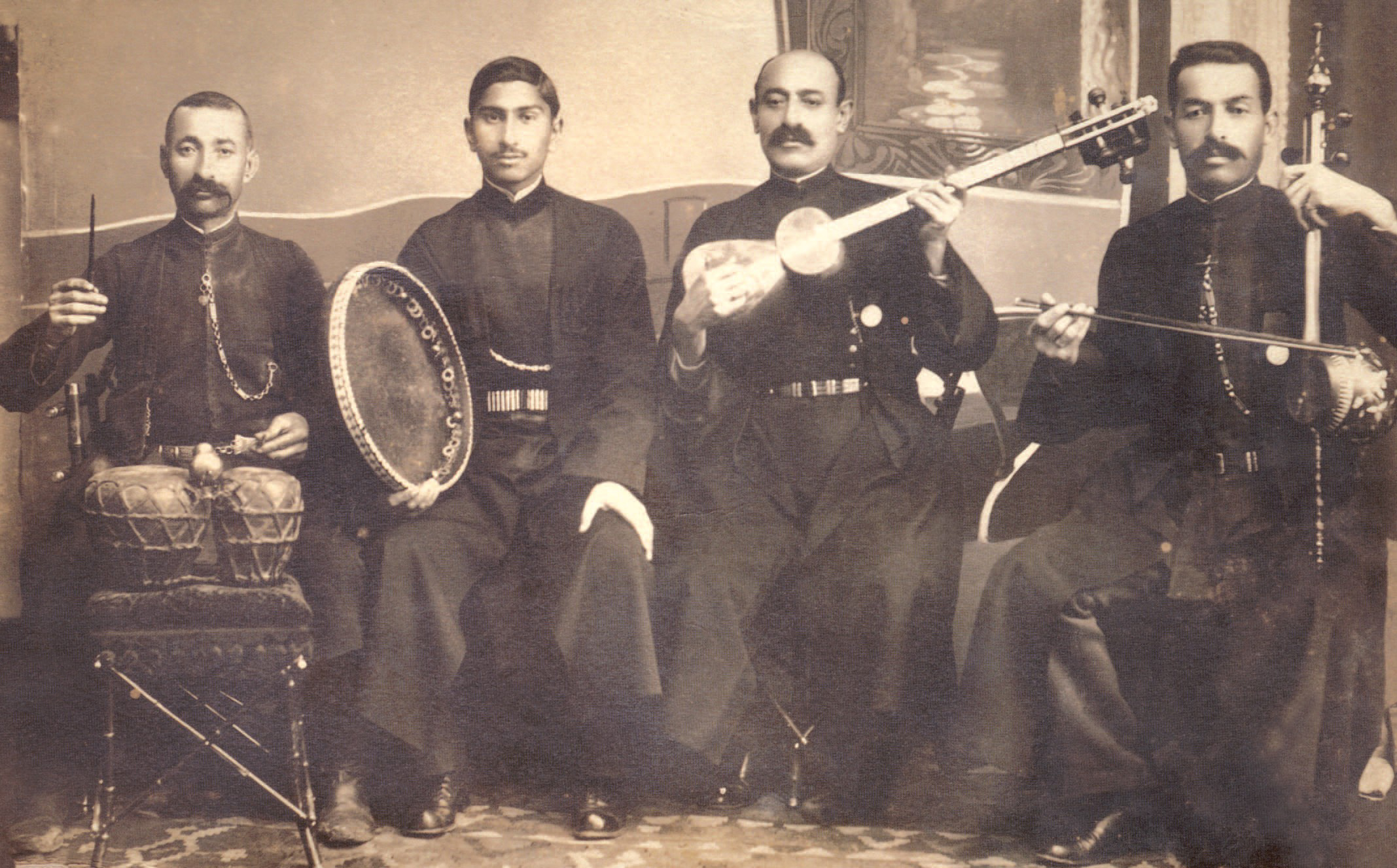
Исполнители мугама: ханенде Сеид Шушинский (второй слева) со своим ансамблем в 1916 году

На протяжении веков азербайджанская музыка развивалась в рамках фольклорного искусства. Существовало народное песенное творчество, многогранно отражавшая различные стороны национальной жизни. Танцевальная музыка является самостоятельной областью в азербайджанском музыкальном фольклоре. Среди народных музыкальных инструментов выделяют тар, саз, канон, уд, кеманча, тютек, балабан, зурна, нагара, гоша-нагара, деф и др. А азербайджанское искусство игры на таре включено в список нематериального культурного наследия ЮНЕСКО.

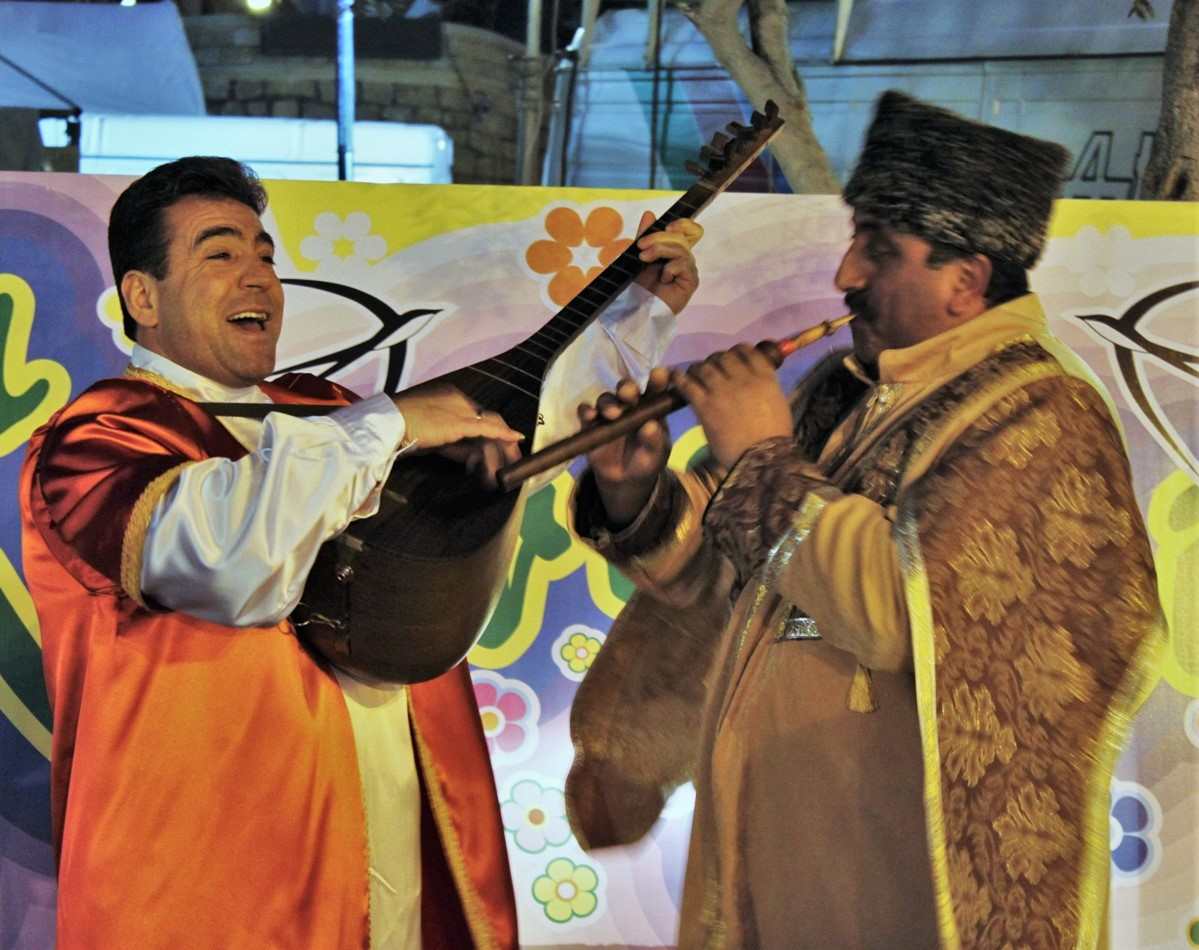
Ашуги на празднике Новруз в Баку

Народное искусство представлено также искусством ашугов, подчинённого определённым стилистическим правилам. Ашуги исполняют дастаны (сказания) — героические («Кёр-оглы»), лирические («Асли и Керем», «Ашуг Гариб»), песни-диалоги — дейишме (музыкально-поэтические соревнования 2 ашугов), аккомпанируя себе на сазе. В 2009 году азербайджанское ашугское искусство было внесено в Репрезентативный список Нематериального культурного наследия ЮНЕСКО. Среди выдающихся ашугов прошлого можно назвать Гурбани, Хесте Касум, Аббаса Туфарганлы, Алескера.
Возникновение мугамов связано с развитием городской культуры в Средние века. Исполнители мугамов — музыканты-профессионалы, составляющие вокально-инструментальные ансамбли в составе: ханенде (певец), тарист, кеманчист. Текстами мугамов служат в основном стихи поэтов-классиков. Известны такие мугаматисты, как Джаббар Каръягдыоглу, Меджид Бейбутов, Сеид Шушинский, 3юльфюгар Адыгёзалов, Хан Шушинский, Шовкет Алекперова, Алим Гасымов, таристы Садых Асад оглы, или Садыхджан (реконструктор тара и основатель школы современной игры на этом инструменте), Курбан Пиримов и др. Большая часть мугаматистов родом из Карабаха. Мугамы были исследованы Мир Мохсун Наввабом. В 2008 году ЮНЕСКО объявило азербайджанский мугам одним из шедевров устного и нематериального культурного наследия человечества.

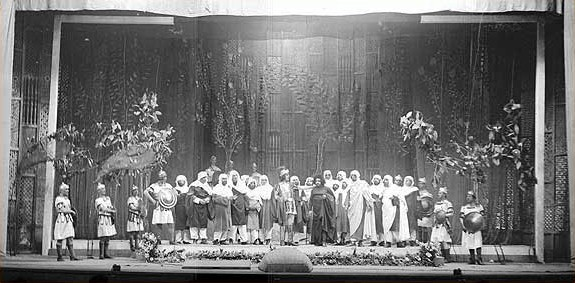
Сцена из первой азербайджанской оперы «Лейли и Маджнун»

Фундамент современной музыкальной культуры заложен Узеиром Гаджибековым, создавшему первую азербайджанскую оперу «Лейли и Меджнун» по одноимённой поэме Физули (1908), оперетту «Аршин мал алан» (1913) и др. Среди первых артистов оперы и драмы Гусейнкули Сарабский, М. Терегулов, М. Багиров, Г. Гаджибабабеков, М. Алиев, Ахмед Агдамский.
В 1940 году композитор Афрасияб Бадалбейли сочинил первый азербайджанский балет и первый балет на мусульманском Востоке «Девичья башня».
Среди азербайджанских композиторов можно выделить Кара Караева, Фикрета Амирова, Арифа Меликова, Эльдара Мансурова, основоположника азербайджанского джаза Вагифа Мустафа-заде, создавшего новый музыкальный жанр — джаз-мугам, смешав элементы джаза с азербайджанской народной музыкой. Были популярны такие певцы как Муслим Магомаев, Рашид Бейбутов, Лютфияр Иманов, Франгиз Ахмедова, Шовкет Мамедова, Бюльбюль, его сын Полад Бюль-Бюль Оглы. Долгое время азербайджанский симфонический оркестр возглавлял дирижёр Ниязи. В 2009 году азербайджанка Айсель Теймурзаде и певец Араш с азербайджанскими корнями заняли на конкурсе Евровидение 3-е место, а спустя 2 года дуэт Ell & Nikki — 1-е.
Близка к азербайджанской музыкальная культура живущих в Азербайджане талышей, у которых есть и свои черты, например, талышские трудовые песни, исполняемые во время работы на рисовых полях, свадебные песни. В стране популярен талышский фольклорный ансамбль «Бабушки». У курдов Азербайджана были распространены и такие музыкальные инструменты как бэлур (род свирели), даф (барабан, по которому ударяли двумя палочками), шевеби (духовой инструмент типа гобоя) и пр. В 1996 году был создан лезгинский инструментальный ансамбль «Сувар», в репертуар которого входят народные песни и танцы.
Ежегодно в Азербайджане проводятся такие международные музыкальные фестивали как «Мир Мугама», Габалинский фестиваль классической музыки, фестиваль, посвящённый Узеиру Гаджибекову, Бакинский джазовый фестиваль. А в 2012 году в Баку прошёл конкурс песни Евровидение 2012.

### Кухня

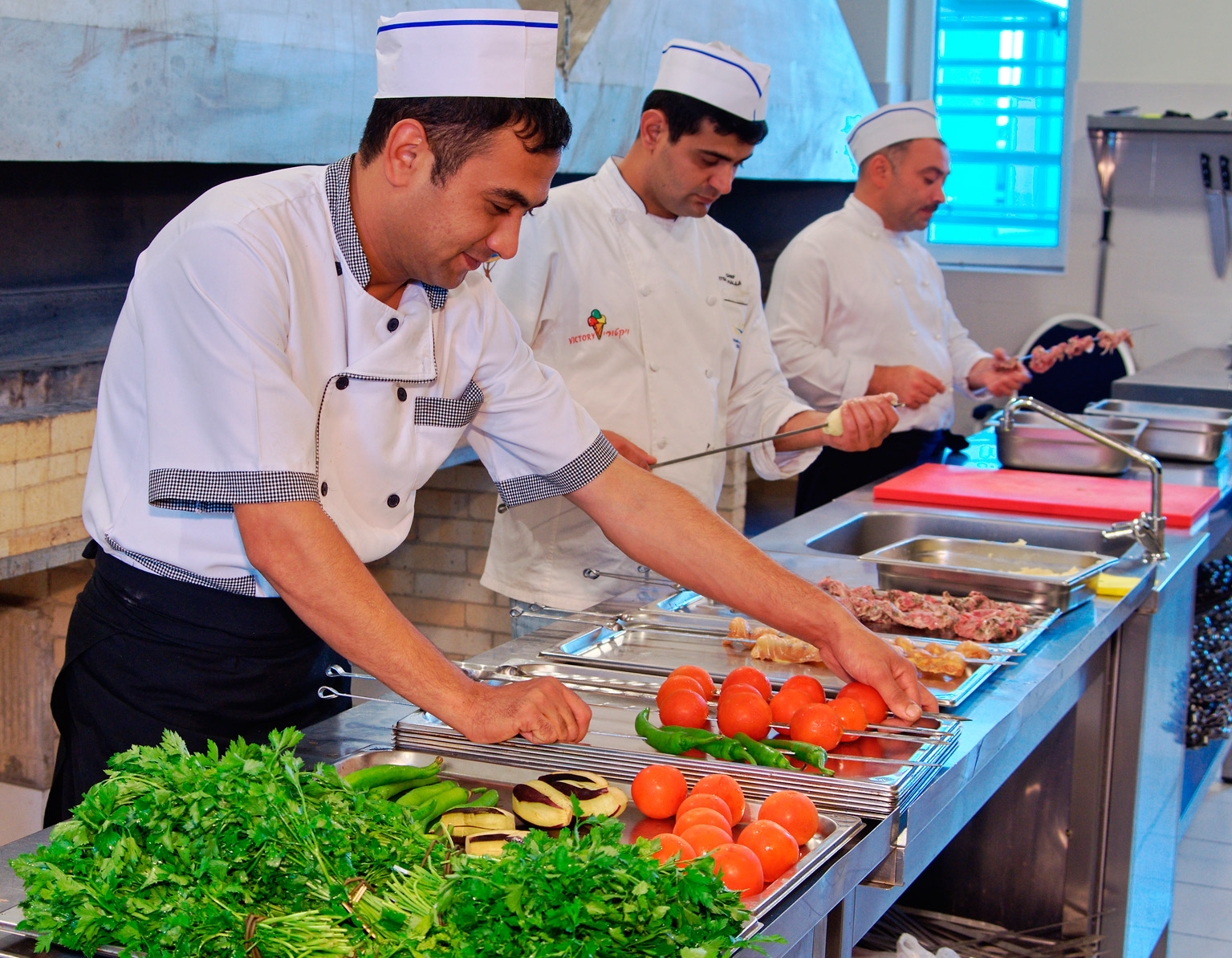
Приготовление различных видов кебаба в Азербайджане

Азербайджанская национальная пища отличается большим разнообразием, насчитывая десятки видов различных блюд: молочных, мясных, мучных, овощных и т. д. Сами способы приготовления и потребления пищи различны и многообразны. В прошлом пища различалась также в зависимости от географических условий и социального положения людей.
В пищевом рационе азербайджанцев значительное место занимает хлеб, который пекут на железном слегка выпуклом листе садж, в тендирах, где в основном пекут чурек и лаваш. Весной и осенью готовят гутаб — род пирожков, начинённых мясом и зеленью. Разнообразны блюда из мяса. Из свежей баранины и говядины приготовляют басдырма, из которой затем делают шашлык. Наиболее распространённым блюдом является пити и бозбаш (густые супы из баранины). Рубленную баранину, заправленную рисом и специями, заворачивают в капустные (это блюдо называется келем долмасы), в солёные и свежие виноградные листья (ярпаг долмасы), начиняют баклажаны и помидоры. Из мелко нарубленной баранины, смешанной с луком и пряностями готовят люле кабаб. Распространение в Азербайджане имеют кушанья из риса, который преимущественно используют для приготовления плова, насчитывающего до 50 видов. Наиболее распространённым блюдом из мяса птиц является чыгартма.
Распространены сладости в виде своеобразных конфет — ногул, набат, а также гата, пахлава и шекербура. Имеется до десятков видов халвы — типа повидла, из семян кунжута, из разных орехов и т. д. Большую роль в пищевом рационе у азербайджанцев играет чай, сопровождающий или даже предшествующий еде. Чай считается в Азербайджане лучшим средством утоления жажды в жаркую погоду (подробнее см. статью Азербайджанская чайная культура). В качестве напитка служит и подслащённая мёдом вода — шербет.

### Ковроделие

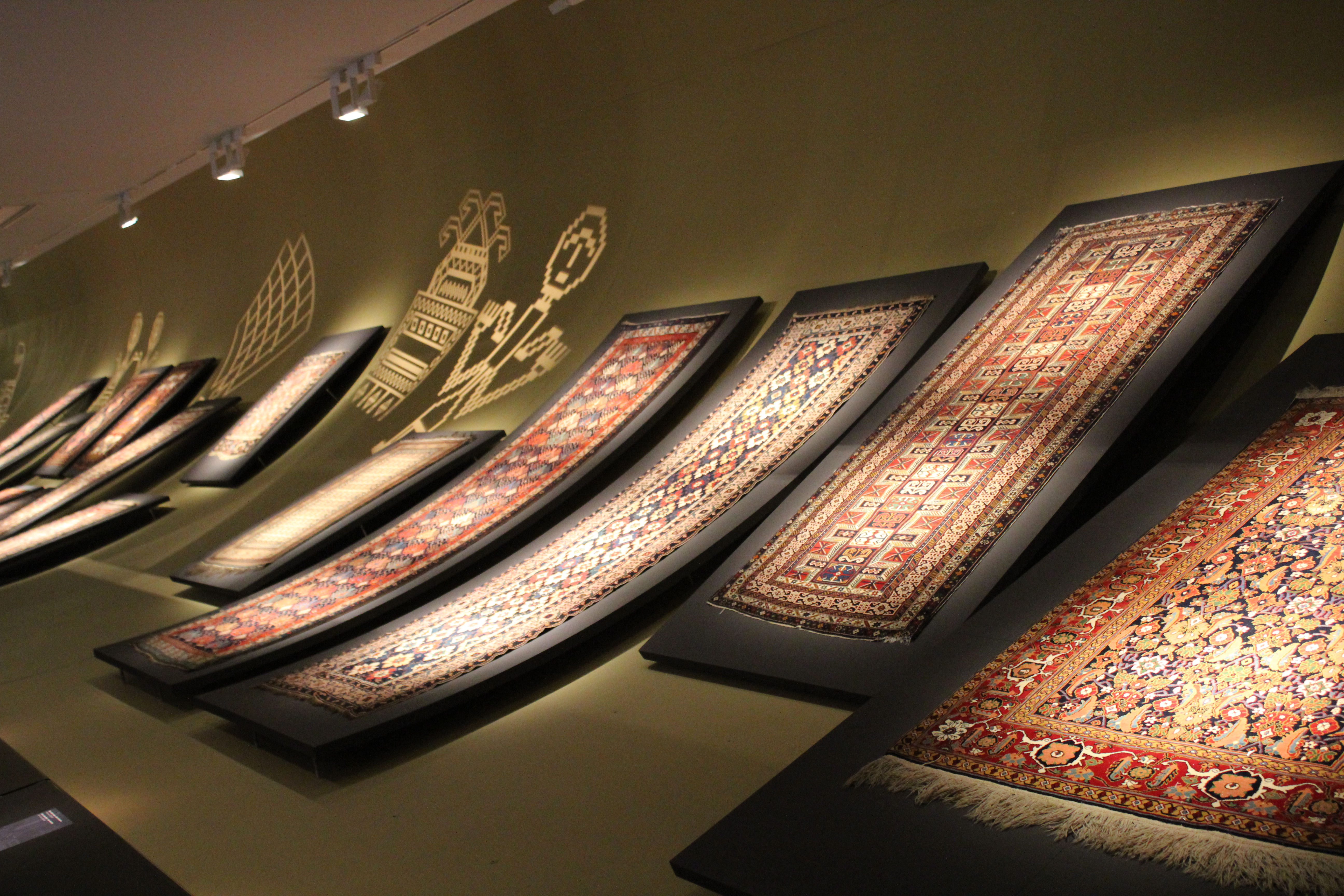
Азербайджанские ковры, выставленные в Музее ковра в Баку

Одним из видов декоративно-прикладного искусства Азербайджана является азербайджанский ковёр. Ковроделие было самым распространённым классическим видом ремесла в Азербайджане. Основными центрами ковроделия являлись Губа, Ширван, Гянджа, Газах, Карабах, Баку с пригородными селениями. Они выделяются сочным колоритом, построенным на сочетании локальных интенсивных тонов. В Карабахе, например, ткали шёлковые ковры высоко ценившиеся на рынках Западной Европы и Америки.
Изготавливались односторонние ковры с ворсом — халы, гебе и односторонние безворсовые ковры — сумах и верни, безворсовые двусторонние ковры — зили, палас и килим. Из безворсовой ткани изготавливали чепраки (чул) для лошадей и верблюдов, мешки (чувал), перемётные сумки (хурджин). Ковры ткутся на вертикальных станках — хана. На ковровом станке работает одна-две, а то и 3 женщины и больше. Орнамент азербайджанских ковров декоративен, состоит из геометрических (ромбы, квадраты, меандры), растительных мотивов, среди которых преобладает стилизованное изображение плода миндаля (бута), встречаются изображения животных и птиц.
В конце XX века ковроткачество в Азербайджане становится одной из важных отраслей экономики. Сегодня во многих регионах Азербайджана успешно развивается ковроткачество, всего в Азербайджане насчитывается свыше 20 крупных и средних ковроткацких комбинатов. В частности, в Кубе, Кусарах, Кюрдамире, Гяндже, Шемахе, Шабране, Казахе, Товузе, Шеки и Баку действует ковроткаческое производство, в которых продолжают развивать старинные традиции искусства ковроделия. Известным ткачем ковров являлся Лятиф Керимов, имя которого носит Музей ковра в Баку.
В ноябре 2010 года «Традиционное искусство ковроделия в Азербайджане» внесено в репрезентативный список ЮНЕСКО по нематериальному культурному наследию человечества.
Азербайджанский музей ковра был основан в 1967 году, став первым в мире специализированным музеем по сбору, сохранению и изучению ковра, а в 2014 году в новом здании музея в виде свёрнутого ковра открылась его новая экспозиция.

### Праздники и памятные дни

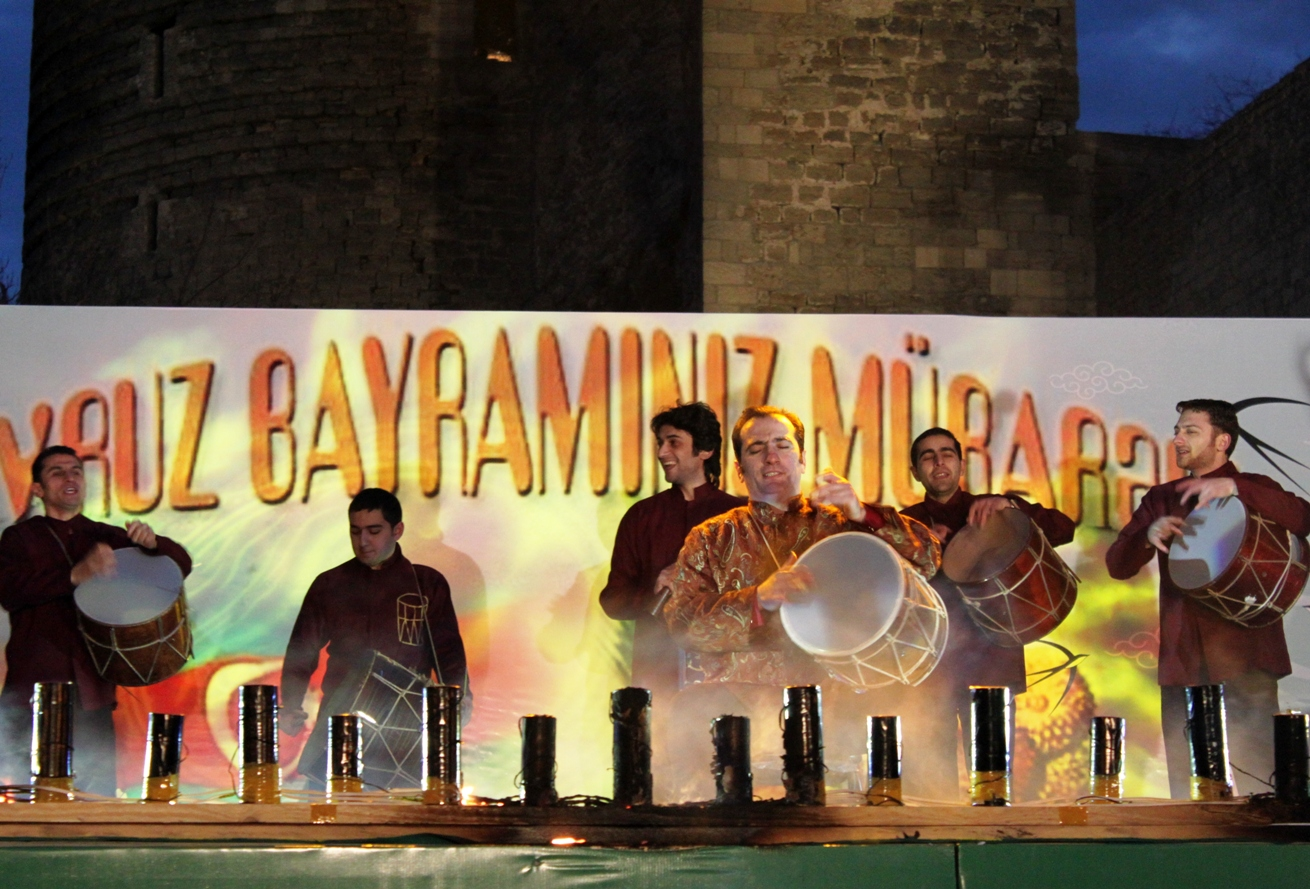
Празднование Новруза в Баку

В Азербайджане официально отмечаются следующие праздники и памятные даты:
| Дата       | Название                                               |
| ---------- | ------------------------------------------------------ |
| 1 января   | Новый год                                              |
| 20 января  | Чёрный январь                                          |
| 26 февраля | Ходжалинский геноцид                                   |
| 8 марта    | Международный женский день                             |
| 21 марта   | Новруз Байрамы                                         |
| 31 марта   | День геноцида азербайджанцев                           |
| 9 мая      | День Победы                                            |
| 28 мая     | День Республики                                        |
| 15 июня    | День национального спасения                            |
| 26 июня    | День вооружённых сил Азербайджана                      |
| 18 октября | День Независимости                                     |
| 8 ноября   | День Победы в Отечественной войне 2020 года            |
| 9 ноября   | День государственного флага Азербайджанской Республики |
| 12 ноября  | День Конституции                                       |
| 17 ноября  | День национального возрождения                         |
| 31 декабря | День солидарности азербайджанцев всего мира            |

Наряду с этим, в Азербайджане также отмечаются религиозные праздники Рамазан Байрам и Курбан Байрам.

## Образование
В период 2004—2008 годов в Азербайджане были достигнуты значительные успехи в области образования. Сфере образования государством уделяется большое внимание. В расходах государственного бюджета Азербайджана на цели образования выделяются крупные средства. Расходы на образование находятся на втором месте после расходов на армию. В 2009 году они составляли примерно 1 млрд манатов ($ 0,58 млрд), что позволило укрепить материально-техническую базу образования, а также привести учебные программы в соответствие с самым высоким мировым уровнем.
Ведущими университетами Азербайджана являются:
- Бакинский государственный университет;
- Азербайджанский государственный университет нефти и промышленности;
- Азербайджанский медицинский университет;
- Азербайджанский государственный экономический университет;
- Университет Хазар;
- Гянджинский государственный университет.

## Социальная политика
На 01 июля 2021 года количество пенсионеров составило 1 млн 214,1 тыс. чел. На сентябрь 2021 года количество пенсионеров по возрасту составило 709 тыс. чел.
Среднемесячный размер пенсии в 2021 году составил 358 манат.

## Налогообложение
На июнь 2022 года сумма подоходного налога с физических лиц составляет 14 % для налогов до 2 500 манат в месяц включительно. Для налогов свыше 2 500 манат — 350 манат + 25 % на сумму доходов свыше 2 500 манат.
Налог на прибыль с юридических лиц составляет 20 %.

## Спорт
Некоторые виды спорта в стране имеют древние корни и являются традиционными, например, игра човган. Многие виды борьбы традиционно считаются национальными видами спорта в Азербайджане. В настоящее время самыми популярными видами спорта в Азербайджане являются: бокс, борьба, карате, тяжёлая атлетика, футбол и шахматы.

#### Гимнастика
В 1994 году Федерация гимнастики Азербайджана вошла в состав Международной федерации гимнастики, в 2003 году в Баку прошёл этап Кубка мира по художественной гимнастике. В сентябре того же года на 26-м чемпионате мира была завоёвана олимпийская лицензия. В 2014 году была построена Национальная арена гимнастики.

#### Футбол

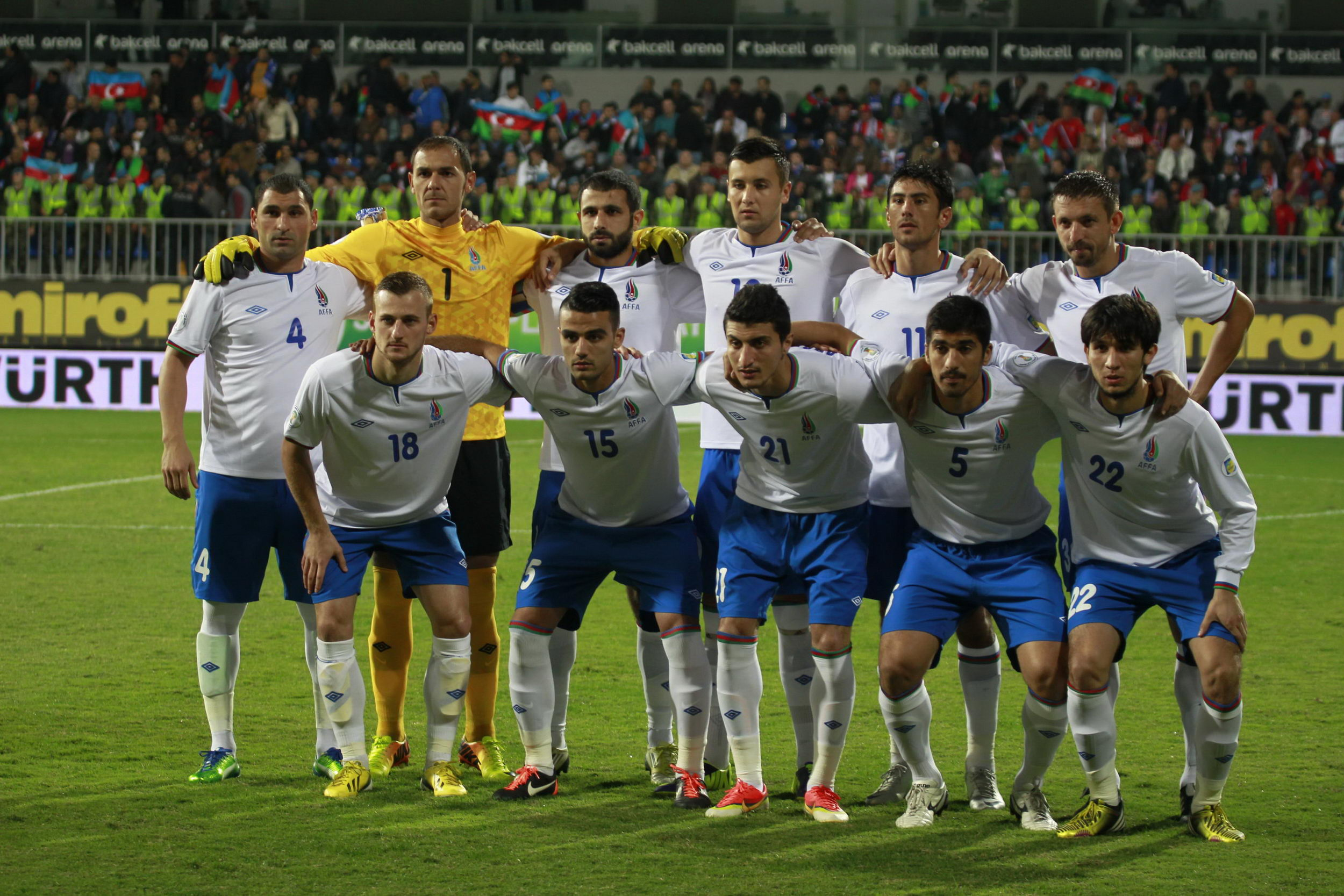
Сборная Азербайджана по футболу, 2013 г.

Футбол — одно из ключевых направлений спортивной активности в республике.
АФФА — организация, осуществляющая контроль и управление футболом в стране. Штаб-квартира находится в Баку. Функционируют также региональные офисы. Занимается организацией национального чемпионата, кубка страны, суперкубка, игр сборных страны, поддержкой, развитием и популяризацией всего футбола в целом. В 1994 году АФФА была принята в УЕФА и ФИФА.

#### Шахматы

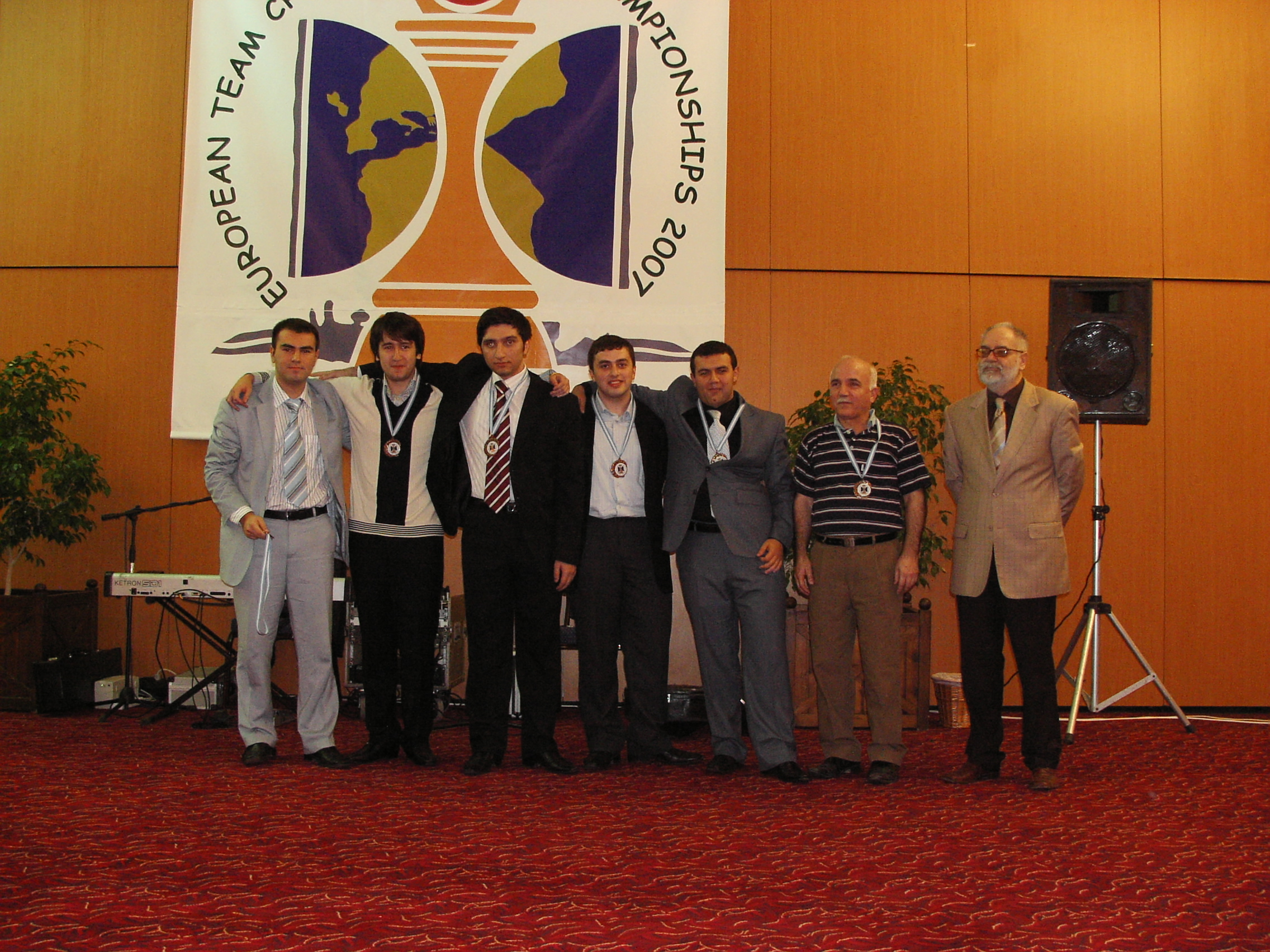
Сборная Азербайджана по шахматам на командном чемпионате Европы в 2007 г.

Управляются Федерацией шахмат Азербайджана. Игра в шахматы появилась на территории современного Азербайджана предположительно в V—VI веках. Упоминания о шахматах встречаются в произведениях Хагани, Низами, Физули и др. Писатель и философ Мирза Фатали Ахундов в стихотворении «Игра шатрандж» (1864) средствами поэзии изложил правила шахматной игры.
Максимальный рейтинг Эло в классике в истории независимой Азербайджанской Республики — 2820 пунктов (у Шахрияра Мамедъярова, сентябрь 2018 года); ещё трое набирали более 2700: Вугар Гашимов, Теймур Раджабов и Рауф Мамедов. Максимальный рейтинг среди женщин-шахматисток у Гюнай Мамедзаде (2483, октябрь 2022). Среди уроженцев Азербайджана (Азербайджанская ССР) у Гарри Каспарова — 2851 (июль 1999).
Привлечение легионеров и натурализация спортсменов в национальные сборные Азербайджана не обошли стороной и шахматы. Так, иностранные шахматисты принимали участие в каждой из трёх побед (2009, 2013, 2017) сборной. В победе на командных чемпионатах Европы в 2009-м и 2013-м годах в качестве капитанов: Зураб Азмайпарашвили (2009) и Александр Халифман (2013); в 2017-м одним из пяти игроков сборной был Аркадий Найдич, перешедший в ФША в 2015 году. На командных чемпионатах мира и на олимпиадах, по состоянию на 2023 год, медалей Азербайджан не достигал.

### Спортивные мероприятия 2005—2020 в Азербайджане

Бакинский олимпийский стадион

- Чемпионат мира по художественной гимнастике 2005;
- Чемпионат мира по борьбе 2007;
- Чемпионат Европы по художественной гимнастике 2009;
- Чемпионат Европы по борьбе 2010;
- Чемпионат мира по боксу 2011;
- Чемпионат мира по футболу 2012 (девушки до 17 лет);
- Тур Азербайджана 2013;
- Европейские олимпийские игры 2015;
- Формула-1 — Гран-при Европы 2016 года;
- Формула-1 — Гран-при Азербайджана;
- Шахматная олимпиада 2016;
- Игры исламской солидарности 2017;
- Финал Лиги Европы УЕФА 2019;
- Чемпионат Европы по футболу 2020.

## Наука

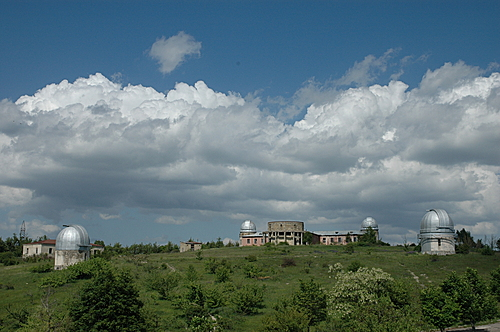
Шемахинская Астрофизическая Обсерватория имени Насреддина Туси

Главное здание Национальной академии наук Азербайджана

В настоящее время в республике Азербайджан работают 145 научных учреждений, в том числе 96 научных институтов. Основным научным объединением республики является Национальная академия наук Азербайджана (НАНА) — преемница Академии наук Азербайджанской ССР, учреждённой в городе Баку в 1945 году, на базе Азербайджанского филиала АН СССР.
В 1995 году в Азербайджане была создана сеть академических институтов, которая объединяла главные научные учреждения и академические институты, в том числе и организации государственных структур. Посредством волоконно-оптического и арендованного каналов академическая сеть соединила все главные здания академии. В августе 2000 года НАНА и ведущие университеты Республики учредили Ассоциацию научно-исследовательских и образовательных Сетей Азербайджана AzRENA, которая является неправительственной организацией.

## Транспорт

### Автомобильный транспорт

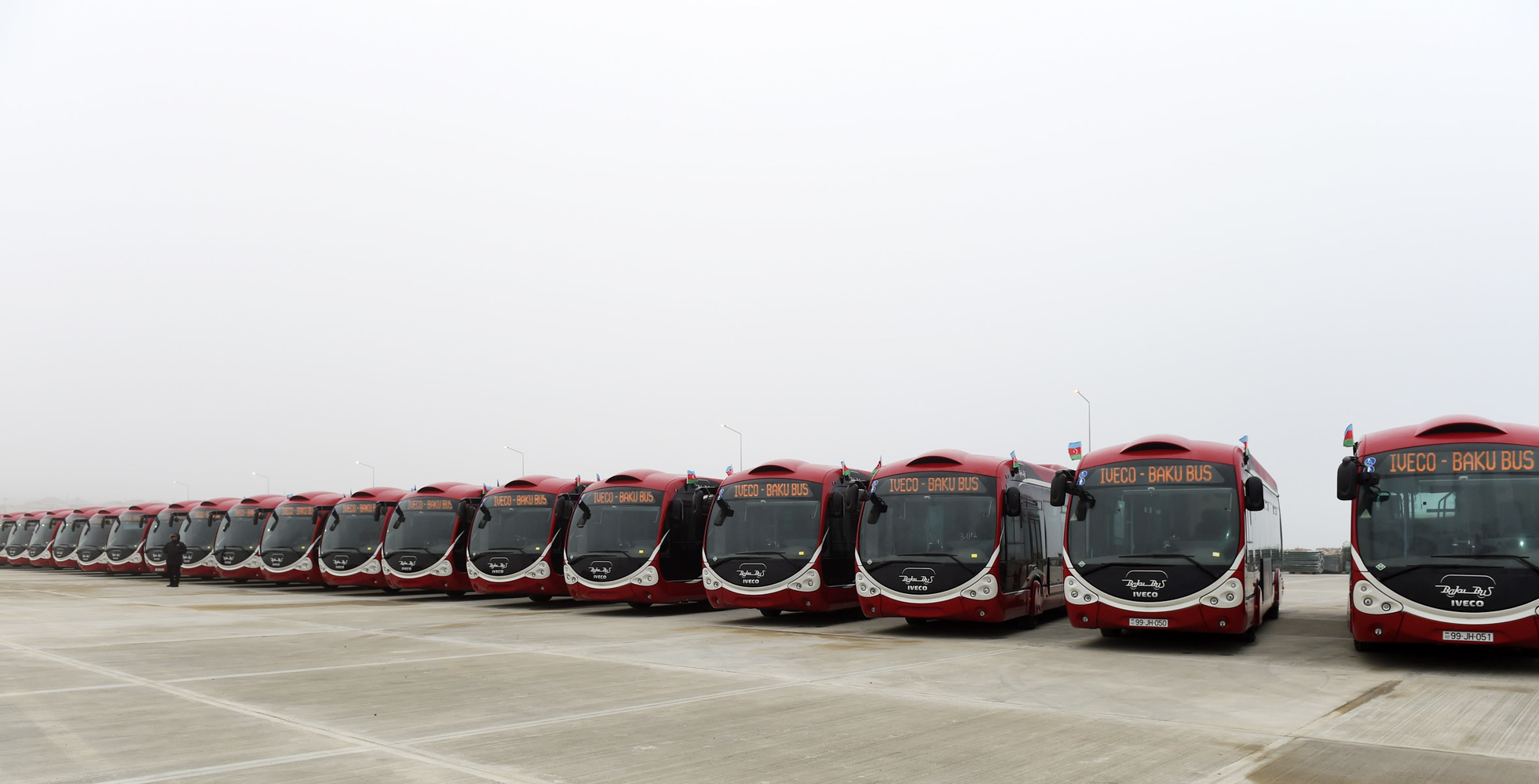
Автобусы в Баку

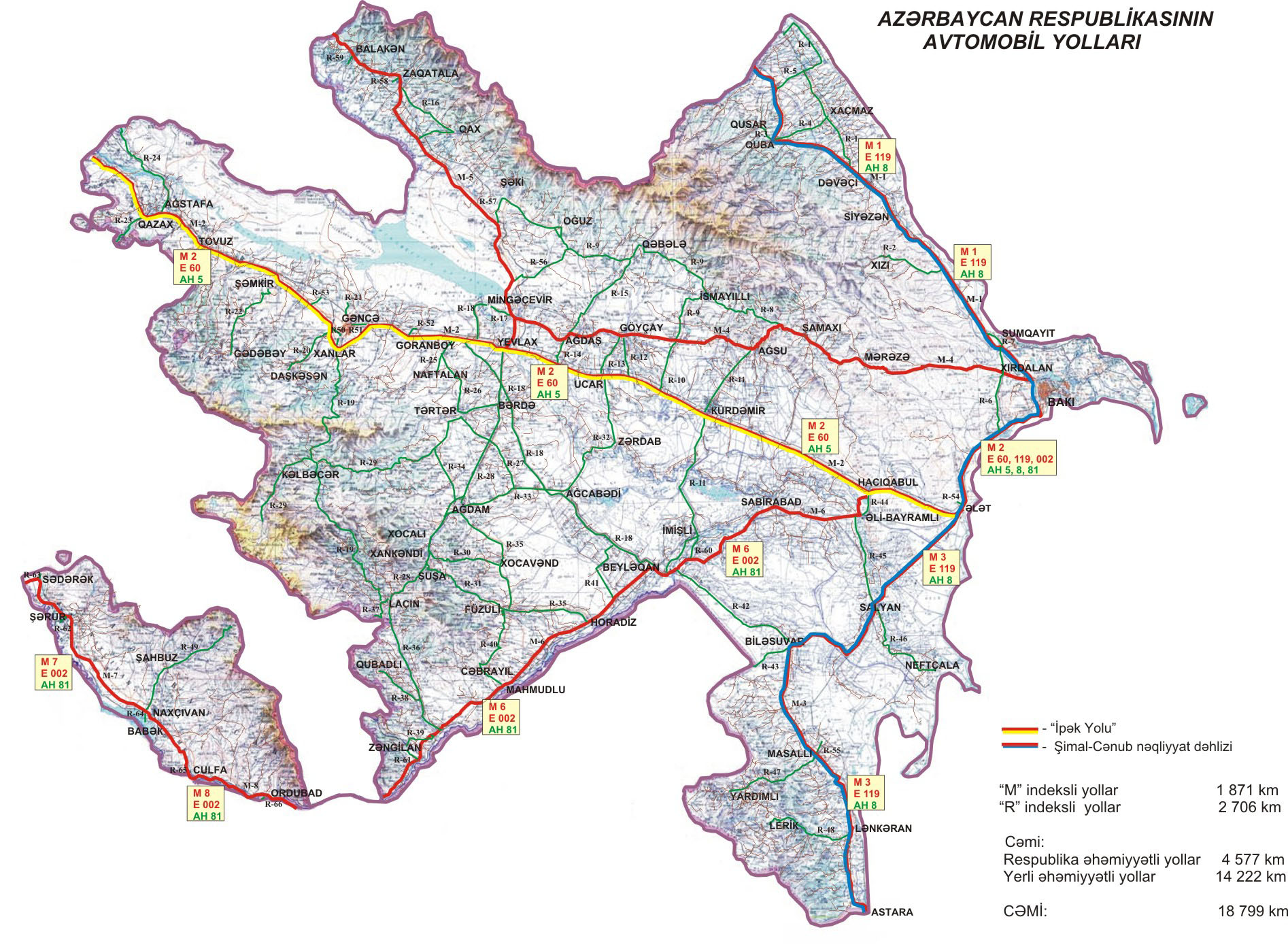
Автомобильные дороги Азербайджана

Общая протяжённость автомобильных дорог — 59 141 км, из них асфальтировано 29 210 км. Шоссе в Азербайджане следуют параллельно основным железнодорожным магистралям. Одно из них проходит вдоль Каспийского моря из России в Иран, через Баку. В свою очередь из Баку к грузинской границе также ведёт автодорога. От города Евлах (на магистрали Баку — Тбилиси) на юг отходит шоссейная дорога в Нагорный Карабах. Все они являются сегментами следующих европейских автомобильных маршрутов:
- E 60
  - M2 Газах, Гянджа, Евлах, Аджигабул, Алят, Баку
- E 119
  - M1 Губа, Баку
  - M2 Баку, Алят
  - M3 Алят, Ленкорань, Астара
- E 002
  - M7 Садарак, Нахичевань,
  - M8 Нахичевань, Джульфа, Ордубад
  - M6 Зангеланский район, Физулинский район, Джебраильский район
  - M6 Бейлаганский район, Сабирабад, Ширван, Аджигабул
  - M2 Аджигабул, Алят, Баку

### Морской транспорт

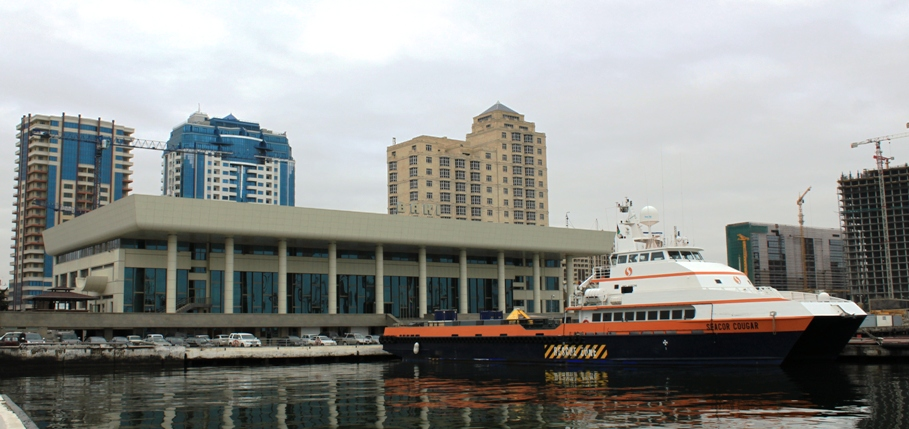
Бакинский порт

С 1962 года из Бакинского международного порта действует паромная переправа до туркменского порта Туркменбашы. В последние годы резко возросла танкерная транспортировка нефти из Казахстана.
Главный порт — Баку, связан железнодорожными паромами с портами восточного побережья Каспийского моря (Туркменбаши, Актау, Гарабогаз). Крупнейшей азербайджанской судоходной компанией, является «Каспийское морское пароходство», являющееся также крупнейшей судоходной компанией в бассейне Каспия. Пароходство занимается перевозкой всех видов грузов. Весомую долю в перевозках составляют нефть и нефтепродукты. Компания также выполняет пассажироперевозки, и является оператором железнодорожной паромной переправы Баку — Туркменбаши, Баку — Актау. Пароходству также принадлежит ряд судоремонтных заводов.
В Азербайджане действует 8 паромных переправ. 4 из них относятся к Баку, в том числе Баку — Туркменбаши, созданная в 1962 году, переправы Баку — Актау и Баку — Карабогаз, открытые в середине 1970-х годов. В начале 1990-х годов начала полноправно действовать паромная переправа Баку — Астрахань. Кроме бакинских портов действуют паромные переправы из других приморских городов: Сумгаит — Туркменбашы, Ленкорань — Атырау, Нефтечала — Решт, Астара — Дербент. Эти переправы открылись в 1998 году[уточнить].
Флот пароходства насчитывает 86 судов с суммарным дедвейтом 483,782 тонн, из которых 41 танкер, 35 сухогрузов, 10 вспомогательных судов. Bмеются 3 судна типа 3 Ро-Ро (железнодорожно-автомобильный), 7 паромов (железнодорожно-пассажирский), пассажирские суда и катера.
Также на Апшеронском полуострове действует порт Зиря. Площадь порта составляет 12 гектар. Береговая линия порта — 500 метров. В гавани имеются крытые и открытые площади для хранения товара. От Гюргяна к порту построена железнодорожная линия. 31 января 2025 года из порта начата транспортировка транзитного груза посредством железной дороги.

### Железнодорожный транспорт
Железные дороги, являются одним из основных видов транспорта в Азербайджане, на их долю приходится около 40 % грузооборота (2007 год) и до 25 % пассажирооборота. Протяжённость железных дорог — 2195 км. Через Азербайджан проходит железнодорожная магистраль, соединяющая Россию и Иран. Азербайджанские железные дороги — национальный оператор сети железных дорог Азербайджана со 100 % государственным капиталом. Компания создана летом 2009 года на базе Азербайджанской государственной железной дороги, функционально заменив её.
Бакинский метрополитен открыт 6 ноября 1967 года. Состоит из трёх линий: красной, зелёной и фиолетовой, общая протяжённость — 36,7 км, имеет 25 станции.

### Авиационный транспорт

#### Аэропорты

Международный аэропорт Гейдар Алиев в посёлке Бина

Крупнейшие города Азербайджана связаны авиасообщением с Баку и между собой. Самый крупный аэропорт находится в Баку, откуда совершаются регулярные международные рейсы. Кроме Баку, регулярные международные рейсы совершаются также из Гянджи, Ленкорани, Нахичевани, Закаталы и Габалы. Государственной организацией в сфере управления и регулирования в гражданской авиации Азербайджана является Государственная администрация по авиационному транспорту.
В стране действуют 32 аэропорта, 6 из которых международного уровня.

#### Авиакомпании
Крупнейшей авиакомпанией страны является AZAL. Авиакомпания, выполняет внутренние рейсы, рейсы из Москвы в города Азербайджана, рейсы из Баку в страны СНГ, ЕС, Азии. После закупки новой партии самолётов Boeing с большой дальностью полёта, планируется открытие постоянных маршрутов в страны Северной Америки и Юго-Восточной Азии.

## Вооружённые силы Азербайджана

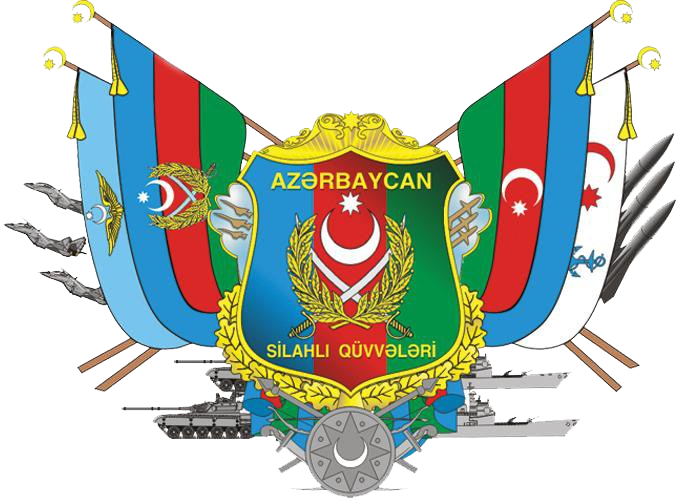
Эмблема ВС Азербайджана

Вооружённые силы Азербайджана — государственная военная организация, предназначенная для вооружённой защиты свободы, независимости и территориальной целостности Азербайджанской Республики. Состоит из сухопутных войск, военно-воздушных сил, войск противовоздушной обороны и военно-морских сил. Численность вооружённых сил Азербайджана в 2011 году составляла 66 940 человек, из них в сухопутных войсках — 56 840, в военно-морских силах страны — 2200, а в военно-воздушных силах заняты 7900 военнослужащих.
Днём Азербайджанской армии считается 26 июня 1918 года, однако современные вооружённые силы появились в годы Первой карабахской войны на основе объединения местных городских ополчений, отрядов самообороны. 9 октября 1991 года был издан указ о создании армии в трёхмесячный срок, однако реально армия была создана лишь к концу 1993 года.
С момента создания армия Азербайджана тесно сотрудничает с Вооружёнными силами Турции в сфере поставок оружия. Также НАА сотрудничает с ВС России, Израиля, Украины, США, Пакистана.

### Военно-воздушные силы

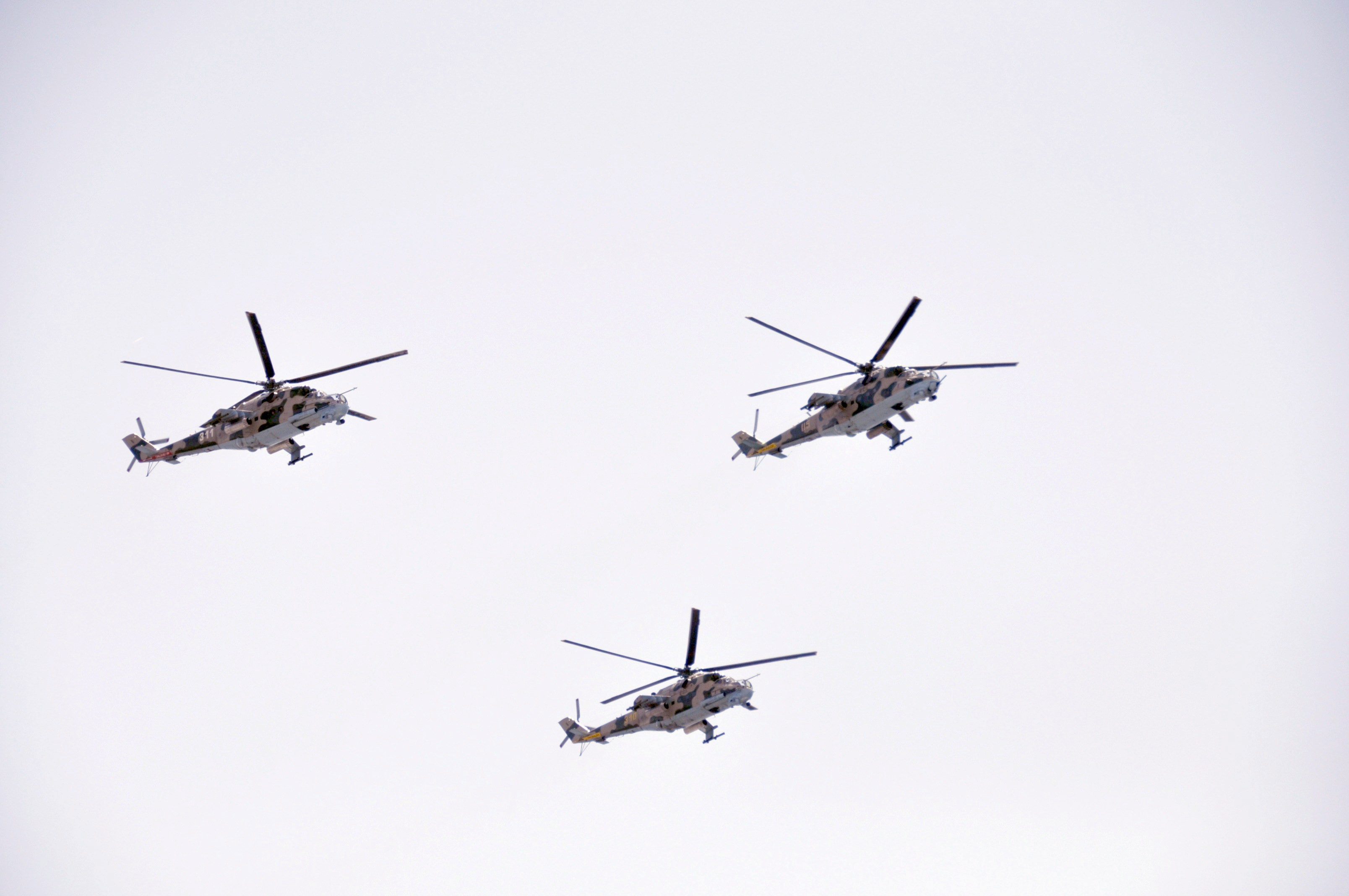
Ми-24 на военном параде в Баку в 2011 году

Военно-воздушные силы Азербайджана — вид вооружённых сил, предназначенный для ведения боевых действий в воздухе и нанесения ударов по наземным целям. Численность составляет 7900 человек.

### Сухопутные войска

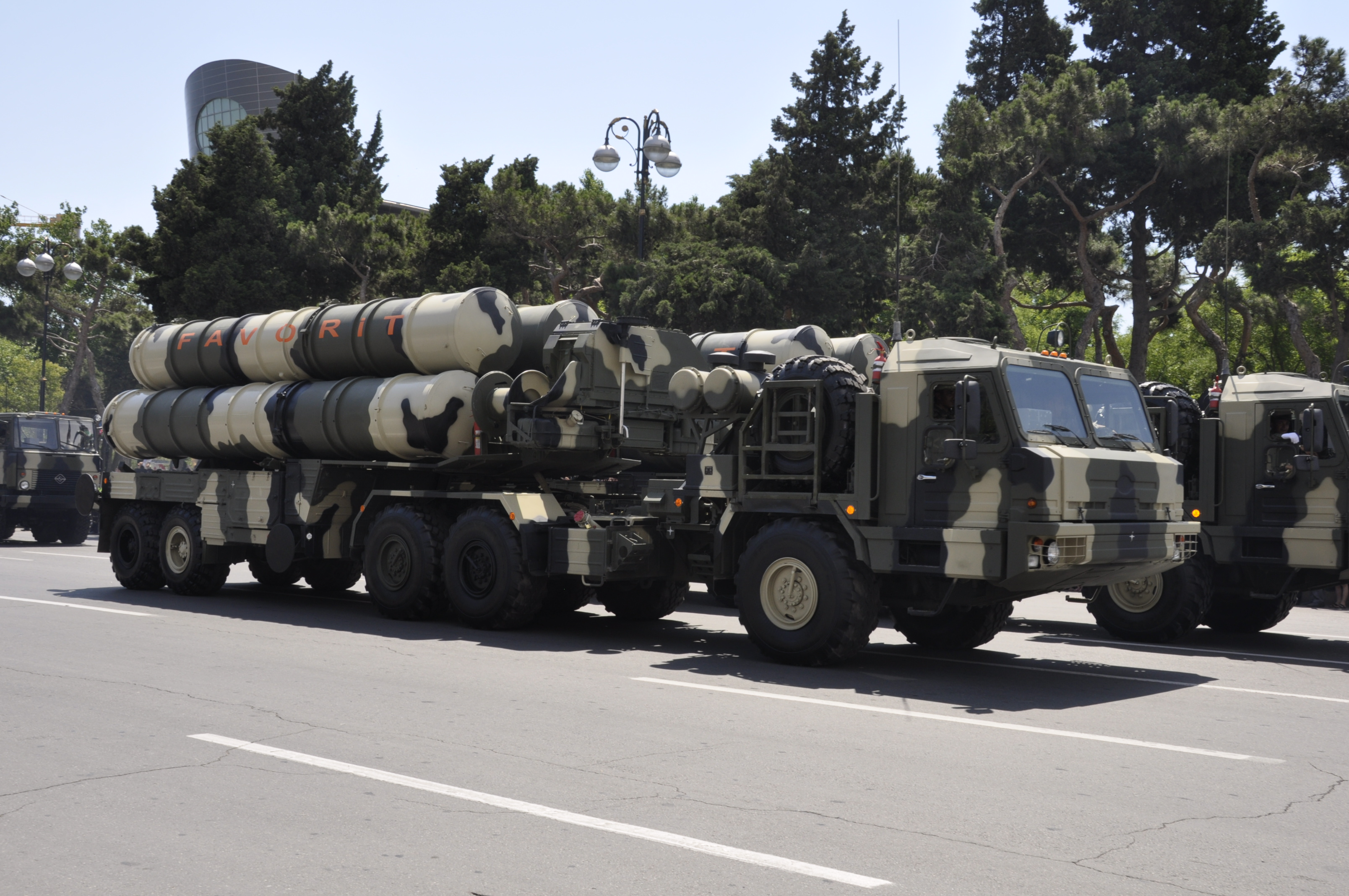
С-300 на военном параде в Баку в 2011 году

Сухопутные войска Азербайджана — вид вооружённых сил, предназначенный для ведения боевых действий преимущественно на суше. Состоят из мотострелковых, танковых, артиллерийских и инженерных войск. Численность составляет 74 000 человек.

#### Миротворческий контингент
Начиная с сентября 1999 года азербайджанские военнослужащие осуществляют миротворческую деятельность в составе международных миротворческих сил в Косово, Афганистане и Ираке. Миротворческий отряд в составе ВС Азербайджана был создан в 1997 году, позднее он был переформирован в миротворческий батальон.

##### Косово
Взвод азербайджанских миротворцев численностью 34 человека, состоящий из одного офицера, одного сержанта и 32 рядовых, нёс службу в Косове с сентября 1999 года в составе турецкого батальона. Милли Меджлис 4 марта 2008 года принял проект о выводе войск. 15 апреля 2008 года взвод вернулся в Азербайджан.

##### Ирак

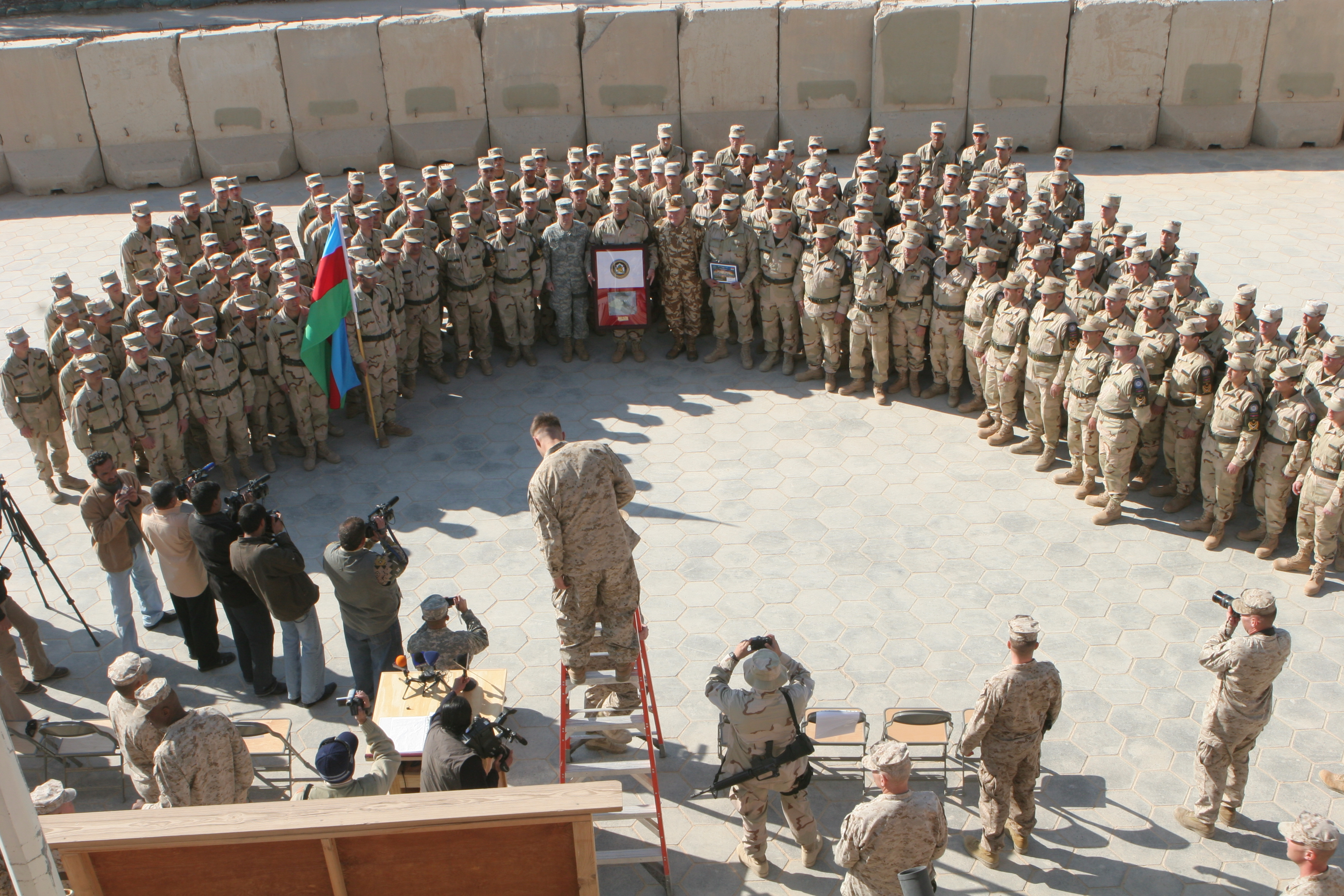
Азербайджанские миротворцы в Ираке

Военнослужащие Азербайджана находились в Ираке по решению Совета безопасности ООН с 2003 года. Азербайджанские военнослужащие, состоявшие из 14 офицеров, 16 сержантов и 120 рядовых охраняли ГЭС и водохранилище в иракском городе Аль-Хадита. В соответствии с решением Милли меджлис Азербайджана от 11 ноября 2008 года, миротворческий контингент из 150 военнослужащих азербайджанских вооружённых сил завершил свою миссию в Ираке и вернулся домой, где был торжественно встречен представителями Минобороны Республики, послами США и Ирака в Азербайджане, а также родными и близкими военнослужащих.

##### Афганистан
В структуре международных сил содействия безопасности в Афганистане служат 90 азербайджанских миротворцев. Эти солдаты осуществляют постпатрульную службу в Кабуле.

### Специальные подразделения

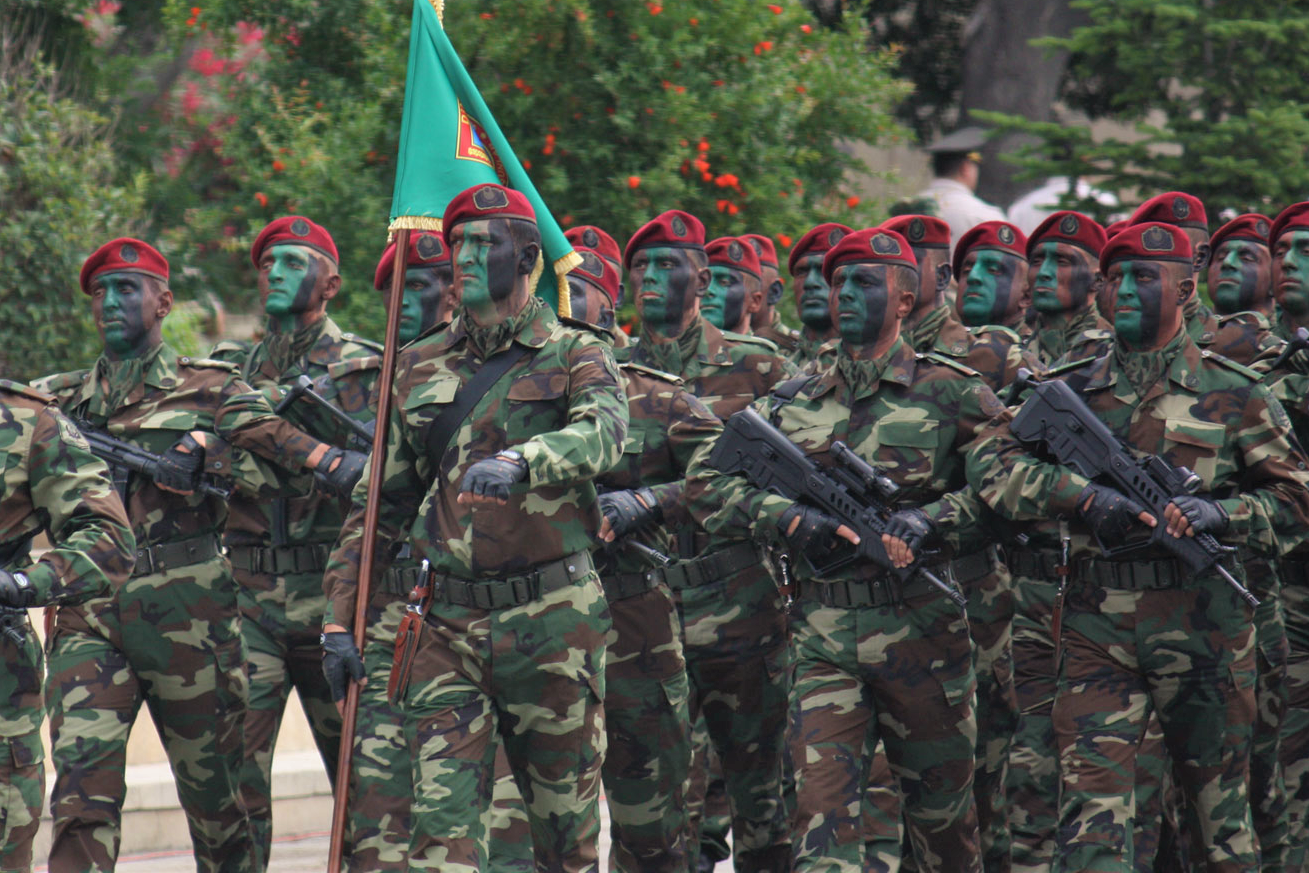
Специальное подразделение сухопутных войск

Существуют: Силы специального назначения министерства обороны Азербайджана и спецназ ВМС (батальон морской пехоты ВМС Азербайджана). Личный состав подразделений спецназа проходит подготовку у инструкторов Морских котиков ВМС США и ВС Турции.

### Министерство оборонной промышленности Азербайджана
Министерство оборонной промышленности Азербайджана создано распоряжением президента Азербайджана от 16 декабря 2005 года. В состав министерства входят 19 предприятий. За 4 года министерство добилось больших успехов. На данный момент Азербайджан ведёт переговоры об экспорте 27 видов оборонной продукции. Основными видами продукции являются крупнокалиберная снайперская винтовка IST Истиглал, а также разработанные совместно с южноафриканской компанией Paramount Group бронемашины APCMatador, Marauder. Помимо них министерство выпускает более 400 наименований продукции.

## Достопримечательности

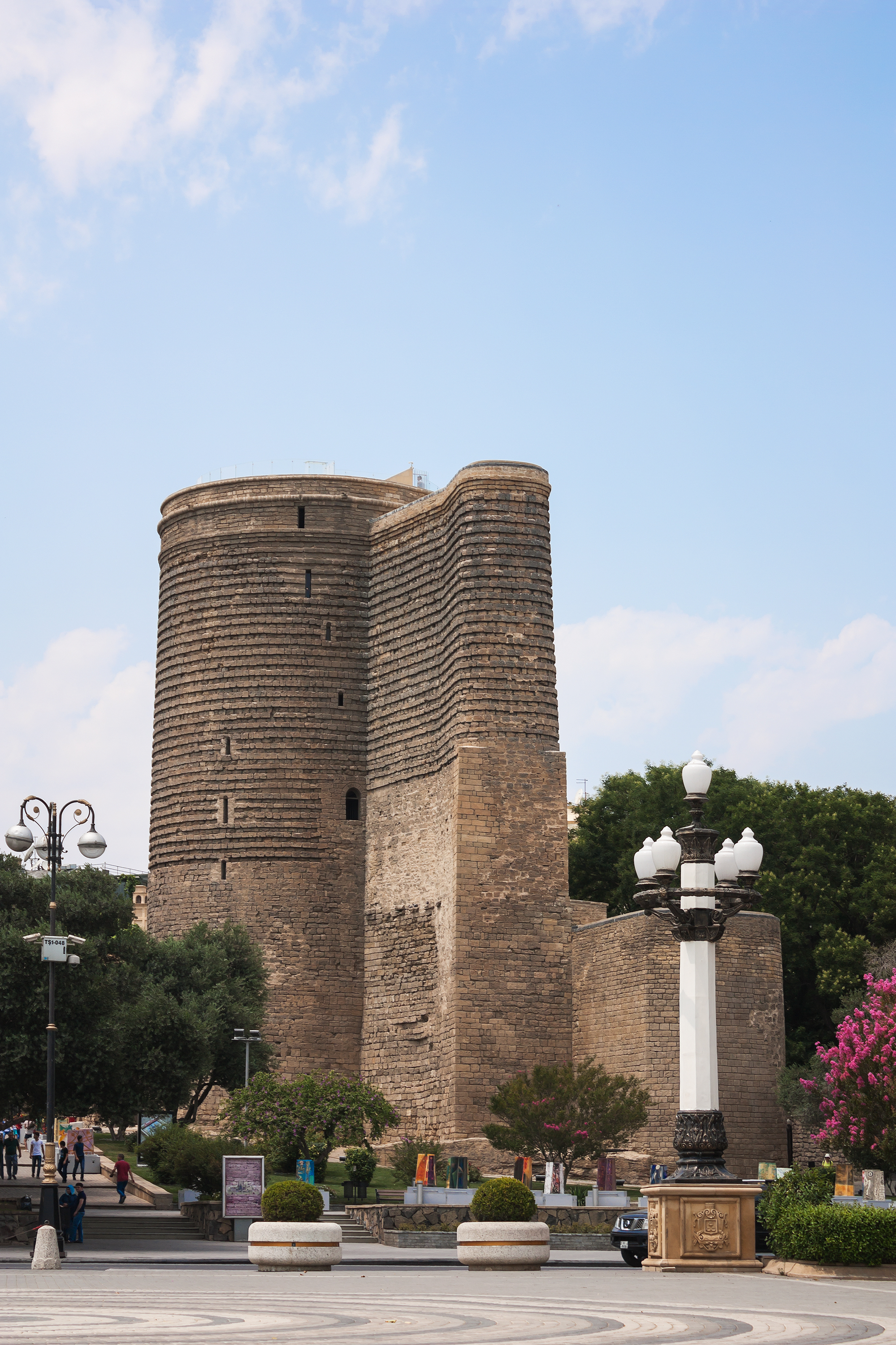
Символ Баку — Девичья Башня

Пять объектов, расположенных на территории Азербайджана, включены в список объектов Всемирного наследия ЮНЕСКО: квартал Баку Ичери-шехер, заповедник «Гобустан», Исторический центр города Шеки с дворцом хана, Гирканские леса, культурный ландшафт народа Хыналыг и маршрут перегона скота «Кёч-Йолу».
- Агдамская мечеть;
- Азыхская пещера;
- Атешгях;
- Баня Гаджи Гаиба;
- Верхняя мечеть Говхар-аги;
- Гелярсан-Гёрарсан;
- Гробница Юсифа ибн Кусейра;
- Дворец Мухтарова;
- Дворец Ширваншахов;
- Дворцовая мечеть в Баку;
- Девичья башня;
- Государственный историко-этнографический заповедник «Гобустан»;
- Ичери-шехер;
- Нижний караван-сарай;
- Круглый замок в Мардакяне;
- Мавзолей Вагифа;
- Мавзолей Дири Баба;
- Мавзолей Йахйи ибн Мухаммада ал-Хаджа;
- Мавзолей Момине хатун;
- Мавзолей Низами;
- Мавзолей Сейида Йахья Бакуви;
- Азербайджанский государственный музей ковра и народно-прикладного искусства;
- Мечеть Биби-Эйбат;
- Мечеть Мухаммеда в Баку;
- Мечеть Туба-Шахи;
- Историко-этнографический музей села Хыналыг;
- Музей Азербайджанской литературы имени Низами Гянджеви;
- Нардаранская крепость;
- Сабаильский замок;
- Азербайджанский театр оперы и балета им. М.Ф. Ахундова;
- Четырёхугольная башня в Раманы;
- Четырёхугольный замок в Мардакяне.